# HUNTER×HUNTERの登場人物
HUNTER×HUNTERの登場人物（ハンターハンターのとうじょうじんぶつ）では、冨樫義博の漫画『HUNTER×HUNTER』に登場する架空の人物について述べる。
ゾルディック家または幻影旅団に所属する人物、およびキメラ＝アントについては、各記事を参照。年齢は初登場時点のもの。
作中描写およびファンブックでの説明に準じたものを記載する。ファンブックはHUNTER×HUNTERのタイトルと作者冨樫義博の名前で集英社が書籍商品として発行しているものである。中には作中になくファンブックにのみ書かれている設定や、作中描写と食い違う箇所も存在する（おもに能力の系統に関する情報などに多くみられる）。
- 「声 - 」はアニメの担当声優を示す。第1作 / 第2作の順に記す。1人しか記載されていない場合は第1作か第2作かを明記する。パイロット版およびOVA版の声優は別途記載。
  - パイロット版：イベント内で限定上映されたパイロット版
  - 第1作：日本アニメーション版（1999年）（フジテレビ・OVA）
    - OVA：テレビとOVAで声優が変更された場合は別途記載

  - 第2作：マッドハウス版（2011年）（日本テレビ）

## ゴン
ゴン＝フリークス
声 - 竹内順子 / 潘めぐみ / 松本梨香（パイロット版）
本作の主人公。12歳。第287期ハンター試験合格者。自身の夢であり、また父親を探すためにもハンターとなる。

## キルア
キルア＝ゾルディック
声 - 三橋加奈子 / 伊瀬茉莉也
ゴンの親友。12歳。第287期ハンター試験受験者、第288期ハンター試験合格者。自分のやりたいことを見つけるために旅に出る。ハンター試験編からアルカ編までの主要人物。

## クラピカ
クラピカ
声 - 甲斐田ゆき / 沢城みゆき / 日髙のり子（パイロット版）
第287期ハンター試験合格者。賞金首ハンター。4月4日生まれの17歳。血液型AB型。ガイドブックでは身長171cm、体重59kg、不詳。
序盤から登場しており、特にヨークシン編および王位継承編の主要人物。
金髪で細身な体格、大きな目が特徴的な、中性的な容姿。容姿の良さを変装や交渉に利用する場合もある。
幻影旅団に滅ぼされた少数民族クルタ族の生き残りであり、同胞の仇を討ち奪われた仲間の眼球を取り戻すためにハンターとなる。
理知的で頭の回転が速く、ゴン一行の中で最も頭の切れる人物。突発的な事態にも即座に柔軟な対応をしながら、複雑な状況にも的確な判断を下す。相手の目を見て嘘や目論みを見抜くなど、洞察眼に優れ感覚が鋭い。カリスマ性は高く、高い判断力から様々な人物から注目を集める事が多い。自分の命の優先度が低く、過酷な体験からもう一度仲間を失うことを恐れており、潜在的に孤独感を抱えている。
潔癖な性格で公正を重んじ、他者に誠実に相対しようとする。プライドが高く孤立を好むが、自分が間違っているとわかれば素直に謝罪する。弱者、年少者、年長者、誠意のある者には優しく、無礼な強者には冷たく対応する。レオリオやイズナビ等の親しい者には特に辛辣な態度を取る反面、信頼も寄せている。仕事での立場上、主導権を握るべき時には高圧的な態度を取る一方で、必要とあれば権力者に媚びも売る。
幼少期は無邪気な性格だったが、過酷な生い立ちを経て非常に警戒心の強い性格に変貌した。文語調の言い回しは幼少期に語学の参考書替わりに用いた小説の影響によるもの。性格上、敬語を用いる相手は限定される。また、一人称は「私」だが、故郷に住んでいた時は「オレ」を使用していた。その後もモノローグでは「オレ」だが、まれにモノローグでも「私」を使用しているため、一人称が混在している。
イズナビ師匠との修業で念能力を習得した後にマフィアのノストラードファミリーに加わり、人体収集家でもある令嬢・ネオン＝ノストラードのボディーガードとなる。旅団とマフィアンコミュニティーの抗争中に旅団のウボォーギンとパクノダを殺害。ダルツォルネ亡き後のネオン護衛団のリーダーに同僚達から推薦され、組長のライト＝ノストラードから正式にリーダーに任命される。抗争終了後もネオン護衛団のリーダーを務めながら、ゴンらの協力を得て旅団との戦いを続ける。団長の念能力を封印してからは仲間の眼の回収を優先し、仕事に戻る。その後、娘の占い能力と顧客を失い危機に瀕したノストラードファミリーの組長ライトに代わり組の若頭として手腕を奮い、合法的な用心棒と賭博を収入源とする組織に転換させる。緋の眼奪還も進めており、所有者との取引では大抵の要求を受け入れる。レオリオの推薦で十二支んのメンバーに勧誘され、緋の眼を大量に所有する人物の情報と引き換えに承諾する。特にミザイストムとの連携が大きい。
BW号船内では、ワブル王子・オイト王妃の護衛に就く。自身の目的は、緋の眼を所有するツェリードニヒ王子と接触することである。人数不足の不利を補うべく、他勢力にあえて念の情報を教えることで味方を増やすという戦略をとる。
ヨークシン編の終わりにて別れ、G.I編ではキルアとの電話で登場するも、以降は長らく出番がなかった。会長選挙編のエピローグにて断片的に姿が描かれるも、セリフは無し。王位継承・暗黒大陸編からは主人公として再登場。0巻（クラピカ追憶編）でのインタビューで「今後クラピカは、幻影旅団はどうなるのでしょうか？」という問いに対し、作者は「全員死にます」と答えている。
体術は非常に優れている。念を習得する以前からヒソカに善戦し、旅団戦闘員筆頭であるウボォーギンを翻弄するほど、身のこなしは素早い。攻防力は、「絶対時間」状態で強制「絶」ウボォーギンを上回る程度。仮に拳銃弾（9x19mmパラベラム弾）を撃たれたら、「凝」防御でもノーダメージでは済まないと本人は自己分析する。ただし、試しの門では1の扉(4トン)までしか開ける事ができず、筋力ではクラピカよりも年少のゴンやキルア達にも劣り、念なしの純粋な肉体の筋力は比較的低い。
緋の眼
クルタ族の瞳は感情が昂ぶると鮮やかな緋色になり、戦闘力が大幅に上昇する。緋の眼の状態で絶命すると色が瞳に定着して褪せることがなくなる。この輝きは世界七大美色の1つに数えられ、闇市場において美術品として高値で売買されているため、クルタ族はひっそりと隠れて暮らしていた。クルタ族は対戦した幻影旅団のウボォーギンが強さを評価するほどの一族だった。怒りや悲しみなど強い感情によって達する緋の色が最も深く鮮やかであるとされた事から、最終的にクルタ族は生きたまま凄惨な拷問を受け殺された。クラピカは虐殺の際、里を離れていたため難を逃れ、ただひとり頼れる人もなく外の世界で生きることとなった。現在のクラピカは普段カラーコンタクトでクルタ族であることを隠している。生前のクルタ族は原作ではNo.000（0巻クラピカ追憶編）に登場しており、8巻のクラピカの回想では焼き討ちにされたクルタの里が描写されている。
クラピカは普段は具現化系能力者だが、「緋の眼」発動時には特質系能力者となる（後述の「絶対時間」）。「緋の眼」発動時に水見式を行うと、定型外の「水の色が変わると同時に葉が回る」という効果が現れる。
絶対時間（エンペラータイム）
「緋の眼」になったとき、オーラの絶対量が激増し、具現化系から「全六系統の能力を100%の精度で使える特質系」に変化する。上がるのはあくまで能力の「精度」であり、クラピカの本来の系統である具現化系の「レベル」と同等に扱えるというものではない。例えば天性の具現化系能力者であるクラピカは相関図で対極にある最も苦手な放出系の能力の習熟度は40％程度とされるが、これは「天性の放出系に比べて4割程度の難度の能力までしか習得できない」と「習得済みの同じ能力を使っても天性の放出系に比べ4割程度の精度にしかならない」の両方を意味するが、「絶対時間」中は後者のハードルが無視される。
先述のように、「緋の眼」は本来は感情が昂ったときなるものだが、クラピカは訓練により自分の意思で「緋の眼」発現をコントロールできるようにした。
これ自体は何の外的効果もない補助的な能力だが、複雑な複合能力であるクラピカの鎖の能力と合わせると絶大な効力を発揮する。ただし、使用後の体力の消耗が非常に激しく、使用中は痛みが伴う。その負担を軽くするために、絶対時間発動中は「一秒につき一時間寿命が縮む」と制約を設けたが、体への負担は依然重く、使用した時間の3倍程度の時間昏睡してしまう上、自身の意思での連続発動は3時間を超えられない。。
具現化した鎖（仮称）
具現化系能力で鎖を創り出し、右手の五指にそれぞれ1本ずつ計5本装備している。鎖の先端には、それぞれに付与された能力を象徴する形の錘が付いている。「一人で戦える能力」というクラピカの意図により、各鎖にはそれぞれ特有の能力が付与されているが、具現化系以外の能力を必要とする能力もあるため、通常時は効力の度合に差がある。戦闘時のみならず常時具現化しているのは、具現化した鎖であることを隠すという戦略のためで、また一部の鎖は「絶対時間」のブーストをかけないと使い物にならない。「操作系（または強化系）を装う」「黒スーツの袖で隠す」「隠で不可視化する」「未知の能力が5個もある」「特質系であることをあえて明かして具体的な能力をわからなくさせる」など、駆け引きにも用いられる。
癒す親指の鎖（ホーリーチェーン）
親指の鎖（先端は十字架）。鎖を巻きつけた部分の自己治癒力を強化し傷を癒す、強化系の能力。平常時にはあまり大きな効果は見込めないが、「絶対時間」中は粉砕骨折すら数秒で完治させてしまう程の効果がある。クラピカ以外も回復させることが可能。
奪う人指し指の鎖（スチールチェーン）
人指し指の鎖（先端は注射器）。他者に刺してオーラを吸い取ることで、その者の念能力を預かることができる。オーラを吸い続けると「絶」と同じ状態にも出来る。「絶対時間」を発動しなければ（預かるだけで使用しないならば）ノーリスクで使用可能。一度に奪える能力は1つだけ。戦闘中に相手に刺すことで、オーラを吸って発を封じることもできる。
5つの鎖の中で最後に判明した能力だが、当初念の師匠から「不足を補えるように一つは残しておけ」と提案されたものだと語られた。つまり、独り立ちしてから自身で追加した能力であり、当初は能力無しのただの鎖の状態であった。
人指し指の"絶対時間"（ひとさしゆびのエンペラータイム、ステルスドルフィン）
鎖で念能力を預かった後、「絶対時間」を発動させることにより、 メカニカルな喋るイルカ型の念獣（ステルスドルフィン）が出現する。鎖の注射器で吸ったオーラをドルフィンにセットすると、預かった能力を解析して1度だけ使用できるようになる。このドルフィンはクラピカと、能力によりドルフィンを預けた仲間（後述）にしか知覚できず、「凝」を使っても不可知である。
能力を使用するとドルフィンは消滅し、吸い取ったオーラは持ち主に返還されるが、奪った（預かった）能力を使用するまでは「絶対時間」とドルフィンを解除できないという制約がある。つまり複雑な発動条件がある能力をドルフィンにセットしてしまうと、能力を消化できないままに「絶対時間」で寿命が削られ続けるという事態に陥ってしまう。
他の人間に注射すると、預かった能力とドルフィンがその者へと譲渡される（特質系貸与型に属する能力）。すると注射器に空きができるので、クラピカは他の念能力者のオーラを吸い取ることができるようになる。ドルフィンを預けられた人間が非念能力者だった場合は、能力の行使に加えて念の視認もできるようになり、ドルフィンを解除したときには副作用で念を目覚めさせることになる。念講習会では「2週間」という異例の短期間で受講者に念を会得させるために用いた。
束縛する中指の鎖（チェーンジェイル）
中指の鎖（先端は鍵爪）。相手に巻きつけ、強制的に「絶」状態にして捕縛する。対旅団戦闘の要となる能力で、通常では考えられないほどの強力な念が籠められている。この鎖で捕らえられると念能力を封じられるため、解くには念を使わず筋力のみで鎖を破壊するしかないが、幻影旅団一の怪力を誇るウボォーギンでも、体を全く動かすことができなかった。
常時具現化しているものの、能力行使のハードルを自ら高く設定しており限定的。「律する小指の鎖」の念をクラピカ自身の心臓にかけており、「束縛する中指の鎖を旅団員以外に使ったら死ぬ」という縛りがついている。「絶対時間」と併用しないと使えない能力かどうかは語られていないが、対旅団という条件上、必ず「緋の眼」「絶対時間」が併用される。
導く薬指の鎖（ダウジングチェーン）
薬指の鎖（先端は球状）。クラピカ自身の集中力を高めることでダウジング効果を発揮する能力で、探し物を発見したり、相手の嘘を見抜いたり、地図にかざすことで人物の場所を見つけたりするなど多彩な使用法がある。飛んでくる銃弾を察知し受け止めるなど、戦闘時の防御にも応用できかなり柔軟性が高い。アニメ第1作ではアニメオリジナルの回で、列車で移動中ハンターライセンスを狙った強盗に対して銃弾を防いだあと相手の手に当て持っていた銃やナイフを落とす等攻撃にも利用している。他の指の鎖の使用法が限定的であることもあり、クラピカが主力として使用する能力である。
嘘を見抜く能力は相手と直接対峙していないと使用出来ない。だが「緋の目」の状態になると精度が上がり、1度会ったことがある人間ならカメラ映像を通してでも嘘発見が可能となる。機械以上に精度の高い判別が可能だが、超能力捜査であるため物証にはできない。またあくまで「嘘発見」でしかない性質上、対象が操作されている・記憶を消されている・嘘を自覚していない場合など網羅できないパターンも予想され、100パーセントの確証にはならない。
律する小指の鎖（ジャッジメントチェーン）
小指の鎖（先端は刃）。対象者の体内に鎖を打ち込んで心臓に念の鎖を巻きつけ、設定したルールを対象者に宣告。対象者がルールを破った場合、鎖が心臓を握り潰して殺害する。常時具現化しているものの、能力は「絶対時間」中しか使えない（通常時では放出系や操作系の精度が足りないため）。他人にかけるタイプの念であり、一度打ち込みさえすればクラピカの意思で解除されるまで、いつまでも、どんなに離れても効果を発揮する。同時に複数人にかけることも可能。何らかの手段によって強制的に解除された場合、クラピカはそれを知ることができる。
ただし、あくまで死という制裁によって脅す能力であり、行動に対する直接的な強制力は無いため、死を覚悟している相手に対しては容易にルールを破られてしまうという明確な欠点がある。
クラピカ自身の心臓にも刺して「束縛する中指の鎖を幻影旅団以外に使ったら死ぬ」という条件をセットしている。
当初は放出系や操作系能力の精度が足りないのを、「束縛する中指の鎖」と同様に「旅団員以外に使ったら死ぬ」という制約を設ける事でカバーする事を考えていたが、その制約を実現するのにこの鎖を自分に使う必要がある事から、「旅団員以外に使うという制約破りの対象になるのか」の懸念を解決できなかったため、制約を諦めて「絶対時間」に頼る事になった。そのため旅団員以外にも使用可能。
二刀流
ヌンチャクのように紐で繋がれた二本の剣を用いる剣技。念能力を習得するまでは主に二刀流を戦闘に用いていた。

## レオリオ
レオリオ＝パラディナイト
声 - 郷田ほづみ / 藤原啓治 / 林延年（パイロット版）
第287期ハンター試験合格者で、具体的なハンターはまだ名乗らず「ルーキー」とされる。3月3日生まれの19歳。血液型O型。ガイドブックでは身長193cm、体重85kg。長身、黒の背広。通常時はサングラスだが、よく壊れて紛失し、また勉強中は眼鏡を着用する。放出系能力者。会長選挙にてフルネームが判明した。
性格は単純かつ激高しやすい上に言葉遣いも悪く、酒や女、見え見えの罠やハッタリにも弱いなど普段は偽悪的な言動やその容姿ゆえにゴン達からおじさんと勘違いされたり、同レベルと指摘されると落ち込むなどぞんざいな扱いであったが、その本質は義理人情や友情に厚く、他人のために危険を省みず自らを投げ出す場面があり、その本質を知ったことでゴン達と友情を育む。コミュニケーション能力が高く他人と打ち解けるのが早くその為、当初は衝突が多かったクラピカとも憎まれ口を叩き合いながらもお互い信頼し合えるようになり、仇であるクロロに対して冷静さを失うクラピカを宥めつつも気持ちを察する。センリツからは「ヨークシンシティで会った誰よりもあたたかい心音がする」と医師や教師に適性があると太鼓判を押される。ジンからも「あれは伸び代デケーぞ」と素質を高く評価される。また、処世術にも長け、ヨークシンシティでは様々な交渉テクニックを用いてゴンらを手助けした。
金に執着する本当の理由は法外な手術費を用意できずに友人を亡くした過去から、医師となって友人と同じ病気の子供を無料で治療することを夢見ている。しかし、それを実現するためには莫大な資金が必要となる現実を知り、ハンターに対する様々な金銭的優遇を受けるために第287期ハンター試験を受験。一度はヒソカに負けたが、将来性を見出され生かされ、命拾いしている。他にも幾度となく窮地に立たされるもゴン、クラピカ、キルアら試験で出会った仲間達と協力し合格する。
試験後は故郷に戻り、国立医科大学に入学するための勉強を開始する。試験半年後にヨークシンシティで再会し、ゴンのグリードアイランド入手のための資金調達を助け、クラピカの幻影旅団との戦いを陰で支える。この時点での念能力は、独学であった為か纏のみの習得に留まっていた。オークション終了後は、再び故郷に戻って受験勉強を再開している。未登場期間中に医科大学に合格し大学生となった。
会長選挙編にて再登場し、危篤状態のゴンを救うために行動を起こす。この頃には発も習得ハンター協会本部での選挙演説にてジンを殴りつけたことで注目を集め、選挙で3位に急浮上する。暗黒大陸編では、チードルの勧誘を受け十二支んの一員となり、十二支んの空席にクラピカを推挙した。チードルの直弟子となり、BW号船内で医療業務に従事している。
念能力者としてはゴンら3人に水を開けられているが、体格が良く腕力に優れ、短期間でゾルディック家の正門を2の扉（8トン）まで開くことができた。戦闘においては折り畳みナイフを用いている。
放出系能力
地面などを殴ることで、その衝撃を離れた位置に出現させる能力。身の回りの物を殴って壊したら、遠く離れたジンのそばに拳が出現して、ジンを殴り飛ばした。ジンの模倣によると、複数個の拳のオーラが地面をすべって移動していることがわかる。この能力を模倣したジンの分析によると、伝搬させる衝撃の程度を調節する事でエコー検査や体内の病巣や血栓などのピンポイント破壊に用いる事もできるようで、医療用によく考えられた技術だという。また戦闘用としてもエコーの要領で壁越しの様子を知る事ができ、「円より気づかれにくい」と評している。
設定上放出系能力者であるということは判明していたが、能力を初めて披露したのは会長選挙編。

## ヒソカ
ヒソカ＝モロウ
声 - 高橋広樹 / 浪川大輔
第287期ハンター試験合格者。幻影旅団団員ナンバー4（偽装入団。作中で退団）。変化系能力者。
6月6日生まれ、年齢不詳。身長190cm程度。血液型B型。
謎の奇術師。普段はオールバックに似た独特の髪形をしておりオレンジに近い金髪だったが、途中から薄緑色の髪に変わっている。左目の下に涙型の、右目の下に星型のペイントを施している。ピエロを彷彿とさせる奇抜な風貌。
キメラアント編を除いたほぼ全編に登場する主要人物。
トランプ（小説版では鋼鉄製という設定だった）を武器として使用し、セリフの語尾にはスート（「♡（ハート）」や「♧（クローバー）」など）が付く。
「念能力の系統別性格診断法」を考え付いた人物で（本人いわく「血液型性格判断と同じで根拠はない」とのこと）、多くのキャラクターが彼の診断法に基づいた発言をしている。
過去や来歴は一切不明。嘘つき・気まぐれな性格で頭の回転は極めて早く、人間性には掴み所がない。天才的な戦闘センスを持ち、気に入った強い相手と存分に戦った上で殺害することに無上のエクスタシーを感じる戦闘狂。その場面を想像しただけで興奮し陶酔する。クロロと闘うためだけに団員を殺し幻影旅団に入団し、戦いで傷つくこともお構いなしなど、常軌を逸している。ゴンやキルアの成長に性的興奮を覚え、勃起したりそれに類する言動をすることが多い。金や義理、組織の論理には縛られないため、自らの欲望を満たす目的に合致すれば誰とでも手を結び、区切りがつくまでは裏切りもしない。己こそが最強であると理解し孤高で、他者に帰属意識も忠誠心もない。ゴンやキルアのような気に入った人間に対しては、たとえ自身が不利益をこうむっても守ろうとする面も持ち合わせているが、これは「成長した後で自分が殺すために、今は守る」のである。
本編1年前のハンター試験では合格確実と言われるほどの好成績を収めるも、気に入らない試験官を半殺しにして失格になった。翌第287期ハンター試験でゴンと出会って才能を見出し、将来の成長を待って戦闘、殺害することを決意。天空闘技場でゴンとキルアの念能力習得のきっかけを作った後、幻影旅団の一員としてヨークシンシティのオークション襲撃に参加。その傍らでクロロとの戦いの場を作るべく、クラピカと同盟を組み情報を提供するなどしていた。ヨークシンの戦いが終わり、クラピカの念でクロロの念能力が封じられたことで、クロロの依頼を受け除念師を探してグリードアイランドに参加。ゴンらのカード集めに協力した後、除念師との交渉を行った。キメラ＝アント編の裏では、クロロとの追跡劇を繰り返していた模様。会長選挙編で再登場し、新たな対戦相手を求めてハンター協会に現れる。そこでイルミと再会し、イルミにアルカの殺害への加担を依頼される。イルミ逮捕に派兵されたハンター達を、陰から返り討ちにする。
その後、天空闘技場でクロロとデスマッチを行い敗北するが、死ぬ直前に自身のオーラに「死後に肺と心臓をマッサージする命令」をしていたため、試合後に蘇生する。マチに対旅団の殺し合いゲームを宣言し、コルトピとシャルナークを殺害し、イルミを旅団に加入させる。死んだときに顔が焼け、左手と右足首を欠損しており、それらを念で補う。
B・W号下層をうろつき旅団員との遭遇を待つ中、マフィアのヒンリギから交渉を持ち掛けられ上層に移動する。
天空闘技場でのクロロとの対決時、試合の実況でフルネームが判明した。
石田スイによる短編（ネームのみ）『少年H』は、少年時代のヒソカが主人公である。
伸縮自在の愛（バンジーガム）
オーラをゴムとガム両方の性質を持ったものに変化させる変化系の能力。ガムのようにくっつき、ゴムのように伸縮する。
付けるもはがすも、伸ばすも縮ませるもヒソカ次第で、伸ばしたまま戻らない状態を維持することも、ヒソカの任意のタイミングで急激に縮ませる事もできる。ヒソカの体から離して使用した場合、10m以上伸びると切れてしまうが、粘着性は体から離しても維持できる。オーラそのものなので「隠」により見えなくすることも出来る。
原理そのものは単純だが制約が無い能力。例えば相手の体のどこかに付けて引っ張ることで動きを制限するという用途で使う場合、ヒソカはガム化オーラを直接投げる事も手などで触れた際に付ける事もどちらもできるため、ヒソカ自身とオーラの両方に注意しなければならない上、ガードしてもガードした部分に付けられるだけで無意味なため、実質的にはほぼ回避不可能という「思ってたよりずっとタチの悪い能力」。さらにはトランプやハンカチなどの様々な小道具に留まらず、その辺に落ちている石さえも組み合わせて凶器になり得るため、絶大な使い勝手を誇る。
名前の由来はヒソカが子供の頃好きだったお菓子から。
薄っぺらな嘘（ドッキリテクスチャー）
オーラを様々な質感に変えて、物体の表面を覆い再現する変化系の能力。
再現できる質感は1000以上、自由自在。文字を表示させる事もできるなど、応用範囲は幅広い。二次元上の物しか再現できず、触られたら感触で偽物とバレる（紙の上に「文字が書かれた紙」を再現した等、同じ材質を再現した場合を除く）という欠点があるが、ヒソカは騙しを好むためリスク承知で愛用する。さらに基本的には隠し能力であり、旅団ではマチ1人が「せいぜい傷の保護に数種類使うくらい」と知らされているだけ。
名前の由来は、ヒソカが子供の頃に流行ったおまけ付きお菓子から。

## くじら島関係者
ジン＝フリークス
声 - 東地宏樹、高乃麗（少年期） / 小山力也
二ツ星ハンターで、特に遺跡ハンター。ゴンの父親。旅立ちの理由は彼を探すことでもある。くじら島出身。ゴンの20歳年上の32歳。グリードアイランド製作チームの最高責任者。12歳になる直前に「欲しいものがある」との理由でハンターを目指して島を飛び出し、その10年後、赤ん坊だったゴンを連れて突如帰郷し、ゴン宛のメッセージボックスをミトに預けて、再び姿を消した。弟子にカイトがいる。容姿はターバンを巻いた無精ひげ気味の男性で、少年時代はゴンにそっくりであった。
父親としての無責任さは自覚しており、ゴンに対しては申し訳なさから顔を合わせることを拒んでいるが、「それでも会いたければ見つけてみろ」とのメッセージを残している。その反面、ゴンに一流のハンターになってもらいたいとの願望があり、レイザーに対してゴンと対決するときは本気で勝負するように頼んでいる。また、ビスケは、そもそもグリードアイランド自体がゴンの修行のために作られたと推測している。ゴンはG・Iクリア後に一度再会する機会を得るが、キルアの同行を望んだために実現しなかった。
第267期ハンター試験唯一の合格者で、ハンターとして世界を股にかける活躍をしている。複数の異なる分野で歴史的な業績を残している二ツ星ハンターで、遺跡発掘の分野においては、行った仕事がそのまま遺跡保護のマニュアルとして世界的に普及しているという。カイトやサトツも「最高のハンター」と認め、功績は「三ツ星」にも値するが、本人は面倒臭がって申請しておらず、ハンター証すら手放している。一方で個人情報や公的な情報を秘匿しており、水準に達さない者が噂や業績以外での彼を知ることは困難となっている。まず口に出してからなぜそう言ったのか後から思考を追いかける事が多く、場当たり的な言動を行って周囲に混乱を来す事が多々ある。数々の規約違反を犯したり年に数回行方不明になるなどのいい加減な性格であり、十二支んを初めとして他のハンターからはあまり快く思われておらず、レオリオに殴られた時にはスタンディングオベーションが起こったほどであった。無茶ぶりで有名になっているが、パリストン評では「噂ほどめちゃくちゃではない」そうであり、本人も「小さな無茶を重ねているだけ」と言っており本人なりには考えがあってのことである。
会長選挙編で十二支ん「亥」として登場し、選挙を有利に進めるパリストンに対して水面下で策を巡らせる。選挙での目的は会長になることではなく、「自身が楽しむ」ことであり、記名投票制のルールを盛り込んだのもそのためである。選挙終了直前、ゴンが復帰したことにより不本意ながら対面を果たす。ぎこちない対面ではあったものの、カイトの件で気落ちするゴンを励まし力強く送り出した。その後、ゴンとは打ち解けあうものの、ゴンからは「親子としての実感がない」「父親というより親戚のすごい人」という印象を持たれている。暗黒大陸を冒険すべく、少々強引ながらカキン＝ビヨンドの探検隊に仲間入りする。
実力の高さはうかがえるが、念能力の詳細は全く不明である。ネテロ会長からは「念能力者としては間違いなく世界で五本の指に入る」と評価される。打撃系の能力は一回くらうと大体マネできるが、これはトレース能力というわけではなくただの才能によるもの。レオリオの放出系能力で殴られたことで自分のものにし、そこから修得目的や利用法まで理解した。応用でオーラをエコーとした感知能力も披露する。実用性皆無の「オーラのイボクリ遊び」が異様に上手い。また、ゴンへのメッセージとしたカセットテープにあらかじめ操作の念をかけていた。グリードアイランドのゲームマスター（開発スタッフ）筆頭でもあり、念ゲーム制作の中枢にいたが、完成後の運用には未関与。
アニメ第1作では後述のミトの回想シーンで、少年時代がセリフ付きで描かれている。
カイト
声 - 岸祐二 / 池田秀一、佐武宇綺（少女） / 中原茂（パイロット版）
契約ハンター。具現化系能力者。腰まで長い白髪ロングに青色のハンチング帽が特徴で、服装は白色のセーターを着用。帽子を含め服装は幼少期の頃と変わらないが、幼少期の頃は青色のコートを着ていた。一人称は「オレ」。
ジンの弟子。出身地はカイト自身も知らず、ジンに出会っていなかったらスラム街で野垂れ死んでいただろうと語っている。ジンに課された最終試験・ジンを探し当てる旅の途中でくじら島に立ち寄り、幼少時のゴンと出会い、キツネグマの縄張りに迂闊に入ってしまった彼を助ける。その際には幼いゴンを容赦無く拳で殴り飛ばす厳しさを見せるが、彼とのやり取りで打ち解け、ゴンがハンターを目指すきっかけを作った。試験をクリアした後は生物調査専門のハンターとして活動している。大物専門であり、小さい生物を見つけるのは苦手。キメラ＝アントの師団を一瞬で全滅させるなど、念能力者としての実力は非常に高い。
カキン国の山林で仲間達と生物調査を行っていた際にゴンと再会。その後、キメラ＝アントの調査・討伐の為にゴン、キルアらと共にNGLに潜入し、ネフェルピトーに遭遇、ゴンとキルアを逃がして単独で戦うも、惨殺される。遺体はピトーに修復されてトレーニング用の操り人形とされた。キメラ＝アント達が巣を離れた後は巣に放置されていたが、やって来たナックル＆シュートをオートで迎撃にかかり、交戦の末に保護される。
ゴンたちは元に戻すために奮闘し、カイトの元へとネフェルピトーを連れてくるが、とっくに死んでおり蘇生などできなかった。彼の死はゴンを復讐に目覚めさせ、後に大きく変貌させるきっかけとなる。
蟻討伐任務終結後、王の双子の妹（レイナ）に生まれ変わっていたことが判明する。成長して少女の姿となり、ゴンとの再会を果たした。一人称は「あたち」、髪の色が赤に変わっている。キメラアントなので、別人や別生物も混ざっている。
アニメ第1作では第1話に登場。
アニメ第2作ではゴンの幼少時に出会い、互いに名前を知らないまま別れるように設定が変更されており、ゴンの幼少期のエピソードもキメラ=アント編まで先延ばしされている。NGLのキメラ＝アント達の巣近くでゴンと再会し、ゴンとカイトはお互いの事がわからなかったが、その面影からゴンを思い出し再会を喜んだ。
気狂いピエロ（クレイジースロット）
声 - 坂口候一（第2作）
1から9までの目が定められたルーレットにより、武器をランダムに具現化する能力。例えば2番は大鎌、3番はロッド（メイス）、4番はライフル銃。
出現した武器は強力なものであるが、最低一度使うまで他の武器に変更することも消すこともできない。また、本気で「死んでたまるか」と思った時にしか出現しない番号があり、NGLでのゴンが見ていた中での戦いではその番号が出ていない。カイトは使い勝手の悪さに「全くもってうっとうしい」と不満を漏らしており、ゴンやキルアにも「ならなぜそんな能力に」とツッコまれていたが、ジンによるとカイトの念能力は念の師匠であるジンに教えられたものであるらしい。
死神の円舞曲（サイレントワルツ）
2番の大鎌でただ一つの技。鎌を構えた状態で360°回転することで、周囲のものを無差別に両断する。強力なだけで使い勝手が悪く、本人はハズレだと言う。

ミト
声 - 木村亜希子 / 潘恵子 / 岡村明美（パイロット版）
ゴンの育ての親。9月7日生まれ。ジンの従妹で、ゴンの叔従母（いとこおば）。気が強いが根は優しく、実の母親同然にゴンを育てた。
祖母（ゴンの曾祖母）と共にくじら島で小さな酒屋を営む。裁判でジンから親権を奪いゴンを女手ひとつで育てた。幼少時は島の子供が少なかったこともあり、ジンにかまって貰いたがっていた。ゴンがハンターになることは当初から反対しており、ゴンが試験に合格して里帰りしたのちもゴンと暮らしたいとの思いは持ち続けていたが、ゴンが自分を実の母親同然に慕っていることを知りそれまで隠していたジンの手がかりを与えた。ゴンの里帰りの際には、同行していたキルアも快く迎え入れており、キルアからも理想の母親像として憧れられている。殺生を嫌う。
ゴンの曾祖母
声 - 水谷ケイコ / 京田尚子 / 尾小平志津香 （パイロット版）
名前は不明。ミトの父とジンの父の実母でもある。息子2人に先立たれた後、2人の孫を養育していた。
コン
くじら島のヘビブナ群生地に棲む雄のキツネグマ。親は縄張りに入ったゴンを襲いカイトに殺された。コンも殺されるところだったがゴンに庇われて生き延び、現在は森の長になる。本来は人には絶対に懐く事はないが、コンはゴンとの出会いを経て友情を結び、ゴンがくじら島を旅立つまで友達として森で一緒に遊んでいた。森の長であるキツネグマは人と交わる事は出来ないからと、ゴンは旅立つ時に別れを告げ、くじら島に戻った時にも会うのを避けたが、コンは彼の里帰りを姿を見せずに歓迎した。妻と子供がいる。
アニメ版第1作では「コンタ」と呼び名が変わっている。子供はアニメ版第1作で密猟者に殺されかけた際、ゴンたちがオーラで治療したため念能力が開花している。
アニメ版第2作ではゴンがキツネグマに襲われるシーンのみで、その後の友情を結ぶシーンはカットされている。

## ハンター試験編関係者

### 受験者（第287期）
ゴンについては「ゴン＝フリークス」を、キルアについては「キルア＝ゾルディック」クラピカ、レオリオ、ヒソカについては「主要人物」を参照
ギタラクル
詳細は「イルミ＝ゾルディック」を参照
受験番号301番。仕事の都合でハンターの資格が必要となったイルミ＝ゾルディックがハンター試験時に使用した偽名。第287期ハンター試験を受け、合格する。
ハンゾー
声 - 松本吉朗 / 岸尾だいすけ
受験番号294番。第287期ハンター試験合格者。18歳。隠密集団雲隠流の上忍。
坊主頭の忍者。ジャポン出身。漢字表記は「半蔵」。秘伝「隠者の書」を探すためにハンターとなる。武器は前腕に仕込んだ短刀。
自ら人に話しかけたり、名刺を渡して営業アピールするなど、陽気で社交的な性格をしている。忍者としてシリアスなリアリストでもあり、他人から貰った飲食物は口にしない。第287期試験最終試験でのネテロによる採点でゴンと並んで最高の評価を受けており、念能力の習得もゴンたちに先んじた。
会長選挙・アルカ編ではゴンを見舞う。暗黒大陸編ではクラピカの依頼で第12王子モモゼの護衛を担当。しかしセヴァンチ王妃の指示によりマラヤームの護衛に回されてしまい、その隙を突かれてモモゼが殺害されたことで自責の念を抱いているが、報いを受けさせると強く誓い、実行犯のタフディーを始末する。
分身の術（ハンゾースキル4）
自分の幽体を具現化して行動する能力。能力を発動中、本体側は完全な無意識状態となる。行動可能範囲は不明だが、その範囲内であれば飛行、物質透過も可能。能力を解除するには分身が本体のところに戻る必要がある。本体に触れられたり声をかけられると強制解除される。
ポックル
声 - 玉木有紀子 / 徳本恭敏
受験番号53番。幻獣ハンター。第287期ハンター試験合格者。
ターバン帽を被った弓矢使いの青年。薬物の扱いにも長けている。ハント（狩り）に関しては高い技術を持っており、第4次試験までの成績はキルアよりも上だった。小柄で直接的な戦闘は苦手としており、最終試験では初戦はハンゾーにあっさりねじふせられギブアップ。次戦でキルアが「あんたとは戦う気がしない」という理由で試合放棄したことで、不戦勝となり合格する。
キメラ＝アント編で再登場。仲間（ポンズ他2名）と共にNGLへキメラ＝アントの調査・討伐に向かうが、仲間を全員殺され、自身もキメラ＝アント兵士の神経麻痺の毒を受け食料用として拉致される。その後、奥歯に仕込んでいた解毒剤を使い脱出を試みるが、ネフェルピトーに発見されてしまう。最後は針で脳を直接弄られ、念能力についての知識を全て搾り出された後、殺され女王の餌となった。
アニメ版では新旧共にポンズとの同行が描かれていた。
毒矢
即効性のしびれ薬が塗られた矢。かするだけでも1週間はまともに歩くこともできなくなる。第4次試験でキュウを倒した。念能力とは無関係。
七色弓箭（レインボウ）
2本の指の間にオーラの弦を張って弓と化し、そこから矢の形に変化させたオーラを放って攻撃する能力。矢は全部で7種あり、オーラの色ごとに異なる力を持つ。作中で使用されたのは赤（燃える）と燈（速い）の2色のみ。変化させたオーラを放出するという、複数系統の複合能力。
ポンズ
声 - 天神有海 / 工藤晴香
受験番号246番。様々な薬品を使って罠を仕掛ける他、身を守るため帽子に蜂を潜ませていて、彼女に危険が迫ると出てくる。戦闘タイプではないため戦い方は待ち一辺倒。
第4次試験でバーボンの罠に嵌った所をゴンに助けられるが、レオリオのターゲットだったため催眠ガスで眠っている所をプレートを運賃として奪われ脱落。翌年の第288期ハンター試験も受験するが、キルアに敗れ不合格となる。アマチュアハンターではあるが、「念」の存在は知っている。ポックルら仲間と共にNGLに潜入したが、キメラ＝アントの襲撃により部隊は壊滅。蜂を伝令としてカイトに急を知らせるが、直後にギョガンに射殺・捕食された。
アニメ版第1作のゲーム版の『幻のグリードアイランド』や『龍脈の祭壇』ではいずれも仲間に入れることができ、特に『幻のグリードアイランド』では操作系の能力者として登場した。また服のデザインや色は原作、新旧アニメそれぞれ異なっている。
ニコル
声 - 石川大介 / 森訓久
受験番号187番。小太りで一見礼儀正しいエリート青年だが、内面は傲慢。自分以外の全ての人間を見下していたが、ハンター試験のレベルにはついて行けず第一次試験最初の脱落者となってしまう。アモリ曰く「新人にしてはいいセンいっていた」らしいが、トンパのアモリ3兄弟を利用した新人潰し（アニメ第1作では別の方法）によってプライドをズタズタにされてしまい、翌年の第288期ハンター試験には登場していない（OVAでは受験生の中にニコルらしき人物がいる）。他の受験生の情報が入ったノートパソコンを持ち歩いていたが、心身ともにズタボロになっていく中で落としてしまっている。
トードー
声 - 永野善一 / 梁田清之
受験番号255番。レスラーらしく、体格は巨漢で、髪を後ろに束ねている。賞金首ハンター志望。意外と頭もキレるとトンパに評されるベテラン。第2次試験後半メンチのメニューでメンチに反抗するが、ブハラに制圧される（第1作ではメンチ自身に蹴り倒される）。再試験でクモワシの卵を食べて美食ハンターの奥深さを思い知り、脱落を宣言。翌年の第288期ハンター試験も受験するが、キルアに敗れ不合格となる。
トンパ
声 - 小和田貢平 / 桜井敏治
受験番号16番。45歳。ハンター試験を37回受験しているベテラン。ハンター試験は娯楽として受けており、実際に合格する気はない。表向きは愛想がよくにこやかだが、本性は卑劣かつ残忍な性格。「新人つぶし」の異名を持ち、様々な手段で新人受験生の足を引っ張ることを試験中の最大の目的としている。第4次試験でソミーと組んでレオリオのプレートを奪ったが、直後にクラピカに蹴り倒されプレートを奪われ脱落。翌年の第288期ハンター試験も受験するが、キルアに敗れ不合格となる。
アモリ3兄弟 / アモリ、ウモリ、イモリ
アモリの声 - 森訓久 / 梶雅人 / 石塚堅（OVA）
ウモリの声 - 竹本英史 / 村上裕哉
イモリの声 - 中野健治 / 堀越省之助 / 遊佐浩二（OVA）
受験番号197-199番。左から長兄、次兄、末弟。ベテラン受験生三兄弟。末弟イモリが立場が一番低い。第4次試験で3人がかりでキルアと戦うもあっさり敗れる。翌年の第288期ハンター試験も受験するが、キルアに敗れ不合格となる。このときキルアと自分たちの才能の差を実感し、ハンター試験は今年限りにすると決めた。アニメ版第1作では天空闘技場に挑戦しているが、ゴンに敗れている。
ソミー
声 - 道脇広行 / 横尾博之
受験番号118番。猿使い。猿はアニメではカムリ（声 - 竹本英史（第1作））という名前。第4次試験でトンパと手を組みレオリオからプレートを奪ったが、トンパがクラピカにやられたため、結局奪い返された。アニメでは木に縛られ脱落し、クラピカに負けた飼い主を見限ったカムリは野生の猿の群れに加わり、いずこかへと去った。翌年の第288期ハンター試験も受験するが、キルアに敗れ不合格となる。
ケンミ
声 - 石川正明（第1作）
受験番号362番。拳法家。黒い丸刈り頭と点のように小さい目が特徴。アニメ第1作では軍艦島編でハンゾーやキルアと一緒に砲弾の弾込め作業にあたっていた。第4次試験まで行き着いた腕を持っているが、アモリないしウモリにプレートを奪われ脱落。プレートはその後ハンゾーの手に渡る。アニメ第1作ではハンゾーにプレートを奪われ脱落し、その後、プレート集めに焦るトンパに襲われた。翌年の第288期ハンター試験も受験するが、キルアに敗れ不合格となる。
キュウ
声 - 永野善一 / 浪川大輔
受験番号105番。赤い鼻が特徴の剣士。第4次試験でポックルの毒矢を受けプレートを奪われ脱落。翌年の第288期ハンター試験も受験するが、キルアに敗れ不合格となる。アニメ第1作では爆発物の扱いに長けている設定が追加された。
ボドロ
声 - 竹本英史 / 坂東尚樹
受験番号191番。長い白髪を後ろに束ねている武道家。最終試験でヒソカに力及ばず敗れ、次のレオリオとの試合にて、キルアの乱入で殺される。アニメ第1作では1年前にもハンター試験を受けていたことを告白した他（1次試験であっさり落ちた模様）、最終試験を学力テストと推理して他の受験者たちを動揺させてしまった。
バーボン
声 - 竹本英史（第1作）
受験番号103番。蛇使い。無口かつ非常に執念深い性格。罠を張って洞穴に隠れていたが、ポンズのシビレヤリバチに刺されアナフィラキシーショックを起こし死亡。
ゲレタ
声 - 松山鷹志 / 金光宣明
受験番号384番。ゴーグルと黒い肌が特徴の猟師。第4次試験でゴンのプレートを狙い尾行し、筋弛緩性の吹き矢毒でプレートを奪うが、自身もヒソカのターゲットだったため殺害され、プレートを奪われた。原作では彼の生首がゴンの元へ持ち込まれるシーンがあるが、アニメ版では第1作・第2作ともに別の描写に変更された。
ゴズ
声 - 岸祐二 / 永野広一
受験番号371番。武道家。武器は槍で、アニメでは戦場を渡り歩く部族の出身という設定。第4次試験でギタラクル（イルミ）に致命傷を負わされ、最後の頼みとしてヒソカとの交戦を懇願するもヒソカに全く相手にされず、ギタラクルに止めを刺され死亡。アニメ第1作ではボドロと2人で行動している描写が何度かあった。致命傷は水場で待ち構えていたギタラクルと対峙した時にスパーの狙撃を誤って受けた設定になっている。
スパー
声 - 飯田かおり（第1作）
受験番号80番。女性の射撃手。第四次試験でギタラクルを狙っていたが、返り討ちにされて死亡、プレートを奪われる（その後、プレートはヒソカに渡る）。アニメ第1作ではギタラクルと交戦中のゴズに流れ弾が当たり、彼に致命傷を負わせることになる。
アゴン
声 - 田邉真悟 / 坂熊孝彦
受験番号281番。胴体を覆うマントが特徴の中年剣士。武器は片刃剣。左利き。第三次試験合格時はスパーと談笑する場面がある。第四次試験ではヒソカとの一騎討ちの際、ゴンがヒソカからプレートを奪う際の囮にされる格好で死亡する。
リュウ
受験番号34番。短い銀髪が特徴。アニメ第1作では軍艦島編でソミーやバーボンと同じ機関室で作業にあたっていた。第4次試験でボドロにプレートを奪われ失格。
シシトウ
受験番号89番。長い黒髪と鋭い目つきが特徴。第4次試験まで行き着いた腕を持っているが、アモリかウモリのどちらかにプレートを奪われ失格。プレートはその後ハンゾーに渡る。
チェリー
声 - 大西健晴（第2作）
受験番号76番。武闘家。第1次試験でクラピカやレオリオと共にヒソカに襲われ、3人同時に別方向に逃げる案を推奨するが、ヒソカに追いつかれて殺された。アニメ第1作ではトンパに紹介されるシーンのみの登場でセリフは無く、彼の立場もポックルが担うため、死亡の描写はない。アニメ第2作では霧に乗じて他の受験者たちとヒソカを殺害しようとするが返り討ちに合い死亡する。この行為がヒソカの「試験官ごっこ」の動機となった。こちらでは彼の立場はクラピカが担っている。なお、第2作ではその前の年の試験にも参加していた模様。
アニタ
声 - 天神有海（第1作）
アニメ第1作オリジナルキャラクター。有能な貿易商の娘。黒髪のツインテールが特徴。父は同業者の妬みを買い、暗殺依頼を引き受けたゾルディック家の者に殺された。それ以来ゾルディック家に復讐するためにキルアの命を狙い、ハンター試験を受ける。第二次試験で失格するもキルアを尾行するが、暗殺に失敗して拘束される。その後、父の行った悪事を知り、キルアやゴンとは和解した。
受験番号86番の男性
声 - 冨樫義博 / 村上裕哉
ロッククライマー。3次試験でトリックタワーを外壁を伝ってクリアしようとしたが、怪鳥に襲われ失敗し、そのまま連れて行かれてしまう。

### 試験官（第287期）
サトツ
声 - 上別府仁資 / 古川登志夫
遺跡ハンター。第一次試験官。地獄マラソンの先導を顔色ひとつ変えず、速歩でこなす。
トランプの絵札のような容貌。紳士的な男性で口ひげがトレードマーク。一人称は「私」だが、アニメ第2作では主に「わたくし」。かつては自身の名誉のために遺跡の発掘をしていたが、ジンのルルカ遺跡における業務に感銘を受け、遺跡の修復・保護にも力を注ぐようになった。劇中での念の系統は不明だが『幻のグリードアイランド』では操作系の能力者として登場した。
メンチ
声 - 日比野朱里 / 平野綾
一ツ星ハンター。美食ハンター。第二次試験官の1人。髪の色は第1作ではピンク、第2作ではエメラルドグリーン。
21歳ながら食文化への貢献が認められ、一ツ星の称号を持つ女性ハンター。一度食べたものの味は忘れない。短気で食に対するプライドが高く、キレると殊更に融通が利かなくなる。二次試験後半の課題は寿司で、「料理を通して観察力や注意力を図るテスト」だったのだが、ハンゾーが寿司の作り方をばらしてしまい、さらに寿司を軽んじる発言に激怒して美食審査の様相を呈してしまい、合格者0の事態を招く。横柄な態度を取っていたがネテロの仲裁によって自身の不備を認め、「クモワシのゆで卵」を課題とする再試験が行われた。劇中での念の系統は不明だが『幻のグリードアイランド』では放出系の能力者として登場した。
アニメ第2作では、ブハラと2人で1つの課題で豚を使った料理とされ、寿司試験パートがカットされたため、出番が大幅に減っている。
ブハラ
声 - 高橋啓士 / 金丸淳一
美食ハンター。第二次試験官の1人。
大柄な体格で、恐ろしいほどの大食漢。二次試験前半で、課題であった豚の丸焼き70匹分を完食した。愚鈍そうなイメージに反して理知的な常識人であり、熱くなって横柄な態度を取ったメンチをなだめていたが全く聞き入れられなかった。
アニメ第2作では寿司試験パートがカットされたため、出番が大幅に減っている。
リッポー
声 - 赤井田良彦 / 山本正剛
賞金首ハンター。パイナップルのようなモヒカン頭と大きな眼鏡がトレードマークの小柄な男。トリックタワーの刑務所長で、第三次及び第四次試験官を務める。
恩赦を条件に超長期刑囚（刑期が100年以上の囚人）を試験の試練官として使う。お菓子が好き。
マスタ
声 - 永野善一 / 河相智哉
黒スーツ姿の試験官の一人。第四次試験でハンゾーの成績を評価していた。
カラ
声 - AKIKO / 豊嶋真千子
第三次試験の終了後、ゼビル島に向かう船から第四次試験開始までを案内した女性。明るくにこやかに案内していたが、殺気だった受験生たちを見て「辛気くせーわ!」と心の中でつぶやいていた。会長選挙で投票に来ていたことからプロハンターだったようである。
名称不明
声 - 森訓久（第1作）
黒スーツ姿の試験官の一人。最終試験の時、キルアとの試合中にゴンのところへ行こうとしたイルミを引き留めようとするが、念の針を刺されゴンの居場所を吐かされる。
アイザック＝ネテロ
最終試験を担当した。
詳細は「ハンター協会本部」を参照

### トリックタワーの囚人達(試練官)
ベンドット
声 - 杉野博臣 / 相沢まさき
第三次試験試練官の超長期刑囚。懲役199年の強盗殺人犯。頭部に古傷を持つ、筋肉隆々でスキンヘッドの男性。キルアの見立てでは、元軍人または傭兵。
長期服役囚の5人の中で、リーダーシップをとっていて、試合の進行役も彼が努めていた。
デスマッチを望むも、試合開始直後に降参したトンパに勝利（もしそうしてなければ、トンパは真っ先に喉を潰されて、降参宣言も出来ない状態にされて、残り時間が無くなるまで、じっくり痛めつけられただろうとキルアは見立てていた）。物足りなさを感じながらも、ジョネスをたやすく倒したキルアに恐れをなし、彼の交戦依頼を断る。
セドカン
声 - 遠藤章史 / 高城元気
第三次試験試練官の超長期刑囚。懲役149年の連続爆弾魔。
ローソクを使い「先に火が消えた方の負け」という勝負で、「不自由な二択と見せかけて蠟燭を4本用意し、ゴンには長短どちらを選んでも仕掛けにより不利になる」というイカサマを用いた駆け引きでゴンに戦いを挑むも、機転を利かされ敗れる。
マジタニ
声 - 木内秀信 / 矢尾一樹
第三次試験試練官の超長期刑囚。詐欺などでコツコツと懲役108年。筋骨隆々で傷だらけの強面だが、顔の傷は整形手術失敗によるもの。実はハッタリだけが得意な小心者で戦闘能力も低く、完全な見掛け倒しである。アニメ版第2作では体が青い。
右拳に鋼鉄を仕込み、殴ることを得意としている（痛いので1日1回が限度）。蜘蛛のタトゥー（団員ナンバーが入っていない偽物）を入れ幻影旅団員を騙るが、生半可な詐称と図柄によって激昂したクラピカに惨敗。その後も時間稼ぎのために、しばらくは気絶している振りをする羽目になった。
レルート
声 - 小谷伸子 / かないみか
第三次試験試練官の超長期刑囚。稀少生物売買等の罪により懲役112年。アニメでは元・精神科医（リッポーの手下の受刑者曰く「精神疾患者を次々と自殺に追いやっていた」との事）。若い外見の美人女性だが、本性は残忍かつ卑劣。
タワー脱出の残り時間をチップにしてレオリオと賭け勝負をし見事勝利。これにより残りの懲役を完済した。アニメ版第1作ではレオリオの死んだ友人ピエトロを思い出させる心理戦に持ち込んだり、時間稼ぎをやらされているマジタニに「命と引き換えに1勝をもらう」「これ以上無様な姿をさらしたらジョネスにバラしてもらう」と脅すなど、陰険さがより強調されている。冷静な性格だがアニメ版第2作ではレオリオが10代だということにかなり驚いていた。
ジョネス
声 - 小山剛志 / 松山鷹志
第三次試験試練官の超長期刑囚で、白人風の外見をした大男。「解体屋（バラシや）」の異名を持ち、146人の犠牲者を出したザバン市犯罪史上最悪の大量殺人犯で、懲役968年。
人肉やレンガ壁を容易く毟って握り潰す事が出来るほどに常人離れした握力の持ち主で、死体は50以上のパーツに「素手で」解体されていたという。
刑期を短くするという見返りにも興味がなく、外の人間の肉を掴み取りたいという本能的な願望のためにキルアに挑むが、心臓を抜きとられあっけなく死亡。死後、キルアから「アマチュア」呼ばわりされていた。

### その他の試験関係者
船長
声 - 西松和彦 / 内海賢二（第2作、パイロット版）
ゴン、クラピカ、レオリオが乗船した船の船長で、赤い鼻に髭にパイプの老練な船乗り。実はハンター試験のため協会から雇われていた協力者（事前に合否を決める権限が与えられている）の一人で、面接の後、船旅の困難を乗り切った3人を合格とし、試験会場最寄りのドーレ港まで送った。
ジンの知り合いらしく、その面影を見たゴンを気に入り、ドーレ港を降りた彼に山の一本杉へ向かうよう伝えた。アニメ1期ではプロハンターだった。
カッツォ
声 - 森訓久 / 鈴木琢磨
船長の部下の一人。嵐の際に船から転落しそうになるが、ゴンら3人に助けられた。アニメ第一作では華麗なナイフ裁きを見せ、態度の悪い受験者を成敗している。
老婆
声 - 雪絵れな / 来宮良子
ドーレ港近くの山麓の町に住む老人で、ハンター協会に雇われた試験協力者の一人。町人を引き連れ、一本杉へ向かう試験者に「ドキドキ2択クイズ」を出題し、正解者のみを案内人（ナビゲーター）・凶狸狐の元へ通している。
凶狸狐（キリコ）
声（第1作）- 竹本英史（夫婦） / 永野善一（息子） / 徳永悦子（娘）
声（第2作）- 西村朋紘（夫婦） / 川田紳司（息子） / 森沢芙美（娘）
試験会場まで受験者を送る「案内人（ナビゲーター）」を担当している魔獣の一家。ドーレ港近くの山の一本杉の下で夫婦と息子・娘の4人で暮らしている。羽で空を飛び、人間に変身する能力を持つ。
夫婦は外見・声色共に瓜二つで、ほとんどの人間からは見分けがつかないが、ゴンには一目で見分けられた。それ以来、彼をいたく気に入っている（ゴンが認識した限りでは、妻の方が声が高く、顔に至っては全然違うらしい）。
第288期試験ではゴンの紹介でキルアのナビゲーターも務めた。その後、ゾルディック家（カナリア）に雇われる形で、息子キリコが死んだゴトーの代役となっている。
オヤジ
声 - 上別府仁資 / 村上裕哉
ザバン市ツバシ町にある定食屋の店主で、第287期ハンター試験の協力者。試験会場に入る合言葉の受け答えをする。合言葉が正しければ奥の部屋に通され、そこが試験会場へのエレベーターになっている。
偽試験官
声 - 加勢田進 / 金光宣明
ヌメーレ湿原に住む魔獣の一種・人面猿で、正確には部外者。第一次試験の中盤でサトツに似た別の人面猿を引き連れ、サトツを偽者と告発し、受験者を騙して連れ出そうとした。ヒソカがどちらが本物かを見破る実験で、サトツはヒソカのトランプを受け止めるが、彼はそのまま死亡してしまう。徒党を組んでいたサトツ似の人面猿は、原作と第1作では逃走を図ろうとした所をヒソカに殺されるが、第2作ではそのまま逃げ伸びている。
トガリ
声 - 前田剛 / 鈴木琢磨
第三次試練官。
286期ハンター試験でヒソカに半殺しにされた試験官。トリックタワーで再びヒソカに挑むがあっけなく攻略され、首を刎ねられた。
アニメ版第1作ではプロハンターから受験生に変わっており、合格ではなく復讐目的で試験を受けに来ていたが、敗れ、ヒソカに殺される恐怖でショック死した。
無限四刀流（むげんよんとうりゅう）
4つの特殊な形状の刀を投げ、相手を切り裂く技。ブーメランのように戻ってきた刀を受け止めて再び投げることを繰り返す。一種のジャグリング。1年前は一刀の技術だったらしく、腕を上げてリベンジに挑むも、通用しなかった。
ジナー、バナー
声 - 橘健治（ジナー）、水谷ケイコ（バナー）
アニメ第一作オリジナルキャラクター。
第287期ハンター試験の協力者で、第3次試験エクストラの会場となった軍艦島のホテルの管理人夫妻。海底財宝と交換に受験者たちを宿泊させ、来たる嵐の前に島を去った。

## ハンター協会本部

### 会長
アイザック＝ネテロ
声 - 外波山文明 / 永井一郎（第6話 - 114話） → 銀河万丈（第122話 - 138話）
ハンター協会および審査委員会の第12代会長。心源流拳法師範。強化系能力者。
ハンター協会の最高責任者。20年前くらいから約100歳と周囲に語っており、ゼノよりも二世代上という高齢。殺意を明確にするヒソカを煙に巻いたり、ハンター試験後の荒れたガイダンスを収拾させるなど海千山千の老練さを見せるが、その一方でメルエムの発言に気を悪くしたり、気まぐれでキルアやゴンと暇つぶしをするなど俗っぽく茶目っ気の多い性格でもある。
過去にキルアの高祖父であるマハ＝ゾルディックと交戦して、生存している唯一の人物。
46歳の時に武道家としての自分に限界を感じた彼は、悩んだ末に「武道への感謝」という結論に至る。自身を育ててくれた武道への恩返しとして山に篭り、気を整え・拝み・祈り・構えて突くという一連の動作を反復する「感謝の正拳突き1万回」と言う修練を日課として長年過ごす。
狂気とも言うべき過酷な日々にその身を委ねた結果、音速を超える速度で正拳を突けるほどの怪物へと成長を遂げ、当時における世界最強の念能力者となった。晩年も現役であり続けキメラ＝アント討伐作戦に参加。全盛期をとうに過ぎてなお、師団長クラスの蟻を難なく屠る程の卓越した戦闘力を発揮する。しかし、それでも王はもとより直属護衛軍にすら及ばないと言うコルトの見立てにより精神統一の業を経て膨大なオーラを蓄積させる。その影響もあってか、ネテロ自らが自分より強いと評していた直属護衛軍の１人、ネフェルピトーからの襲撃を退けるまでに実力を向上させる。
自身が本気で戦う際に身につけるという勝負服「心Tシャツ」を着用後、ゼノ＝ゾルディックに協力を要請し王と1対1の直接対決に臨む。序盤、百式観音による神速の如き掌打を幾重にも叩き込むが相手の頑強な肉体には有効なダメージを与える事が出来ず、意に介す事なく矢継ぎ早に攻め立てる王と息もつかせぬ激闘を繰り広げる。終盤、数百数千と重ねた打撃がようやく王の内部に僅かにも痛みを蓄えつつあったが、軍儀の影響で先読みの力を得た彼に動きを見切られた上、左腕と右足を切断され窮地に立たされる。起死回生を狙い、奥の手としていた零乃掌を命中させ王をして「個の極致」とまで言わしめるが致命傷を与えるには至らず、ついに力尽きてしまう。敗北を認めた証として、女王から託された「メルエム」の名を王に教える。しかし不敵な笑みを浮かべた直後、メルエムを道連れにする為に自らの心臓を貫き、体内に仕込んでいた「貧者の薔薇」を起爆させるという壮絶な最期を遂げた。人が悪いことで有名であったが、数多の功績と絶大なカリスマ性によって多くのハンター達から尊敬を集めており、その死を悼まれた。
百式観音（ひゃくしきかんのん）
自らの背後に血涙を流す巨大な千手観音像を顕現させ、その数多の腕により攻撃する能力。ネテロが指で印を結ぶことで、観音像が技をくり出す。
能力発動には合掌に至る一連の初動が必要であるが、ネテロが行うこの動作のスピードは、「感謝の正拳突き」を経た長年の修練により0.1秒未満、そこから時間差無で観音の掌打が打ち出される。その上、ネテロ本人のオーラの移動が極めてスムーズなことから、オーラの流れから次の動きを予測することもできないという、不可避の速攻。
非合理で無駄な動作のはずの合掌・祈りから成立している念である。観音像に意思があるわけではなく、一つ一つの攻撃はいわば型に過ぎず、ネテロは発動の瞬間にもっとも状況に即した攻撃動作を逐一選択していることになるが、その組み合わせは無限にも等しい。
壱乃掌（いちのて）
凄まじい速度で手を振りおろすことで観音像が敵を叩き潰す。地面に大穴を穿つほどの威力を誇る。
参乃掌（さんのて）
凄まじい速度で観音像が2つの手を打ち合わせ敵を挟み潰す。
九十九乃掌（つくものて）
凄まじい速度で敵に連射砲のごとく掌打を浴びせる。反撃すらも許さない非常に激しい攻撃である。地面に巨大な穴を開け、地下空間の天井を貫いた。
零乃掌（ゼロのて）
敵背後から観音像を顕現させ、慈愛の掌でもって対象を優しく包み込み（回避不可能にする）、渾身の全オーラを恒星のごとき光弾に変え撃ち放つ無慈悲の砲哮。精神統一によって蓄積した全オーラと生命力を極限まで消耗する最大技である。なお、この時の観音像には血の涙が流されていない。ネテロは既に片腕を切断されていたが、「祈りとは心の所作」としてこの技を発動させた。発動させたことで一気に老け込んだ。

### ハンター十二支ん
ハンター協会の幹部として、十二支になぞらえて選ばれた12人。メンバーのほとんどはネテロを強く尊敬しており、十二支んに選ばれたことで自らの外見やキャラをあてがわれた動物に合わせて改造するほどの徹底振りを見せているが、例外（パリストンとジン）もいる。
パリストン＝ヒル
声 - 高橋広樹（第2作）
子。ハンター協会副会長。三ツ星ハンター。例外その1。ネテロやジンの好敵手。ハンター協会内の最大派閥を占める。
一見すると爽やかな笑顔を絶やさない好青年で、選挙スローガンには「弱者の痛みの解る会長」を掲げるが、その実はきわめて狡猾な本性を持つ野心家であり、十二支んのメンバーでは唯一ネテロに反目している。ネテロが「最も苦手とする相手」を側に置きたいと望んだことから3年前よりハンター協会副会長となる。ネテロの生前は会長職から引きずり下ろすために様々な妨害工作をしていた。切れ者であり能弁で確かな手腕を持つが、協専ハンターを奴隷のように扱う、協会の積立金を流用する、副会長就任後は18名のハンターが行方不明になる（年平均にすると就任前と比べて10倍の数）など黒い噂の絶えない人物でもあり、瀕死の重体になったゴンを盾にして、自分の対立候補になろうとしたジンに揺さ振りをかけてきた。基本的に笑顔を浮かべているときは余裕な時か本心を隠している時である。
愛するものを壊したくなると自らを語る。彼もまたネテロ会長のファンであり、ネテロの活動を妨害し、ネテロ政権下のハンター協会をももてあそぶ様子は、理解不能の極左愛国と評される。選挙を引っかき回したのもネテロへの弔いであり、選挙後にチードル新会長に問い詰められた際には悲しみの表情を見せている。
次期会長選挙では十二支ん全員に疎まれる中、次期会長に当選するために策を巡らせる。その飽くなき野心と周囲を振り回す策略ぶりは抑止が効かない「怪者（けもの）」と評されている。最終投票でレオリオに逆転されかけるが、その直後に復活したゴンが選挙会場に現れたことでレオリオの目的が喪失。そしてゴンの「レオリオは医者を目指しているから会長はやれない」という発言が決定打となり、72.1%の得票率をもって第13代ハンター協会会長に就任するが、就任直後にチードルへ禅譲した。
十二支んから脱退してビヨンド＝ネテロの陣営に身を置き、探検隊ナンバー2として、メンバーに資金を提供。ジンを迎え入れ、ナンバー2の座を譲る。シャウアプフが遺したキメラアント5000人を擁している。
ミザイストム＝ナナ
声 - 大塚明夫（第2作）
丑。二ツ星ハンター。クライム（犯罪）ハンター。民間警備会社経営、弁護士。親会長派。
牛柄の迷彩服を着た寡黙な男性。正義感が強く、十二支んの良心と称され、脱会長派からも一定の理解を持たれる常識人。後進の指導や育成にも力を入れている。クライムハンターとしての勘からパリストンを「怪者（けもの）」「闇側の人間」として危険視している。クラピカのもとを訪れ、情報と引き替えに彼の十二支ん参入を成功させた後、クラピカと繋がりを深める。
B・W号では一般客層でカキン軍と治安維持を担当している。船内でのハンター協会員のリーダーではあるが、ビヨンド＝パリストン派の協専ハンターを掌握しきれていない。暴動で船が沈むという最悪のおそれも危惧している。
密室裁判（クロスゲーム）
三色のカードを相手に提示して行動を制限する能力。青は入廷、黄は拘束、赤は退席させる。
カンザイ
声 - 逢坂良太（第2作）
寅。トレジャーハンター。ボディーガード。
派手な髪型をしていて、縞模様の野球ユニフォームのような服を着た青年。直情的かつ血気盛んで好戦的な性格。世間的常識に疎く、頭脳労働を苦手としており、他の十二支んに解説を請う場面が多い。ヒソカによる評価は「85点」。
B・W号ではビヨンド拘束室の前でサッチョウ・サイユウと3人で見張りをしている。
ピヨン
声 - 桐山智花（第2作）
卯。古文書ハンター。言語学者、通訳。
バニーガール風の格好をした女性。常にマイペースで誰彼構わず毒を吐き、普段は語尾を伸ばした口調だが怒ると口調が悪くなる。よくノートパソコンやスマホをいじっている。ヒソカによる評価は「77点」。
ボドバイ＝ギガンテ
声 - 二又一成（第2作）
辰。三ツ星ハンター。テロリストハンター。検事、軍事アナリスト。
顔の皮膚が鱗のようになっている大柄の老人。十二支んの最古参であり、選挙では名実共に最も会長に近いと評されている。
B・W号では一般客層で裁判所を仕切っている。
ゲル
声 - 白兎夕季（第2作）
巳。ポイズンハンター。検死官、薬剤師。
蛇のように瞳孔が細い細身の女性。腕を蛇に変化させることができる。
サッチョウ＝コバヤカワ
声 - 鈴木琢磨（第2作）
午。二ツ星ハンター。お悩みハンター。探偵、便利屋。十二支んの相談役。
ボサボサの髪を持つ、馬面の男性。二本の刀を携えている。
B・W号ではビヨンド拘束室の前でカンザイ・サイユウと3人で見張りをしている。
ギンタ
声 - 鈴木琢磨（第2作）
未。密漁ハンター。レンジャー。
全身が毛深いアフロヘアーの大男。羊の角を持ち羊毛を着ている。大食いだが動きは俊敏。
特に会長を慕っていたらしく、十二支ん集合の際もずっと泣いていたがパリストンが最初に会長に立候補する意思を示した際には十二支んの中でも一際凄まじい怒りを露わにし、ビヨンド＝ネテロが表舞台に現れた際には、会長の面影を感じ、十二支んの中で一番動揺している。ヒソカによる評価は「90点」。
サイユウ
声 - Velo武田（第2作）
申。賞金首ハンター。格闘家。
西遊記に登場する孫悟空のような姿をしている。伸縮自在の如意棒を操る。口が悪い。実はビヨンド側に通じているスパイ。
B・W1号では、ビヨンド拘束室の前でカンザイやサッチョウと3人で見張りをしている。
猿の念獣ミザル・キカザル・イワザル
三匹の念獣を生み出して戦わせる。攻撃に成功すると相手の視覚・聴覚・言葉を奪う。
現状では説明のみで未披露だが、クラピカの調査によると「嘘はついていない」。
クルック
声 - 潘めぐみ（第2作）
酉。プラントハンター。音楽家、ダンサー。
全身に羽毛をさしたメンバー中最も小柄な女性。「○○!! ○○!! ○○!!」のように、3語1セットで叫ぶのが口癖（同じ言葉を連発する時も、違う語を並べる時もある）。短気な性格。大勢の鳥を操る能力を持つ。
チードル＝ヨークシャー
声 - 大谷育江（第2作）
戌。三ツ星ハンター。難病ハンター。医師、法律学者。十二支んの頭脳。親会長派の急先鋒。第14代会長（十二支ん戌も継続）。
プードルに似た顔をし、眼鏡をかけた知的な女性。髪の色は緑。喋った内容に対して「→」を挟んで要約や対象を付け加える話し方をする（アニメ版では話す相手を指差しながら話す）が、それはキャラ作りであり、精神的に追い詰められるなど、余裕がなくなると話し方は普通になる。思考はモラリストかつバランス重視のマニュアリスト。パリストンからは一方的におちょくられている。
会長選挙では、自身の能力の高さと親会長派であることからパリストンに次ぐ支持を集めていた。最終的にはパリストンの当選を阻止するため対抗馬のレオリオをも巻き込んで策を弄するも、結果的に敗北する。しかし、パリストンに譲られる形で会長に就任し、選挙は終結する。パリストンによると、戦闘力はそこまで高くない様子。
B・W号では一般客層で医療室を仕切り、レオリオにも指示をしている。
ジン＝フリークス
亥。二ツ星ハンター。例外その2。
ゴンの父親。2年に一度しか十二支んの会合に姿を見せない。会長選挙後に十二支んから脱退している。
詳細は「ジン＝フリークス」を参照
レオリオ
十二支んの空いた空席を埋めるべく、協会の推薦で十二支んへ加入。亥。
詳細は「レオリオ」を参照
クラピカ
レオリオが推薦し、ある条件のもとで十二支んへ加入。子。
詳細は「クラピカ」を参照

### その他
マーメン＝ビーンズ
声 - 森訓久 / 会一太郎
ネテロの秘書。ハンター協会事務員。豆のような顔をしており、アニメ第2作では体の色が緑色になっている。
会長選挙編では選挙の最高責任者を務める。ネテロに全幅の信頼を寄せていたが、唯一パリストンを副会長に任命したことだけは間違いだったと思っている。ネテロの生前からビヨンドと面識があった模様。

## 天空闘技場編関係者
ヒソカについては「ヒソカ」を参照
実況アナウンサー／コッコ（アニメ第2作）
声 - そのざきみえ・永吉由佳・AKIKO / 三石琴乃
天空闘技場の実況アナウンサー。担当は全て女性で、それぞれが個性的な髪型をしている。 アニメ第2作では、原作でゴンｖｓギド戦を担当した実況アナ1名のみが「コッコ」というオリジナル名称で登場。劇中の全試合の実況や場内アナウンス等を1人で全て務めているが、階層毎に複数の試合が同時進行する闘技場のシステムとの矛盾が生じており。第34話のハンサイクロペディアで紹介された際は「闘技場にコッコちゃん何人いるのかな？」とゴンから突っ込まれている。
200階クラスの案内係
声 - 甲斐田ゆき / 相橋愛子
垂れ目と物静かな口調が特徴のミステリアスな女性スタッフ。ヒソカがゴンとキルアを挑発する際に出したオーラの存在には気付かなかった。ゴンとキルアが闘技場を去る際、悪戯で帽子を飛ばされている。なお、他にもエレベーターガール（声 - 前川優子（第1作） / 久保ユリカ （第2作））や、フロアマスターを詳しく説明する受付嬢（声 - 寺崎裕香 （第2作））もいた。
審判
声 - 松山鷹志 / 河相智哉
複数存在し、それぞれで好みやスタンスが微妙に違うらしい。実際のダメージ量を重視してポイントを付ける審判もいれば、相手の裏をかく戦術などを評価してポイントを付ける審判もいる。
ゴンとヒソカの試合では、試合内容が危険な方向にエスカレートするのを防ぐため攻撃の有効ポイント判定の採点基準を下げるテクニカルジャッジで試合を早々に終わらせた。
評論家
声 - 松山鷹志 / 鈴木琢磨
ゴンとヒソカの試合解説に割り込んできた人物。本作の原作者を象徴する犬のお面を被っていたため、素顔は不明。ヒソカの過去を知っていたようだが、解説中に強制退去させられた。第2作では大幅に美化された素顔を晒し、クレジットも「謎の解説者」となっていた。
ウイング
声 - 菊池正美 / 関俊彦 / 遊佐浩二（OVA）
心源流拳法師範代。ハンター裏試験試験官。強化系能力者。
ズシの師匠。天空闘技場で“念”の存在を知ったゴンとキルアに“念”の手ほどきをする。普段はノホホンとしていて、寝癖で髪がぼさぼさでいつもシャツが出ており、師匠のビスケや弟子のズシにいつも注意されている。ゴンの裏試験の試験官でもある。ビスケには「ひよっこウイング」と呼ばれていたが、念の覚えは悪かったがその分教える方には向いているとも評されている。ハンター会長選挙に来ていたことからプロハンターである。
ズシ
声 - 天神有海 / 寺崎裕香
心源流拳法の門下生。操作系の素質があるが発は未開発で修行中。
ウイングの下で修行に励む少年。真面目な性格で、語尾に「〜ッス」を付けるのが特徴的。柔道着を着ている。ウイングに10万人に1人の逸材と評される（ただしゴンとキルアはそれを上回る1000万人に1人）。天空闘技場にて最上階を目指し修行中。
劇場版第2作ではフロアマスターになっている。
カストロ
声 - 岸祐二 / 川島得愛
天空闘技場200階クラスの闘士。強化系能力者。
念を知らずに200階クラスに到達し、ヒソカに念攻撃で洗礼を受け、敗北したが生き残り、念に目覚める。屈辱をバネにヒソカ打倒を目標に修練を詰む。フロアマスターに一番近い存在と言われていた。ヒソカと再選し、当初は優勢に戦いを進めるが、能力の欠点をヒソカに見破られ、無残に敗れ去る。
ヒソカは彼の敗因を「容量（メモリ）のムダ使い」と評し、ウイングもまた本来の能力である強化系と相性の悪い超高度な具現化系・操作系の複合能力である分身（ダブル）を使うことを批判した。
アニメ第1作では規制のためヒソカとの試合が大幅に省略されている。
虎咬拳（ここうけん）
両手を虎の爪や牙に模して攻撃する拳法。両手にオーラを集めて繰り出すと威力が増大する。これだけならウイング師範代も「極めれば随一の使い手になっていただろう」と絶賛するほどの技。
分身（ダブル）
自分の分身を具現化して操る能力。「具現化」して「放出」で「操作」するという高度複合能力。本体と分身の両方が虎咬拳を使うことができ、カストロは虎咬真拳と名付けた。
カストロとダブルは見分けがつかず、かつ出したり消したりが自在にできる。相手に能力を知られていなければ不意打ちができ、能力がわかってからも数的有利を作り出すことが出来る。だが、かなりの集中力を要するため、ダメージを受けて意識を集中できなくなるとダブルが出せなるため、継戦力に欠ける、また、通常ならば見分けがつかないといっても、自分が想像する（平常時の）姿を再現しているため、戦闘中にできた傷や汚れなどは再現できず、戦闘が続くと簡単に見破られるという弱点があった。
見破られた後でも単純な数的有利はあったはずだが、作中ではヒソカの奇行を含めた精神的揺さぶりによってカストロが完全に平静を失ってしまったため、そのまま敗北している。

ギド
声 - 小和田貢平 / 奈良徹
天空闘技場200階クラスの闘士。強化系能力者。
一本足の義足であり、独楽を駆使して闘う。念の未熟なゴンに戦闘をしかけ初戦は勝利するが、修行によって成長したゴンと再戦し義足を破壊され敗れる。アニメ版第1作では義足は戦闘のためのもので、実際は両足があった。
舞闘独楽（ぶとうごま）
独楽の回転力を強化して敵を攻撃する強化系の技。
戦闘円舞曲（戦いのワルツ）
強化した複数の独楽に「邪魔者をはじき飛ばせ」という命令を与えて放つ。独楽は接触したものを弾き飛ばす。
最大で50個近くの独楽を同時に操ることができる。
相性の悪い操作系能力との複合技であり、複雑な命令は与えられない。
散弾独楽哀歌（ショットガンブルース）
強化した複数の独楽を標的めがけて真っ直ぐ飛ばして攻撃する。

竜巻独楽（たつまきごま）
独楽状の義足を軸に、自身の回転力を高めて攻撃する攻防一体の強化系の技。回転しながら独楽を放つことも可能。これほど高速回転すると自分が目を回すのではと実況には疑問に思われていたが、訓練次第で克服できると解説されている。

サダソ
声 - 永野善一 / 竹尾一真
天空闘技場200階クラスの闘士。変化系能力者。
別名新人ハンター。能面のような顔立ちで、左腕が無い。フロアマスターになるため、脅迫などの卑怯な手段に出るが、キルアに逆襲され闘技場を去る。その際、ギドやリールベルトにキルアの実力の高さを伝えている。
見えない左腕
失った左腕の付け根から、巨大な腕の形に変形させたオーラを生やし駆使する変化系の能力。ズシの全身を包み込み、締め上げて失神させるほどの力がある。

リールベルト
声 - 赤井田良彦 / 会一太郎
天空闘技場200階クラスの闘士。放出系能力者。
特殊な車椅子に乗っている。「双頭の蛇（ツインスネイク）」という100万ボルトの電流を流すことができる2本の鞭を武器として使用する。ギド、サダソとは協力関係にある。ゴン、キルアと対戦するもどちらにも敗れた。原作やアニメ版両作のいずれも自分の足で歩いた描写はない（ただし、第1作では規制の都合で洗礼が体にそれほど影響を与えていない設定で、乗り物も異なる）。
爆発的推進力（オーラバースト）
溜めたオーラを一気に噴射し、その推進力で車椅子を移動させる放出系能力。スピードが速すぎるために、この技を使っている間自分は攻撃できないという欠点がある。また方向転換は自力であるため、咄嗟の回避などの時は前にしか進めない。
双頭の蛇による二重唱（ソングオブディフェンス）
双頭の蛇（ツインスネイク）を凄まじいスピードで振り回して攻撃する技。念能力であるかは不明。キルアには通じずムチの先端を簡単に掴まれ、ゴンは石版投げで技自体をそもそも無視された。
双頭の蛇の正体（サンダースネイク）
2本のムチから合わせて100万Vの電流を流す技。正しくは技というより単にムチの機能であり、根元についているスイッチを押せば誰でも使える。暗殺訓練の一環であらゆる拷問を経験したキルアには通用せず、高く放りだされたのをムチの電流が流れたままの腕で受け止められて自分も電流の餌食になる。ゴンにはムチ自体を奪われ、首に巻き付けられて「スイッチオン！」と叫ばれて(実際には電流を流さないフェイント)失神して敗北する結果となった。

ドラド
アニメ第1作オリジナルキャラクター。天空闘技場200階クラスの闘士で、キルアの初戦の相手。アメコミキャラクター風の外見をした槍使い。ウイングも認めるほどの実力者で、試合でもキルアを追い詰めるが、彼の暗殺術で倒される。

## ヨークシンシティ編関係者

### マフィアンコミュニティー
十老頭を筆頭に構成される。
十老頭（じゅうろうとう）
声 - 小山剛志 / 不明
マフィアンコミュニティーの頭。マフィアンコミュニティーで6大陸10地区を縄張りにしている大組織の長達。幻影旅団の抹殺をシルバとゼノに依頼するが、クロロから依頼を受けたイルミ、マハ、カルトによって始末された。

ゼンジ
声 - 泉尚摯 / 龍田直樹
十老頭直系マフィアの組頭。自身の組と同格にまで成り上がったノストラード組に対して強い嫉妬心を抱いている。ライトに暴行を加えたほか、クラピカともトラブルを起こしており、下品な言葉遣いでクラピカを挑発して顔面を殴打された。ヨークシンでの地下競売に参加し、緋の目を法外な大金で落札させる妨害を行ってライトを破産に追い込み、クロロと共にノストラードファミリー没落の要因を作った。11巻の150ページでライトに「サンジ」と呼ばれていた（アニメ版では該当シーンは修正）。醜悪な容姿と性格から、ライトからは「嫉妬豚」と陰口を叩かれている。その後、殴られた報復でクラピカに銃を向けているが、彼の殺気立った視線で睨まれながら「今の私に関わるな」と言い放たれ、怯えて硬直した。

ビーン
声 - 小和田貢平 / 前田一世
オークション会場のセメタリービルの運営を任されていた、十老頭直属のマフィア幹部。初登場シーンで地下競売場の襲撃を知った際は、十老頭が陰獣を呼び出したという情報を得て、「相手は単なる武装強盗集団ではない」と見立てる有能な一面が描かれた。その一方で、幻影旅団の襲撃の際には、2000人近いマフィア組員を物量だけで戦力差を理解せず全滅させるという大失態を犯した。その後、旅団の掃討が目前であるとの虚偽声明を真に受け、予定通りオークションを開催。舞台裏でタバコを吸おうとした所を、マチに暗殺される。

ベレー帽の殺し屋
声 - 高橋広樹 / 松山鷹志
マフィアが幻影旅団の抹殺を目的として、ゾルディック家と共に雇った暗殺者達の一人。クラピカの見立てでは「ゾルディック家になんとか対抗できそうな」実力があるという。監視カメラ越しに、クロロが（超高速＆威力を弱めた）手刀でネオンを気絶させたことを見抜いている（曰く、「俺でなきゃ見逃しちゃうね」）。人殺しに快楽を見出す殺人中毒者であり、クロロが殺した暗殺者の血と匂いに誘われ、クロロを己の同種と断定し交戦するも結果として及ばず、ナイフで動きを止められたまま「密室遊魚（インドアフィッシュ）」で嬲り殺された。
原作ではクロロと対峙した時念を纏う描写があるが、アニメ第1作・第2作では念使いかどうか自体が不明確である。
暗殺者は彼の他にも5人雇われており、クラピカ曰く、同レベルの実力者がもう一人いる（刺青にスキンヘッドとロン毛が半分ずつという奇抜な容姿。アニメ第2作では斧を武器として使用）。彼らも同様にクロロに始末されている。

#### 陰獣
十老頭がそれぞれ組織一の武闘派を集結させた自慢の実行部隊であり、10人で構成されている。生物を模したような念能力とコードネームを持っており、外見も人間離れした者が多い。下記以外の5人は詳細不明だが、人間とほぼ同じ姿をした者や大きな蝙蝠のような羽根を持つ者、老人のような顔をした者などがおり、幻影旅団のシャルナーク、フェイタン、マチ、シズクに全滅させられた。
梟（ふくろう）
声 - 鈴木淳 / 山中真尋
陰獣の1人。具現化系能力者。サングラスの男。
物品の運搬を担当している。ネオンの占いの結果を特に警戒し、地下競売の金品を移動させた。地下競売場を襲撃した幻影旅団を壊滅させるために、追跡していた。クラピカ（ウボー捕獲）と旅団のカーチェイスに割り込み、ノブナガを捕獲するも、フェイタン達に返り討ちにされる。陰獣の中で1人だけ殺されず、捕らえられ死なない程度に痛めつけられ、念能力をクロロに盗まれた。
不思議で便利な大風呂敷（ファンファンクロス）
念で創った風呂敷に包んだものを、小さくして閉じ込めることができる具現化能力。車や生物さえも丸ごと包み込み、ポケットに入るサイズに縮小が可能。

蚯蚓（みみず）
声 - 上別府仁資 / 大西健晴
陰獣の1人。半裸の男。
荒野で旅団のウボォーギンと交戦する。一番手として攻め込むもウボォーの頑強さから右手を複雑骨折し、直後に殴り返され顔面が半壊するほどのダメージを受ける。それでもなお返し技で掴み、能力で地中に潜り、ウボォーを地中に引きずり込もうと健闘したが、超破壊拳で完敗。しかしながら素早く避難して直撃を回避した為即死は免れており、右腕と下半身を失いながらも（アニメ第2作では右腕の欠損のみ）、残った左腕で情報を他の陰獣に伝えて事切れた。
アニメ第1作では即死を免れたと思われる描写はあるが、死に際に他の陰獣に連絡するシーンはカットされている。
土の中を自在に動く能力（仮称）
土の中を自在に移動することができる能力。自身が触っていれば対象者をも引きずり込むことが可能。アニメ第1作では地中では地上の何倍もの力を発揮できるという設定がなされており、ウボォーギンの力をもってしても地中に引きずり込まれそうになった。

病犬（やまいぬ）
声 - 内藤玲 / 元村哲也
陰獣の1人。強化系能力者。痩せぎすの男。
荒野で旅団のウボォーギンと交戦する。アニメ版第1作では攻撃時に自分の顎を変形させている。隙を突いて複数回攻撃をしかけ、毒によりウボォーの体の自由を奪うことに成功するが、ウボォーが吹き出した蛭の頭蓋骨で顔面を撃ち抜かれ敗死。
牙（仮称）
牙のように尖った歯を強化して、敵に咬みつき裂く強化系の能力。鋼鉄を誇るウボォーギンの肉体を裂くほどの威力を持つ。拷問好きであるため、歯には致死性の毒ではなく即効性の神経毒を仕込んでおり、その歯で体を裂かれた相手は短時間で体の自由がきかなくなってしまう。

豪嵐（やまあらし）
声 - 高橋あきお / 坂熊孝彦
陰獣の1人。変化系能力者。小柄な男で、能力のために顔が隠れている。「〜だな、うん」が口癖。
荒野で旅団のウボォーギンと交戦する。針とクッションを使い分ける体毛によりウボーの右手を封じるが、強化された大声で鼓膜と脳を破壊され、敗死。
体毛針（たいもうばり）
体毛を自在に伸ばし、操り、強靭な針のように硬くすることができるだけでなく、部分的にやわらかくし、クッションの役割を果たすこともできる。硬くした場合は鋼鉄を誇るウボォーギンの肉体を貫くほどの威力を持つ。

蛭（ひる）
声 - 堀圭一郎 / 木内秀信
陰獣の1人。操作系能力者。肥満体型の男。
荒野で旅団のウボォーギンと交戦する。病犬の毒で麻痺中のウボーにヒルを仕込むことに成功するが、顔を近づけた際に噛みつかれて頭の右半分を食い千切られ（ウボォーギン曰く「マズイ」）、何をされたのか理解できないまま敗死。
ヒルを操る能力（仮称）
自分が体内に飼う様々な種類のヒルを操作する操作系能力。原作では治療用のヒルのほか、マダライトヒル（傷口から体内に侵入して膀胱に産卵するヒル）などが登場している。

### ノストラードファミリー
十老頭傍系組の組。元は片田舎の小さな組であったが、組長ライト＝ノストラードが娘のネオンの能力を取引に使用しマフィアの世界で急速にのし上がった。ネオンの能力が盗まれ使えなくなったことで一気に没落し、決済に追われるなど窮地に立たされるが、クラピカが組を取り仕切り、適切な対応を行ったことで窮地を脱した様子。リンセンによると、クラピカが組を取り仕切るようになってからは用心棒と賭博が収入のすべてとなっており、合法的な活動によってのみ収入を得ているとのこと。
クラピカについては「主要人物」を参照
ライト＝ノストラード
声 - 西松和彦 / 伊藤栄次
ノストラードファミリー組長。ネオンの父親。もともとは地方の小さな組だったが、娘の念能力を利用してマフィアの世界で急速にのし上がる。そのため、娘の安全を第一に考えて護衛団を組織している。その経緯ゆえに、他のマフィアからは嫉妬の対象となり、敵視されている。ネオンの能力によってさらに出世を重ね、いずれは十老頭に成り上がる野心を持っているが、ネオンの能力がクロロに盗まれたことにより未来予知による優位性を失ったことで、組は弱体化し、ライト本人も心労から精神のバランスを崩している。その後は、クラピカが若頭になり「ボス」と呼ばれている。
ネオン＝ノストラード
声 - 前川優子 / 植田佳奈
占い師。ライトの娘。特質系能力者。髪の色は第1作ではピンク、第2作では青。
マフィアの顧客を多数抱える占い師。「銀河の祖母」という占い師の発言に影響を受け、占い師となる。人体収集という奇怪な趣味以外はごく普通の少女だが、甘やかされたためにダルツォルネやバショウたち護衛団を振り回す程のわがままで世間知らずな性格。また、侍女エリザなど親しい者に対しては思いやりを見せる反面、ダルツォルネなどが殉職しても気にもかけないなど、死生観が一般とズレている所もある。ヨークシンシティにて護衛団から目をくらませてオークション会場に向かった際にクロロと出会い、念能力を盗まれ占いができなくなる。
暗黒大陸編の時点で、クロロの「盗賊の極意（スキルハンター）」から「天使の自動筆記」が消えており、クロロと団員とで彼女の死を匂わせる雑談をしている。
天使の自動筆記（ラブリーゴーストライター）
自動書記による詩という形式で、他者の未来を占う。特質系・無自覚の念能力。
予言を書き込む紙に、予言する対象者の名前（ペンネームなどでも可）・生年月日・血液型を書いてもらい、本人もしくは本人の写真を目の前に置いて能力を発動する。
予言詩は4〜5つの四行詩から成り、その月の週ごとに対象者に起こる出来事を暗示している。悪い出来事には警告が示され、その警告を守れば予言を回避できる。
自分の未来は占えない。自動書記であるため、ネオンは内容を知らない。さらに「なるべく自分が関らない方が当たる気がする」との理由で、占った結果を見聞きしないようにしている。
エリザ
声 - 清水みな / 荒川美穂
ネオンの侍女。身の回りの世話や買い物に付き合ったりしている。恋人であるスクワラと共に仕事を辞めて新たな生活を始めたいと考えていた。スクワラの死を知りショックを受ける。なお、アニメ第1作ではゴン役の竹内順子が兼任で演じる同僚の侍女も登場した。アニメ第2作ではネオンのことは好きだが、振り回されることに対してはあまり良く思っていなかった様子。
老執事
声 - 西松和彦 / 相沢まさき
ノストラード家に雇われた者たちの中で一番の最高齢。原作とアニメ第2作ではダルツォルネがクラピカたちを試したサバイバルテストに巻き込まれて死亡するが、アニメ第1作ではテスト前に避難していった。原作とアニメ第2作では死亡描写が異なり、原作ではヴェーゼに盾にされ死亡するが、アニメ第2作ではヴェーゼの能力で操作されて恍惚の表情を浮かべながら敵の攻撃を受けて死亡するというコミカルな死亡の仕方をしている（どちらもヴェーゼが原因で死亡している）。

#### ネオン護衛団
ネオンを守るために雇われた念能力者たち。
ダルツォルネ
声 - 杉野博臣 / 子安武人
ネオン護衛団リーダー。
直情型人間。功名心が先行する性格。自分の言うことを聞かずに敵に踊らされた仕事仲間を処分し、死体をオブジェにして晒したうえで、補充メンバーの雇用テストを行った。予断を否定して防衛と迎撃重視の方針を取るが、欠点として情報収集による予防がおろそかになりがちである。
ヨークシンシティの地下競売場ではネオン護衛担当。その後、荒野でマフィアや陰獣を相手に無双するウボォーギンを目撃して驚愕する。クラピカが捕獲したウボォーギンをコミュニティーに引き渡そうとしたが、変装したフィンクスの手刀を受け命を落とす。
念能力は見せておらず不明。肉体はかなり鍛えられており、ライトによれば「銃弾10発食らっても平気」であるという。武器として刀を用いるが、ウボォーギンの肉体には全く歯が立たずに折れてしまった。
アニメ第1作では改変点が多い。ネオンの護衛にずっとついていたためクラピカのウボォーギン捕縛に居合わせていない。また、性格面においても常に冷静な判断で動く切れ者になり、ネオンの占いを読み上げた際に地下競売に赴いたトチーノら3人の死を察し、悔しさに打ち震える描写も見られた。またウボォーギンを拷問する際に用いた武器が「念を補助する『神字』が彫られた刀」とされ、折れず僅かに傷を付ける（有効なダメージには全く至らず、「ナマクラ刀で5mmと進んでねえ」と酷評される）。またフィンクスの手刀で即死せず、ネオンたちを逃がすためセンリツに連絡を入れた後足止めを図るも（この時、ウボォーギンの怒号を間近で聴いたため、両耳から出血している）、先述の刀を奪われて刺殺される。
アニメ第2作の改変点としては、原作では既に始末していた部下を、クラピカたちの雇用テストの時まで監禁して生かしていたという点がある。
センリツ
声 - TARAKO / 冨永みーな
音楽ハンター。採用試験合格者。放出系能力者。温厚かつ理知的な性格で、あらゆる楽器を使いこなす。
背が低く出っ歯で頭髪が薄く、やや人間離れした男性的な風貌だが、れっきとした人間の女性である。特に初期のシーンでは顕著であるが、後に常にデフォルメされた絵柄で描かれるようになる。
かつて、魔王が作曲した「人間が演奏したり聞いたりすると禍が降りかかる」という「闇のソナタ」を演奏した友人を失い、自身もそれを聞いたことで体を病んで現在の姿になるも、同時に念能力を得た。そういった事情から常に肌がほとんど露出しない服装をしており、劇中ではクラピカに右腕を見せているが、この世の物とは思えない程に異様な姿に変化しており（シルエット表現であるため、具体的にどのような状態かは不明）、直近で見たクラピカは言葉を失っている。死んだ友人は、全身がセンリツの腕のような姿に変わり果てたとのこと。自分や友人のような犠牲者を出さないため「闇のソナタ」の楽譜を探し、この世から消そうとしている。人体収集家と契約したのも、情報を得るためである。
ヨークシンシティの地下競売場では正面口側担当。ダルツォルネが殉職した際、クラピカを新リーダーに推薦するなど、クラピカのことを信頼している。
会長選挙・アルカ編ではゴンを見舞う。暗黒大陸編では、第10王子カチョウの護衛を担当。生き残ろうとする下位王子たちに心を動かされつつある。
フルートの演奏（仮称）
楽器の演奏にのせてオーラを飛ばす放出系能力。リラックス効果のある「野の春」などの楽曲がある。全力を出した場合聴いたものは3分間「音の世界に誘われた」状態となり一切身動きできなくなる。音を媒体として効果を発揮する能力のため、機器を介して聞いている相手に対しても効果を発揮する半面、聴覚をふさいでいる相手に対しては無効になる。
超聴覚（仮称）
通常よりも遙かに小さな音まで聞き取れるようになる能力。索敵や機器を用いない遠距離通信に活用できるほか、心音から心理状態を把握したり足音から身体的特徴を識別するなど、様々な分析が可能になる。事前に相手の通常の心音を聞いていれば、操作系能力によって操作されているかどうかも判別できる。
バショウ
声 - 木内秀信 / 中根徹
プロハンター。採用試験合格者。念能力は不明。
リーゼントともみあげから繋がった髭が特徴的。世界中をバイクで旅することに憧れている。祖国の伝統文学である俳句を特技とし、普段でもよく五七五調で話すが、アニメ版第1作と第2作では普通の話し方に変更されている箇所も多々ある。出身はハンゾーと同じくジャポンで、漢字表記は芭蕉。ヨークシンシティの地下競売場では裏口側担当だった。クラピカのような過去の為に己を殺す生き方には否定こそしないが共感はせず、自身は人生を楽しむポリシーでいる。左利き。
暗黒大陸編では、第7王子ルズールスの護衛を担当。
流離の大俳人（グレイトハイカー）
自分が詠み記した俳句（季語が入っていないので正確には川柳）の内容を現実に起こす能力。俳句の出来がよいほど、その威力は増す。現時点では、炎に関する俳句のみ登場。
スクワラ
声 - 森訓久 / 鈴木琢磨
操作系能力者。
トチーノと共に採用試験ではスパイだった。ダルツォルネの次に古株。プロハンターのレベルの高さに驚くシーンがある。ヨークシンシティの地下競売場ではネオン護衛担当。落札した緋の眼（コルトピがコピーしたもの）を所持していたため旅団に襲われ、ノブナガに首を刎ねられて命を落とす。ネオンの付き人のエリザと真剣に交際していて、転職して堅気になるつもりだった。
原作では色白で描かれているが、アニメでは第1作・第2作共に褐色の男性として描かれている。
飼い犬を操る能力（仮称）
全面的に世話をすることを条件に、飼い犬を自在に操る操作系能力。
ヴェーゼ
声 - 大田詩織 / 長沢美樹
ネオン護衛団メンバー。採用試験合格者。操作系能力者。
クラピカ、センリツ、バショウと共に面接に合格する。ヨークシンシティの地下競売場では競売担当。幻影旅団の襲撃に遭い、シズクの攻撃を受けて命を落とした。原作では攻撃を受ける瞬間は描かれなかったが、アニメ第2作では攻撃を受けて倒れる描写がある。名前はキスを意味するフランス語「baiser」から。
180分の恋奴隷（インスタントラヴァー）
唇をうばった者を180分間、自分に魅了されたマゾ奴隷にする操作系能力。なお、初出時（雑誌掲載時）は「100分間」であった。
シャッチモーノ＝トチーノ
声 - 石川正明 / 大西健晴
ハンター。放出系能力者。
採用試験で状況を混乱させたスパイ。ヨークシンシティの地下競売場では競売担当。幻影旅団の襲撃に遭った際にフランクリンの念弾を受けて命を落とす。
縁の下の11人（イレブンブラックチルドレン）
11個の人型風船（風船黒子）にオーラを詰めて人間大の大きさにして操る能力。操作可能な距離は半径数m程度。自動操作（オート）型。11体もの人間大のオーラを操れる反面、「一番近い敵を攻撃しろ」「ガードしろ」など単純な命令しか実行できず、動作も単純なものとなる。ただし、風船黒子に剣や銃器などの武器を使用させることは可能である。並みの放出系の攻撃であれば相殺できると踏んだ上で発動されたが、フランクリンの念弾の威力の前には無力だった。
イワレンコフ
声 - 小和田貢平 / 伊藤栄次
なかなかの巨漢。ヨークシンシティの地下競売場では競売担当。幻影旅団の襲撃に遭いシズクの攻撃を受けて命を落とす。フジテレビ版アニメでは周による椅子を使って攻撃した。また、ネオンの顧客である常連の組が競売に来ていないことに気づいた。
リンセン
声 - 浜添伸也（劇場版第2作）
プロハンター。
護衛団では、かなりの古株。ヨークシンシティの地下競売場では裏口側担当で、幸いにして幻影旅団襲撃時も生き残る。その後もノストラードファミリーに残り続け、若頭となったクラピカの下で働いている。

### その他のヨークシンシティ編関係者
イズナビ 
声 - 矢尾一樹 → 小山剛志 / 相沢まさき
心源流拳法師範代。ハンター裏試験試験官で、クラピカに念能力と「制約と誓約」の概念を教えるが、同時にクラピカの危うさにも気づいている。クラピカの念の師の立場にあるが、彼からは目上の存在として見られておらず、「貴様」呼ばわりされるなどの反抗的な態度を取られている。しかしながら、後述のように戦力として呼び出され、自身もそれに対して応えるなど、歪ながらもそれなりの信頼関係を築きつつある。
アニメ第2作においてクラピカとの初対面が描かれている。彼に戦いを仕掛けた上で屈服させ、念の必要性を理解させるというクラピカに取っては屈辱的な形のものであり、彼が反抗的に接する理由付けが為されている。
暗黒大陸編ではクラピカの依頼で第6王子タイソンの護衛を担当。
ゼパイル
声 - 山野井仁 / 菊池正美
第288期ハンター試験受験者。目利き。
元は贋作家で、ヨークシンシティで過去の作品を回収している際、知らず知らず作品に念を込めていた素質をゴンたちに見出された。ゴンたちの資金調達を手伝う内に仲良くなる。ゴンが質草にしたライセンスカードを買い戻すために闇金融で借金をしてしまい、返済のための資金欲しさに第288期試験を受験するがキルアに敗れる。
スキンヘッドの男
声 - 金子幸伸 / 斉藤次郎
下見市にいた目利き。殺し技の知識が豊富でゴン達の品にイチャモンをつける。アニメ第1作ではゴンに殺し技の知識を色々聞かれ困惑していた。アニメ第2作では下見市に登場はせず木造蔵の中身をすり替えて買い取ろうした男性の所で登場しゼパイルと論議する。

## G・I編関係者

### G・Iプレイヤー

#### ゴン組
全100枚の指定ポケットカードをコンプリートした。
ゴン＝フリークス
「ゴン＝フリークス」を参照
ナンバー000カードのクイズイベントで最高成績を出して、これを手に入れ、ゲームをクリアした。
キルア＝ゾルディック
「キルア＝ゾルディック」を参照
ビスケット＝クルーガー
声 - 樋口智恵子（第2期）→ 木村亜希子（第3期）、萩野崇（本来の姿） / 横山智佐
二ツ星ハンター。ストーンハンター。選考会合格者。変化系能力者。57歳。
愛称は「ビスケ」。ゴンとキルアに念を教えたウイングの師匠であり、その後に直接彼らを指導した第2の師匠でもある。ハンター協会のお母さん的存在（当人は「お姉さん」に訂正要求）とされている。ネテロの直弟子。語尾に時々「だわさ」などをつける。猫被りな性格だが、修行をつける時の態度は真摯で厳しい。
可愛らしい少女（ゴンやキルアと同年代程度）の外見をしているが、肉体的には極限をも超えて鍛え抜かれており、本来の姿は身長2mをはるかに超える筋骨隆々の女傑である。大概の相手は拳一つで仕留めてしまう程の圧倒的なパワーを誇るが、本人はこの姿を嫌っており、いざという時の切り札としてひた隠しにしている。強敵と認めた相手には先に一発殴らせてから真の姿を見せるようにしているが、これも真の姿では大抵の相手を一撃で殺してしまう事への憐れみに基づいている。日本テレビ版における真の姿は後にフィギュア化された。
G・Iでしか手に入らないという宝石「ブルー・プラネット」を手に入れるため、同ゲームに参加し、ゴンとキルアに出会う。当初は個人的な楽しみから2人の友情を引き裂こうとするが、彼らが自分たちの才能を持て余している姿を見るに見かねて稽古をつけることにした。指導は的確で、ゴンキルアの才能に合わせたスパルタ式ではあったが、ハンター協会でもトップクラスの念師範。ゲームをクリアしてブルー・プラネットのハントに成功する。
キメラ＝アント編では、パームに呼ばれ、再びゴンとキルアに修行をつける。
暗黒大陸編では、クラピカの依頼（キルアからの紹介）で第13王子マラヤームの護衛を担当。ハンゾーと共に、13王子従事者に念を指南する。
魔法美容師（まじかるエステ）
特殊なローションに変化させたオーラを使って様々なマッサージを行う。その際には、「エステティシャンのクッキィちゃん」が出現する。完全に人型の念獣である。
整体マッサージ、瞑想マッサージ、ロールマッサージなど、マッサージの種類は豊富。
キルアは「全く使い物にならない」と一蹴したが、後にNGLでのゴンとキルアの修行においては重要な役目を果たした。
桃色吐息（ピアノマッサージ）
30分で8時間睡眠と同等の疲労回復効果を得られるマッサージ。
肉体を変化させる能力（仮称）
自分の肉体を変化させる能力。自身の肉体を強化するイメージを長い年月念じ続けることによって、徐々にそれに近づく形で肉体を変化させてきた。現在は強化された大柄な体形と小柄な少女体形とを、自在に切り替えることができる。念によるイメージの反映であるが、詳しい仕組みは本人も分かっていないという。

#### ツェズゲラ組
G・I入島前から20数年に渡って共に仕事をしているハンター仲間。G・I編開始当初、一番クリアに近いとされていた。レイザーとのイベント後「爆弾魔」に狙われてしまい、最後にはゴン組にゲームクリアを託す決意をする。全員がプロハンターである。
ツェズゲラ
声 - 水木竜司 / 梁田清之
一ツ星ハンター。懸賞金ハンター。G・Iプレイヤー。
金利至上主義だが、残した功績それ自体で一ツ星の称号を得た高名なハンター。口は悪いが根は善人。大富豪バッテラに雇われてグリードアイランドをプレイしており、最もゲームクリアに近い人物とされていた。また、プレイヤーに応募した者達の審査役も兼ねた。ゲンスルーとの交戦の際にバッテラが突然依頼をキャンセルしたためにリタイア。ゴレイヌを通してカードをすべてゴンたちに託した。
ゲーム内では慎重な戦略家として活躍し、ゲンスルーに爆弾を仕掛けられかけたときも怪しさに気づいて回避している。ゴン・キルアのポテンシャルの高さをいち早く見抜いている。
レイザーに戦闘レベルで申し分無しと言われる実力者。しかし一方で、駆け引きを重視して勝算の高い戦闘ばかりしてきたため、修行不足により体が鈍っている。ドッジボールでそれを自覚すると、ゴン・キルアのひたむきさを認め、自分も彼らと同じように今一度鍛えなおすことを考える。
バリー
声 - 中尾良平 / 山中真尋
レイザーのイベントでボクシングで海賊を圧倒。
ロドリオット
声 - 石塚堅 / 永野広一
登録名はボードム。レイザーのイベントではボウリングで勝利。アニメ第1作ではボウリングの玉にオーラを纏わせて操作した描写がある。
ケスー
声 - 永野善一 / 浜田賢二
具現化系能力者。
ゲームの登録名はドッブル。メンバーでは唯一、念能力を見せている。レイザーのイベントではバスケットボール（フリースロー）で勝利。
蝿の仕事（サイレントワーカー）
レーダーを具現化し、自分が使役する蝿の位置を示す具現化能力。蝿に標的を追跡させることで標的の位置を把握することができる。
ゴレイヌ
声 - 鳥海浩輔 / 天神英貴
プロハンター。選考会合格者。具現化系能力者。
選考会を経てゴンたちと同時期にゲーム入りしたプレイヤー。単独プレイで50枚以上の指定ポケットカードを入手している。ごつい外見に似合わず頭が切れ読みが鋭く、義に厚い。レイザーに戦闘レベルで申し分無しと言われる実力者。左利き。
カヅスールの呼びかけに応じ、レイザーのイベントに挑む。イベントの真実に気付き（先述の洞察力）ゴンたちと再度挑戦し、指定ポケットカード「一坪の海岸線」を手に入れる。この際レイザーと戦うも敵わなかった。ボマーに対抗するために、ツェズゲラ班、ゴン班と組み、ゴンにカードを託す。ゲームが終了すると、バッテラからの契約金をゴン班と四等分する。
ゴリラの念獣（仮称）
白と黒の二体のゴリラ型の念獣を具現化し、操る能力。ゴレイヌの意思により、この念獣と対象者の位置を一瞬で入れ替えることが可能。
白の賢人（ホワイトゴレイヌ）はゴレイヌと位置が入れ替わり、黒い賢人（ブラックゴレイヌ）は第三者と位置が入れ替わる。
操作形態は遠隔操作（リモート）型。念獣を破壊されたり、ゴレイヌ本人が意識を失うと消滅する。

#### 爆弾魔（ボマー）
G・I内で有名なプレイヤーキラー。ゲームクリアーのために他者を徹底的に利用する。その一方で仲間同士の結束力と絆は強い。リーダーはゲンスルー。爆弾魔としての本体はゲンスルーで、サブとバラは備品のようなものだが、彼らの戦闘力も高い。
ゲンスルー
声 - 小山剛志 / 吉野裕行
爆弾魔の頭脳にして主導者。眼鏡着用で細面、長身の男性。ハメ組の初期メンバーの1人。具現化系能力者。仲間からの愛称は「ゲン」。
性格は残忍で頭は切れる。念・体術ともに卓越した実力者。念能力者60人（烏合の衆）でも勝てないだろう、シングルハンターのツェズゲラをして「奴の足下にさえ及ばない」と言わしめる。駆け引きは「如何に冷静でイカレてるかを相手に理解させるのがコツ」という思考の持ち主。ハメ組の結成時のメンバーだが、協力者を偽って5年間メンバーを欺き続けるスパイ同然の働きをし、90種類の指定カードが集まったところでチームを裏切ってアベンガネを除く全員を殺害、指定カードを大量入手する。その後、ツェズゲラ組と駆け引きを経て、ゴン組に狙いを定める。最終的にゴンとの直接対決となり、ゴンを極限まで追い詰めるもこれを逆手に取った策にはまり敗北、捕縛される。駆け引きについて、前述のような思考を持っていたが故に、考えついても普通は実行しないような事を実行してしまうゴンの自らを上回るイカレ具合に逆に怯んでしまった事が敗因と言える。仲間であるサブとバラを思いやる心は強く、「ヤバい橋を渡る時は三人一緒」と発言しており、捕縛直後は重傷を負った仲間の治療を懇願していた。
一握りの火薬（リトルフラワー）
手で掴んだものを爆破する変化系能力。
握った手の内側に対して爆発を起こす。掴める物の大きさの上限はバスケットボールほど。対人攻撃用の能力であり、オーラの防御が足りなければ最低でも機能喪失させ、しばしば丸ごと吹き飛ばすほどの威力がある。
自身の手と密着した位置で爆発を起こす関係上、そのまま使うと自分の手もダメージを受けてしまうはずであるが、この問題をクリアするために攻撃の為の爆発分のオーラと、それ以上の量の「凝」による手の防護オーラという2種類のオーラを併用している。言い換えると、威力の上限は自分の「凝」で防げる程度までであるが、ゲンスルーの自身のオーラが高いためゴンでも攻防力90程度の凝でなければ防ぐ事は出来ない。
命の音（カウントダウン）
相手の体に念で創ったタイマー式の爆弾を取り付ける能力。
1.対象者に触れながら「ボマー」と言う
2.対象者に能力の内容を説明する
以上の条件を成立させることで、触れた場所に爆弾が具現化して作動する。条件は相手が事前にこの能力について知っているか否かを問わず、前後しても、間をあけても、満たせばよい。爆弾は複数人にもセットできる。ゲンスルーに触れながら「ボマー捕まえた」と言えば、能力は解除される。なお、下記の心拍数と連動していることに関しては未説明でも能力は発動する様子。
爆弾のタイマーは対象者の心拍数と連動しており、6000回カウントすると爆発する。威力は「一握りの火薬（リトルフラワー）」のおよそ10倍。爆発すれば対象者は確実に死ぬ。
「操作」「放出」「具現化」能力の複合技であり、3人でのジョイント念。威力、設置爆弾の数、ともにハイレベルな技。アベンガネが除念する際にも、巨大で非常に禍々しい外見の念獣が出現していた。
解放（リリース）
仲間のサブ、バラと三人で互いの親指をくっつけ合い「解放（リリース）」と言うことで、作動中の爆弾を強制的に起爆させることができる。当初は爆弾の解除法と偽っていた。

バラ
声 - 遊佐浩二 / 浜田賢二
長髪。身長176cm。ビスケと交戦し敗れ、捕縛される。念の系統は不明（命の音の系統から、サブとバラとどちらかが、それぞれ操作系と放出系の能力者であると考えられる）。少女姿のビスケの攻撃に耐えた事、真の姿で顔面をまともに殴ったにもかかわらず生きていたことから、ビスケは二度「強い」と評していた。瀕死の状態になっていたが、「大天使の息吹」で治療された。3人の中では比較的思慮が浅いようで、やや短絡的な発言が目立つ。
サブ
声 - 吉野裕行 / 横尾博之
短髪。キルアと交戦。キルアの見たところでは、「オーラの量は自分に遙かに勝るが、体術・筋力では少し劣る」らしい。大木をなぎ倒すキルアのヨーヨーを頭部にくらっても意識があるなど、非常にタフである。蹴りを入れる際反対側の腕が上がる癖があり、それにより視界が狭まる点をつかれフェイントと電撃で敗れ、捕縛される。

#### ハメ組（仮）
約5年かけて、スペルカードによる人海戦術で他プレイヤーを圧倒する作戦を行っていたが、コンプリート目前に初期メンバーの1人・ゲンスルーの裏切りによって崩壊する。初期メンバー10名、最終的には63名に至った。メンバーは全員バッテラに雇われており、クリア時はその役割や実績に応じてクリア報酬が分配される予定だった。コンターチによると、元々徒党を組んだのは戦闘能力に欠けていたからとのことだが、選考会合格者10人を含めた中でも初期メンバーのジスパー（ゲンスルーを除く）が最も戦闘能力に長けていると言われている事から、ゲーム自体はまともにプレイできるがクリアできるほどではない実力の者達で結成された事が窺える。「ハメ組」はキルアが命名した俗称。
ニッケス
声 - 乃村健次 / 家中宏
ハメ組のリーダー格で初期メンバーの1人。G・Iクリアの為に巨大な組織を作った人物で、確実なゲームクリアを目標とする。ゴンのことも勧誘するも、「殺人ゲーム」とみなすスタンスが、ゴンのゲームを楽しむという方針と相容れなかった。クリア間近、ゲンスルーに裏切られて罠にはめられてしまい、瀕死の仲間を助ける為に取引に応じるもゲンスルーの念「命の音（カウントダウン）」を受け死亡した。ゲンスルーの裏切りで組織が混乱する中、涙ながらに瀕死のジスパーの為にカードを渡すように懇願するなど仲間思いな人物であった。
アニメ第2作では「命の音」で即死はしなかったが、ゲンスルー達に嘲笑われ、そのまま力尽きるように死亡。
アベンガネ
声 - 平川大輔 / 花輪英司
除念師。選考会合格者。具現化系能力者。壊滅したハメ組唯一の生き残り。
頭の回転が速く切れ者である黒人の青年。やや他者を見下したような思考だが、表立って見せることはない。
ゲンスルーのカウントダウンを設置されたため、爆死するまでの残り時間を活用して、ビスケとゴンにゲンスルーの能力を教え、さらにカウントダウンを除念することで死を回避する。カウントダウンが念獣に変わっただけで、解除されてはいないため付きまとわれていた。この後は身を隠していたが、カルトとヒソカに発見され、団長への除念要員としてスカウトされる。ゴンに倒されたゲンスルーに接触してカウントダウンの念獣を消し、現実世界に戻る。
除念の念獣を生み出す能力（仮称）
念能力を食らう念獣を創り出し、他者に掛けられた念能力を食わせて外す具現化能力。
森で儀式を行い、森の精霊の力（＝森に棲む生物のオーラ）を具現化させることで念獣を創り出す。念獣の風貌・大きさは相手の放った念の性質・強さに準じる。この念獣は外した念の「本来の」解除条件を満たすか、外した念の使用者が死なない限り消えることなくアベンガネに憑き纏う。なお、既に術者が死んでしまっている念を外すことはできない。

プーハット
声 - 宮野隆矢 / 二又一成
選考会合格者。合格した後はアベンガネと共にハメ組に入る。ゲンスルーの裏切りに巻き込まれ、独断で交渉をするが、取り合ってもらえずに殺され、首だけの状態でハメ組の元に返された。OVA版では交渉がカットされたため、「命の音（カウントダウン）」で死亡した。
ジスパー
声 - 遊佐浩二 / 青柳尊哉
ハメ組に加入したメンバーをアジトへ案内した青年。ゲンスルーの背後に一瞬で回るほどの実力者だが、直ぐに気づかれたばかりかそのまま顔面を爆破されて瀕死の重傷を負い、その後命を落とす。ハメ組では最も戦闘力に優れた人物であり、彼があっさりゲンスルーにやられたことが心理戦に大きな影響を与えたとされる。
アッサム
声 - 石塚堅 / 横尾博之
ゴリラ似。
ノームデュー
声 - 坂熊孝彦（第2作）
G・Iプレイヤー。OVA版には未登場。
イサク
声 - 横尾博之（第2作）
G・Iプレイヤー。OVA版には未登場。
コズフトロ
声 - 飯田利信
アジトへの中継役担当。呪文カードでハメ組のアジトへ行く際、彼のところに飛んでから歩いて行くことになる。アニメ第2作には未登場。
コンターチ
声 - 高戸靖広 / 村上裕哉
アフロヘアーが特徴。アッサムがバラへの呪文カードの譲渡を渋ったために、代わりにカードを渡した自分がバラに顔面を殴られた。その後、「命の音（カウントダウン）」で死亡。

### G・I製作者・運営関係者
グリードアイランド（＝G・I）とはジン＝フリークスを中心とした11人のメンバー（ゲームマスター）によって造られたゲームである。"GREED ISLAND"も製作者達の名前の頭文字を合わせてできた名称である。このうち"IS AND"は不明。
ジン＝フリークス
詳細は「ジン＝フリークス」を参照
"G"。
レイザー
声 - 古澤徹、不明（少年期） / 黒田崇矢
"R"。放出系能力者。
グリードアイランドの放出系のシステムを担当。温厚な雰囲気を持つ大柄な中年男性で、呪文（スペル）での移動や外敵排除を行っており、不当な入島を試みた者をゲームマスター専用スペルカード「排除（エリミネイト）」によって追い返す。SSランクカード「一坪の海岸線」を手に入れるためのイベントのボスキャラの役目も担い、多くの海賊を率いる。レイザー本人より遥かにパワーの劣る念獣でもヒソカを骨折させ、刹那の狂いも許されないタイミングでゴンのグーの威力を殺すなど剛と柔を備えた実力者で、ビスケやヒソカも高く評価する。レイザーの放つバレーのスパイクは、ゴン・キルア・ヒソカの3人がかりでようやく止めることのできる威力を持つ。また、気風の良さそうな振る舞いの反面、ルールを破った部下を躊躇いなく処刑する冷酷な一面も持つ。
元々はジンに捕まった死刑囚で、前科11犯以上の凶悪犯罪者。ジンと出会った当初は鋭い目つきに逆立てた髪と、いかにも悪漢と言えるような容貌であった（回想では少年のレイザーが虐待や奴隷扱いを受ける描写があり、極めて不遇な子供時代を過ごしていた模様）。しかし、ジンが自分を頼りにし、生まれて初めて友人としても接してくれた事に心を動かされ、以来ジンを慕っている。ゴン達とドッジボールで対戦し最初は圧倒するも、最後はゴンとヒソカの連携により敗北。その後、ゴンにジンから雇われた経緯について話し、ジンに会えと活を入れて去っていった。
14人の悪魔
声 - 鶴岡聡 / 河相智哉（No.0）
審判のNo. 0、およびドッジボールのメンバーのNo. 1-7の、複数の念獣を創り出し操る。No.の数字が大きい個体ほど体躯が大きく、パワーも強い。念人形同士で合体・分裂が可能（例. No.6+No.7=No.13。作中で登場した最大の数字が13）。念人形はレイザーのボールをたやすく受け止め、ツェズゲラが反応できないほどの高速パスを展開するなど、非常に高性能。審判のNo.0はほぼ自律行動しており、他人との会話も可能。
オーラのボールを飛ばす能力（仮称）
ボール状のオーラをバレーボールのサーブの要領で飛ばす放出系能力。
ボール状のオーラの代わりに、実物のボールに「周」でオーラを纏わせて飛ばす場合でも同等の威力を発揮する。

エレナ
声 - 荒木香恵 / 高橋美佳子
"E"。
グリードアイランドから出る者を把握する役割を担当。島外へ出る為の唯一の港にいる。「通行チケット」を持つプレーヤーを希望の港へ送ったり、クリア後の手続き等を行う。ジンに頼まれ、クリア後のゴンが「磁力（マグネティックフォース）」を使うとジンに、「同行（アカンパニー）」を使うとカイトに飛ぶように設定した。イータとは双子。
イータ
声 - 荒木香恵 / 高橋美佳子
"E"。
グリードアイランドに入る者を把握する役割を担当。スタート地点のシソの木でゲームの説明やクイズの出題をする。幻影旅団の進入を感知し、レイザーと連絡を取っていた。エレナとは双子。
ドゥーン
声 - 井手らっきょ / 鈴木琢磨
"D"。
プロハンター。リストと共に城下町リーメイロのG・I城に住む。ボサボサ頭の不潔な男性で、城内の自室も散らかっている。クリア報酬を授与する役割を担当。ゲーム名の辻褄合わせのため、ジンに名前のスペルをWDWUNEからDWUNに変えられてしまったが、そのおかげで運気が上昇した。
リスト
声 - 野島裕史 / 安済知佳
"L"。
プロハンター。ドゥーンと共にリーメイロのG・I城に住む。クリア報酬について説明する役割を担当。

#### 海賊（雇われた死刑囚達）
ボポボ
声 - 乃村健次 / 金光宣明
G・Iにゲームキャラクターとして雇われた肥満体の死刑囚（確定しているだけでも11件の強盗・強姦殺人を犯している）。レイザーのイベントに海賊の一人として関わっており、相撲を担当。性格はかなり悪く、粗暴で自分勝手。最初にキルアに対峙した際に顔面に火傷を負わされたことにより頭に血が上り、2回目の対峙の際にレイザーの命令を無視した上、G・Iが現実世界にあることを匂わせる発言、さらには反逆・脱走の扇動を行ったためにレイザーに念弾で処刑された。ボポボに「タブーを破れば厳罰」という掟を伝えていたのにも関わらず上記の暴挙に出た事について、レイザーは「ボポボ自身は、（せいぜい死なない程度の厳罰で）まさか殺されるとまでは思っていなかった」と分析し、その認識の甘さを非難した。
海賊（キック）
G・Iにゲームキャラクターとして雇われた死刑囚。レイザーのイベントに海賊の一人として関わっていた。担当しているスポーツは不明。キルアに火傷を負わされて怒り狂ったボポボをキックで吹っ飛ばして制止しており、ボポボもその際一旦は大人しくなった事からボポボより力関係が上のようである。その一方でレイザーに対しては畏怖している様子で、レイザーがボポボを処刑する様子を目の当たりにした際は、他の死刑囚共々尋常ではない怯え様を見せていた。
海賊（ボクサー）
声 - 竹本英史 / 大畑伸太郎
G・Iにゲームキャラクターとして雇われた死刑囚。放出系能力者。
レイザーのイベントに海賊の一人として関わっており、ボクシングを担当。モントールとの勝負では拳を瞬間移動させる能力を使い勝利するも、バリーとの勝負ではインファイトに持ち込まれて瞬間移動能力を使えず、KO負けを喫する。ツェズゲラによると基本的な戦闘能力はさほど高くないようで、ボクシング勝負の際に使用したリングには神字が書きこまれている事から瞬間移動能力はリング上限定だったようである。

### 第288期ハンター試験関係者
凶狸狐（キリコ）
503号室の住人、ミハエル、店員
声 - 平川大輔、小山剛志、前川優子 / 二又一成（ミハエル）、荒川美穂（店員）
第288期ハンター試験の協力者。試験会場に入る合言葉の受け答えをする。
それぞれビースカフマロにあるマンションの503号室、同603号室（ミハエル）、駅前の「ディックサクラ」におり、合言葉と指定のカードを渡せば店の一室へ通され、そこが試験会場へのエレベーターになっている。
アニメ第2作では503号室の住人のくだりはカットされている。
第288期一次試験官
声 - 乃村健次 / 伊藤栄次
プロハンター。名称不明。第288期ハンター試験の1次試験を担当した。
「強い者にしかハンターは務まらない」という信条の持ち主で、その年の受験者が1489人と多く人数を絞る必要もあり、「2時間以内に他の受験者を5人倒してプレートを奪い、自分の所に持ってくる」という試験内容を考案・実施したところ、キルアの一人勝ちに終わってしまい、ネテロの指示もあって否応なしに彼にハンター試験合格を言い渡した。

#### 受験者（第288期）
キルア
受験番号1219番。合格。彼以外は全員不合格となる。
「キルア＝ゾルディック」を参照
トードー
トンパ
アモリ、ウモリ、イモリ
ソミー
ケンミ
キュウ
ポンズ
リピーター達。
ゼパイル
初受験者。

### その他のG・I編関係者
バッテラ
声 - 岐部公好 / 梅津秀行
大富豪の老紳士。私財の大半を投じてゲームソフト「グリードアイランド」をサザンピースオークションで全て落札。多数のハンターを雇い、ゲームクリアを試みさせた。その真意は、交通事故により10年以上も昏睡状態に陥ったままの歳の離れた恋人のためにゲーム内アイテム「大天使の息吹」と「魔女の若返り薬」を手に入れることであった。しかし、ゲーム中に恋人が息を引き取ったため、失意のまま依頼を取り消す。指定カードを所持していたツェズゲラとクリアしたゴンたちには違約金350億ジェニーを支払う。
ビノールト
声 - 原沢勝広、早川沙希（少年期） / 陶山章央、宮川美保（少年期）
賞金首ハンター。G・Iプレイヤー。第一級殺人犯。
賞金首ハンターでありながら賞金首でもある、食人鬼。好物は22歳の女性の肉。スラム街で生まれ育ち、少年時代には正しくまともに生きていくことを望んでいたが、心ない大人達から善意を反故にされ、半殺しにされた過去を持っており、それが根深いトラウマとなっていた。子供と嘗めてゴン組3人を殺しにかかるがビスケに敗北。その後見逃してもらう代わりに、2週間ゴンとキルアの修行相手を務めた。解放時にゴンから素直な感謝の言葉を貰ったことで、過去に見切りを付け歪みきってしまった自分の人生を深く反省し、自首を決意してゲーム島を出る。
切り裂き美容師（シザーハンズ）
愛用のハサミで切った髪の毛を食べることで、肉質、病気の有無、遺伝的資質、強さなどといった本人すら把握できていない相手の肉体の情報を知ることができる。

モタリケ
声 - 竹本英史 / 山中真尋
弱すぎてゲーム外に出ることもできず詰み、島内で結婚して職にまでついてしまったプレイヤー。売却目的でキルアからレアカードを奪おうとするが失敗し、貴重なスペルカードを失ってしまう。更にはゲンスルー一味に捕らえられて顔を変えられてしまうなどの憂き目に遭う。最終的には生存、無事に解放された。
ラターザ
声 - 葛城政典 / 元村哲也
初心者狩りプレイヤー。入島所で待ち伏せし、ゲーム入りしたばかりで何も知らないキルアに呪文カードの念をかける。しかしキルアに殺気を向けられて怖気付き、別の呪文カードで逃亡した。以後も悔い改めることなく卑劣なプレイを続けていたが、フィンクスとフェイタンに遭遇してしまう。暴力でねじ伏せられて情報を自白させられ、殺される。
ベラム兄弟 / ガシタ・ベラム、ゼツク・ベラム
ガシタの声 - 平川大輔（第2期）→竹本英史（第3期） / 花輪英司
ゼツクの声 - 竹本英史（第2期）→遊佐浩二（第3期） / 坂熊孝彦
選考会合格者。通称「ベラム兄弟」。兄弟2人だけで行動する実力派プレイヤー。ゲンスルー組からも要注意グループの1つとして警戒されていた。ゴン達がカードを全て集めた時に漁夫の利を狙い、カード全てをかけて勝負を持ちかけたが、あっさり倒される。その後、ハンター協会の会長選の投票に現れていたことから二人ともプロハンターだったことが明らかになっている。
カヅスール
声 - 高橋広樹（第2期）→加瀬康之（第3期） / 岡林史泰
G・Iプレイヤー。カヅスール組のリーダー。仲間にニック=キュー（声 - 不明 / 村上裕哉）とスウヘイル（声 - 吉野裕行 / 坂熊孝彦）がいる。ゴンたちから「真実の剣」を奪う。ゴン組、ゴレイヌ、アスタ組、ヤビビ組、ハンゼ組を呼びかけで集めレイザーのイベントに参加する。真実の剣を奪った時はゴン達から警戒されていたが、モントールと海賊のボクシング勝負では、海賊が瞬間移動能力を使った事を見抜けなかった事で修行で力をつけたキルアから戦力外と判断される。その後、ゲンスルーに始末される。
ジート
G・Iプレーヤー。選考会に参加し、最初の合格者となるが、開始直後にボマーに殺害され、ゲームオーバーとなった。
アスタ
声 - 陰山真寿美 / 豊嶋真千子
アスタ組のリーダー。やたらとキルアをガキ扱いをする実力派の女性プレイヤー。仲間にアマナ（声 - 永吉由佳 / 戸田めぐみ：髪で顔左を隠した女性）とマンヘイム（声 - 不明 / 坂熊孝彦）がいる。カード「一坪の海岸線」を求めている。カヅスールの呼びかけで集まりレイザーのイベントに参加する。その後、ゲンスルーに始末される。
ヤビビ
声 - 不明 / 金光宣明
ヤビビ組リーダー。老齢の上級プレイヤー。カヅスールに呼ばれてレイザーのイベントに参加するも、その後、ゲンスルーに始末される。
モントール
声 - 遊佐浩二 / 永野広一
放出系能力者。パンチの際に拳から念弾を飛ばす能力。カヅスールの呼びかけで集まりレイザーのイベントに参加する。ボクシング勝負を担当したが、瞬間移動したアッパーを食らい敗北。その後、ゲンスルーに始末される。
ハンゼ
声 - 石塚堅 / 村上裕哉
ハンゼ組リーダー。仲間にゼホ（後述）とウォン=リー（声 - 浦田優（第3期））がいる。カヅスールの呼びかけで集まりレイザーのイベントに参加する。その後、ゲンスルーに始末される。
ゼホ
声 - 竹本英史 / 岡林史泰
ハンゼ組。強化系能力者。カヅスールの呼びかけで集まりレイザーのイベントに参加する。力には自信があるようで酒場でボポボと相撲勝負をするも、キルアからは「完全に修行不足」「念無しの自分でも楽勝」と内心酷評される。実際にキルアの見立て通り、ただ立っているだけのボポボを全く動かせない有様だった。その後、ゲンスルーに始末される。
トクハロネ、ハガクシ
ゲンスルー組からツェズゲラ組以外の要注意グループとして警戒されていたチームのリーダーたち。両チームとも何らかの指定ポケットカードを独占していたが、その後ゲンスルー組がカードを手に入れているため独占は崩れたようである。ハガクシは会長総選挙の投票所に姿を現しているため、プロハンターだった模様。
ジェイトサリ
プロハンター。ゲームのプレイヤーで、定価58億ジェニーのグリードアイランドのソフトを個人で7本所有していた。
サザンピース・オークションとの間に「2000年1月1日までにゲームクリア者が現れなければ自分自身がプレー中であっても、その時点で保有しているゲーム7本全てをオークションに提供する」という契約を交わしていた。7本のソフトにはそれぞれ1つずつROMカードが差し込まれていたことから6人の仲間がいたようだが、うち2本はゲームオーバーになっていた。ゲーム内では登場する事が無く、またゲンスルー組からは特に警戒されていなかった事から、さほど有力なプレイヤーではなかったようである。その後、会長総選挙の投票所に姿を現していた。
サバズシ
声 - 村上裕哉
バッテラに雇われていた傭兵で、迷彩服にベレー帽の男。G・Iのハード機が置かれている古城の警備を担当していた。バッテラからの契約キャンセルを受けて帰ろうとしていたところ、城に戻ったゲンスルーに襲撃された。OVAでは名前のみが登場、ゲンスルーから襲撃されるシーンは無い。

## キメラ＝アント編関係者

### カイトの仲間達
カイトを慕って共に行動しているアマチュアハンター達。テレポートしてきたゴン・キルアを加えてカキン国での生物調査を行った。3年に渡る調査を終えた後、役人のウォン（声 - 村上裕哉）からサザンピースに流れ着いた奇妙な生物（巨大キメラ＝アント）についての情報を入手し、調査を開始。NGLへ赴くが、その危険度からカイトの判断に従ってハンター協会に連絡し、討伐隊の第一隊（ネテロら3名）を現地へ輸送した。NGLでカイトを失うも、後のエピソードで蟻に転生した彼（彼女）と再会し、コアラ型の蟻を加えて活動を再開している様子が見られる。アニメ版ではゴン・キルアと出会った当初から既にカキンでの生物調査を終え、キメラ＝アントを追っているという設定に変更されている。
スティック＝ディナー
声 - 山中真尋（第2作）
笑い顔でくだらない冗談が好きなアフロヘアの男性。夕飯担当。スピンとは同郷で、彼女からは「スティン」と呼ばれている。NGLの入国審査に通った。
バナナ＝カヴァーオ
声 - 安野希世乃（第2作）
ツーブロックの女性。犬を飼っており調査に使う。
リン＝コウシ
声 - 浜添伸也（第2作）
吃音気味に話す小柄な眼鏡の男性。虫に詳しい。アニメ版ではサザンピースから合流する形で登場。
スピーナ＝クロウ
声 - 松元惠（第2作）
通称「スピン」。常にチューインガムを噛んでいる帽子の女性。過去に、自分の故郷にして固有種「コクチハクチョウ」の生息地でもある鉱山跡地が廃棄物処理地となることを防ぐため、カイトの融資でその土地一帯を買い取った。その莫大な借金をカイトに返すためにプロハンターを目指しているという。
モンタ＝ユーラス
声 - 金光宣明（第2作）
通称「モン」。大柄な熊のぬいぐるみを思わせる風貌の男性。
ポドンゴ＝ラポイ
声 - 佐武宇綺（第2作）
やや片言口調で話す小柄で色黒な丸目の女性。NGLの入国審査に通った。アニメ版ではサザンピースから合流する形で登場。

### キメラ＝アント討伐隊
モラウ＝マッカーナーシ
声 - 楠大典（第2作）
一ツ星ハンター。シーハンター。操作系能力者。
ネテロが連れて来たキメラ＝アント討伐隊の1人。ネテロも信頼する実力者で、ナックル、シュートの師匠。豪快で人情味のある性格。保身を優先し現場とは温度差のある副会長派および審査部に強い不信感を抱いている。経験と実力からなる的確な判断力を持ち、常に余裕を持って戦闘に挑む。どんな相手にも「100%勝つ気概でやる」が信条であり相手が護衛軍クラスでも臆することは無い。肺活量に絶対の自信がある。巨大な煙管を武器として使用し、紫煙拳もキセルを媒介して発動する。実力はオーラ総量7万・煙人形最大216体出せるというレベルで、中堅プロハンター1人のオーラ総量2万を大きく上回る。キメラ=アント討伐により一気に三ツ星ハンターになる可能性もある。
討伐作戦ではネフェルピトーの操作兵士の陽動を担当しつつ、ヂートゥ、レオルといった師団長を連破する。だが連戦により激しく消耗していた（本調子の35%）。それでも宮殿突入作戦に切り込み、シャウアプフと単独で交戦する。プフの術策によってキセルを奪われ、モントゥトゥユピーと交戦中のナックルのサポートに回る。作戦前からの疲労もありユピーとの戦いで体力が尽き窮地に陥るが、ナックルがユピーとの交渉に応じたためにユピーに助命された。その後、ノヴによって治療のため戦線から離脱する。
会長選挙では、外部によって政争に巻き込まれてしまう。このとき、功績を上げた蟻討伐は「あくまで作戦のサポート役の仕事」「自分を強いとも思っていない」と発言しているものの、謙遜である。また実力の伴わない自称武闘派ハンターに対しては辛辣。
紫煙拳（ディープパープル）
愛用のキセルで発生させた煙を、自由自在に変形させて操る操作系能力。あらゆる物のダミーを作ることができ、見た目で実物と見分けることは困難（感触は違うので触れられるとばれる）。その応用力は非常に高く、モラウ自身も「紫煙拳より対応力のある能力をみたことがない」と豪語する。煙でありながら固体化し、煙の流動性で物理攻撃を吸収するので破壊できず、特に敵を拘束する能力としては極めて強力（千切れないロープ、密室などが作れる）。
また煙を操作するために出したオーラは回収することが可能で、燃費としても優れているが、距離が離れすぎている場合、他の念能力により断絶された空間にいる場合は回収不可能。
紫煙機兵隊（ディープパープル）
自在に動き回る煙人形を創り出す。核となるオーラを発し、それを煙のオーラで覆うという、2段構え。操作は自動操作（オート）、遠隔操作（リモート）共に可能。最大で216体の煙人形を同時に操ることができるが、操れる数と操作の精度は反比例する。
監獄ロック（スモーキージェイル）
周囲に煙のドームを創り、敵と自分を閉じ込める技。

ノヴ
声 - 三木眞一郎（第2作）
プロハンター。放出系能力者。
ネテロが連れて来たキメラ＝アント討伐隊の1人。ネテロも信頼する実力者。パームの師匠。前線に出向いたが、能力は支援向き、だがチームの生命線となる特殊人材。本命の突入作戦の前準備のために宮殿に侵入したが、護衛軍の凶悪なオーラを前に戦意を喪失してリタイアした。なおこの時に視たオーラは、事前情報からネフェルピトーのオーラを視たとノヴは思っていたが、実際に視たのはシャウアプフのオーラである。
しかし、リタイアはしたがその後も念空間を維持しており、偵察を行ったり負傷者を病院へ搬送したりと、陰ながら討伐隊に協力した。リタイア後はあまりの恐怖から痩せこけて白髪に変わり、宮殿突入後には頭髪がほとんど全て抜け落ちてしまっていた。終戦後は単独でネフェルピトーを倒したゴンを英雄と評し、総力を挙げて治療を受けさせる意向を示した。選挙編ではオレンジ色の帽子を被っている。
一人称は可変。「私」「オレ」「僕」が混在する。相手や状況によって変えている。
4次元マンション（ハイドアンドシーク）
マンションの念空間に物質を転送する放出系能力。
マンションは全21室（うち1室は物専用ロッカールーム）で、それぞれの部屋が完全に独立している。
ノヴが手をかざした場所にマンションの部屋に通じる穴を開け、その穴からマンション内に人や物を転送させることができる。穴は複数設置できるが、部屋ごとに上限が異なる。
部屋に人や物が入った直後に入ってきた時の穴は閉じる。念空間から出るには、部屋の扉から出るしかない。部屋の扉は通常入ってきた時の穴と繋がっているが、ノヴが持つマスターキーを使った場合のみどの穴とも繋げることができる。
窓を開く者（スクリーム）
両の手のひらの間に念空間への入り口を創り出し、その入り口に触れた敵の体を念空間に飛ばすことで、敵の部位を切断する。対象を「入り口」に触れさせ、なおかつその後「閉じる」アクションが必要。

パーム＝シベリア
声 - 井上喜久子（第2作）
プロハンター。強化系能力者。22歳。
ノヴの弟子で、ヒステリックな性格をした女性。普段はボサボサ髪に血走った表情で非常に不気味な印象を与えるが、素顔は好色のビゼフ長官の目に留まるほどの美人である。討伐隊人選の時に、NGLへ入国するためゴンたちに接近する。
ノヴに対して執拗な愛情を注いでいる他、ゴンに対して強い執着心を見せる。その一方でナックルとシュートを忌み嫌い、キルアとは犬猿の仲であるなど、人に対する好悪の差が激しい。
敵の潜む東ゴルトー王宮に、素性を隠して顔を整え、偽名で潜入する。その任務は、王と護衛軍を見ることで監視能力の発動条件を満たすことである。ピトーに発見されスパイがバレたため機密保持に自殺を図るも、無理やり蘇生させられた上でキメラ＝アントの兵隊として改造される。このとき実験的に脳をいじられた。結果として記憶と人格は残ったが、憎しみを抱いていたキルアに襲い掛かる。しかし、ゴンを思いやり涙を流したキルアの影響で正気を取り戻す。改造後は自身の系統に最適ともいえる発を会得しパワーアップした。正気を取り戻した後は討伐隊に合流し、薔薇毒に冒された王が死ぬまでの時間を稼ぐためにコムギを交渉に利用しようとする。しかし、王が既に野心を捨てていることと、コムギに会いたいと純粋に願っていることを知り、そしてキメラ＝アントの本能に苦しみながらも王の動向を監視することを条件に再会を後押しする。その後能力で監視を続け王の死を看取ることになる。
淋しい深海魚（ウィンクブルー）
自分の右目のみで直接見たことのある者を水晶玉に記憶し、左目だけで視ることで現在の動向を水晶に映し出す能力。映像のみで音声はない。
視えるのは相手の「本体」であり、鳥瞰風景（斜め上・背後から見下ろすかたち）となるため、相手の周囲も同時に監視できる。
3人までの動向を同時に捉えることができ、水晶に画面分割して表示される。「記憶」も「発動」も、片目で視ることが条件になっており、両目で視ている際には能力は発動しない。
キメラ＝アントに改造されたことで能力が変質した模様。人間時は、人魚の木乃伊に血を垂らすと水晶玉に映るという能力であった（変化後のパームは頭部に水晶が埋め込まれ、魚の鱗のようなもので手足が覆われている）。また改造前は師匠のノヴに自分が許可した場合以外の使用を禁じられていた。
暗黒の鬼婦神（ブラックウィドウ）
キメラ＝アントに改造されたことによって得た能力。毛髪で全身を覆い、帽子を被った貴婦人のような姿に武装する（感情によってその様相は変わる）。強堅な毛髪の鎧に防御の役割を持たせることにより、怪我を気にせずくり出せる拳による殴打に本領を発揮する。パームはもともと武闘派ではなかったが、ブラックウィドウに目覚めたことで強化系の素質と噛み合い、キルアを一方的に攻め立てるほど強くなった。

ナックル＝バイン
声 - 高木渉（第2作）
ビーストハンター。具現化系能力者。モラウの弟子。不良番長のような容姿の男性。
戦歴5千、体術もカイトにひけをとらない実力者。反面、精神的に優しすぎることが欠点。荒っぽい言葉の裏で、情に厚い行動をとる。長所は逃げ足で、ガイゼルのように最高速度を維持したままで走る。能力を活かすために、自他のオーラを数量化して把握することに長け、暗算が速い。
危険な蟻を討伐すべしという、いわば人間側の一方的な都合に、ビーストハンターとして思うものがあり、討伐させないために自分が討伐隊に名乗りを上げた。力試しとしてネテロからゴンとキルアと対決することを命じられ、NGL行きを賭けてゴンと決闘する。発をあえて封じてゴンに稽古をつけ、最終日に発を解禁してなおゴンを完封して勝つ。そして正式に討伐隊に決まりNGLへと向かう。キメラアントの巣に侵入後、操られたカイトと遭遇し、シュートと共に戦ってハコワレで念能力を封じ保護する。
宮殿突入時にはシュート、メレオロンとともにモントゥトゥユピーと交戦。シュートが負傷したため、単独でユピーを引き付ける直接対決を挑む。その後合流したモラウとのコンビネーションで、ユピーを破産寸前まで追い詰めるも、モラウが窮地に立たされたことにより、その助命と引き換えにハコワレを解除するという苦渋の決断を余儀なくされる（ナレーションによれば破産までわずか4秒だった）。そしてナックル自身もユピーに見逃されることとなり敗北に打ちひしがれることとなった。メレオロンと共に作戦続行。ユピーの精神性を受けて討伐対象とは見れなくなり、またプフの蟻の本性に触れて蟻と人の決して越えることのできない壁を痛感するも、和解の可能性にかけてとことん戦うことを決意する。完全復活したメルエムになすすべなく気絶させられ、人質に取られる。メルエムが毒死したことで解放され生還する。
天上不知唯我独損（ハコワレ）
オーラを借金に見立てた能力。相手にオーラを貸し付け、返済しきれずに破産した相手を強制的に絶に追い込み念を封じる。オーラを数量化しており、1オーラ＝プロハンターの練1秒の消費量。ナックルの直接打撃が当たると発動、マスコット念獣の「ポットクリン」（声 - 金田朋子）が相手に憑りつく。
能力の効果中はナックルが対象者にダメージを与えた場合、オーラを貸し付けたことになり、ダメージを与えるのでなく逆に対象者のオーラ残量が増える。対象者がナックルにダメージを与えた場合はオーラを返済したことになりオーラが減る。また、それとは別に10秒に1度、利息として貸付残高が増える。これらによって増減したオーラ量はポットクリンの額に数字として表示される。なお、ポットクリンへの攻撃は一切無効で、破壊することも振り切って逃げることもできない。
これだけだと対象者にダメージを与えられず逆にオーラを与えて強化してしまうだけの能力だが、貸し付けられて増えたオーラの量が元々持っていた自身のオーラ量を上回ると、その時点で「破産した」ことになり、ポットクリンがトリタテンに変化し、対象者の残オーラを一気に取り立ててゼロにし、30日間強制的に絶状態にする。ポットクリン状態の間ならナックルの任意で能力の途中解除が可能だが、トリタテンになるとナックルにも解除できない。
利息アップは対象者とナックルの距離が100メートル以内である時のみ有効。それ以上離れると、能力が解除される訳ではないが、利息のカウントが止まってしまう。距離にかかわらず、ナックル自身はポットクリンの大まかな位置を把握できる。
メレオロンの能力「神の共犯者」とのコンボが確認されており、「神の共犯者」の影響下でも能力は発動し、100m以内にいれば利息もカウントされていくが、ナックル自身だけでなくポットクリンおよび利息カウントの声も認識できなくなる。
なお本誌に初めて能力名が掲載された際、ミスで「ハコクレ」と振り仮名がふられていた。作者も巻末コメントでミスを認め単行本では修正されている。アニメ第2作では、能力名の字幕が“天上天知唯我独損”になっていた。

シュート＝マクマホン
声 - うえだゆうじ（第2作）
UMAハンター。操作系能力者。28歳。
モラウの弟子。ネテロからゴンとキルアと対決することを命じられる。NGL行きを賭けてキルアと決闘し、勝利したため、討伐隊に決まりNGLへと向かう。キメラアントの巣に侵入後、操られたカイトに遭遇し、ナックルと共に戦い、念能力で保護する。極度の弱気でチャンスを逃してしまうことが多い。裏を返せば非常に理性的で慎重な性格であり、感情的なナックルとはしばしば言い争いになる。左腕が無く、右腕の袖よりも丈の長い左腕の袖の部分は、後述する籠と3つの手の隠し場所となっている。
宮殿突入直後、ゼノの龍星群（ドラゴンダイヴ）による予想外の事態に見舞われ一瞬遅れを取ったが、その瞬間自分の代わりに即座にユピーに立ち向かおうとしたゴンの姿に感動し、生きて彼に感謝することを心に誓った。以降、逆境に強い独特の思考も相まって、実力を発揮できるようになった。ナックルのハコワレを生かすために、致命傷をも恐れず攻め続けるその凄まじいスピードと気迫はユピーに一瞬防御を意識させるほど。しかし実力的には全く及ばず、ほんの10秒ほどの時間を稼いだだけでボロボロになる。全身全霊をかけて闘い動けなくなった自分を、ユピーにとどめを刺されるどころかスルーされたことにかつて無いほどの屈辱を覚え、ナックルに自らの分もユピーに仕返してくれるよう頼んだ後、倒れ込んだ。その後、ノヴに病院に搬送される。
浮遊する3つの手（仮称）
シュートの体から独立して浮遊する3個の手首を自在に操る操作系能力。
当初は殴打のみに使用していたが、モントゥトゥユピーとの闘いの中で、手の上に立って空中をすばやく自在に移動し、残りの2本の手と共に攻撃を仕掛ける技を見出す。
暗い宿（ホテル・ラフレシア）
ダメージを与えた標的の体を、籠の中に閉じ込める能力。捕獲された者は、籠に納まるサイズに縮小される。直接攻撃には先述の手首が用いられる。
身体部位にダメージを与えると、目だけ、足だけなど、その部位だけを閉じ込めて弱らせることができる。完全に捕獲するには全身に相応のダメージを与える必要がある。シュートが気を失うと、捕獲は解除される。
人を傷つけることが苦手なシュートが、「相手を傷つける」ことで発動するように作った念能力であり、これは傷つけても構わない相手だけに用いるという制限でもある。ナックルとのコンボで、敵の無力化に適している。
物体を出し入れする右手（仮称）
右掌に描かれた平面的な物体を立体化して取り出す能力。作中では、「角行」の割符と携帯電話を取り出す描写がある。

### NGL自治国
農家の親子
NGL自治国で農業をしていた親子で、メルエムが最初に殺害した人間。両親は奇襲されてからすぐにメルエムの尾で頭部を吹き飛ばされ殺害され、子供は両親の死に錯乱しているところを尾で貫かれ殺害された（アニメでは子供が殺害される描写は無い）。子供の顔は原作では黒目で鼻が描かれていないが、アニメ版では普通の少女のような顔に変更されており、また殺害される瞬間は無音状態だったため台詞はない。

### 東ゴルトー共和国
マサドルディーゴ
声 - 田口浩正（第2作）
東ゴルトー共和国総帥で、自称「世紀の超指導者、全人民の偉大なる父、王の中の王」。しかし、実際は仕事のすべてをビゼフたち部下に任せきりで、自身は悪政を張って権力をほしいままにしている無能なトップ。メルエムに「クズ」「ゴミ」と一蹴され、即座に殺される。その後、ネフェルピトーに修復され、操られる。テレビで健在ぶりをアピールしているため国民は死亡事実を知らずにいた。
終戦後に遺体が見つかり、キメラ＝アントによる生物災害は彼による無理心中的な大量虐殺として偽装された。だが実は殺されたのは影武者であり、本人は30年近く前から他国の片田舎に隠居し晴耕雨読の生活をしていたことが明らかになる。
ビゼフ
声 - 後藤哲夫（第2作）
東ゴルトー共和国長官。立場上はディーゴに次ぐナンバー2だが、東ゴルトーの政治を取り仕切る裏の総帥。総帥の財産管理も一人で行っている。外交や、国内の主要機関との連絡を行える人間が他にいないという理由で護衛隊に生かされた。好色で、王の食料用の肉として集めた人間たちの中に、自分への貢ぎ物である女性たちを紛れこませ、自分だけの「楽園」を作り出そうとしている。しかし、その結果パームの宮殿内への進入を許してしまい、ウェルフィンにその地位を脅かされていた。
討伐隊突入後は宮殿の崩壊に巻き込まれたところを報酬狙いのヒナに助けられ、連合国からの捕縛を逃れるため逃亡を画策し始める。終戦後は自身も犯罪者になったという境遇からウェルフィンに同行し、ヒナと共に流星街に旅立つ。
マルコス
声 - 鈴木琢磨（第2作）
東ゴルトー共和国高級官僚。ディーゴの元で働く官僚。第三国への亡命を条件にモラウとノヴに軍部情報等の内部事情を告発する。パームの潜入にも協力し、宮殿地下エリアへの専用エレベーターの番号も提供する。東ゴルドー共和国高官として総帥マサドルディーゴの悪魔的な所業にはうんざりしていた模様。ただし、自分の責任を棚上げした態度をとるため、モラウには内心軽蔑されている。
コムギ
声 - 遠藤綾（第2作）
東ゴルトー共和国の客員棋士。
東ゴルトー発祥の盤上競技「軍儀」の世界王者。アカズ（盲目）で舌足らず、髪の毛はぼさぼさで鼻水が垂れているなど見た目はパッとしない少女。語尾などに訛りがあり、作中では東北方言のような口調で喋る。貧しい大家族の生まれであり一家の稼ぎ頭だが、その家族からも疎んじられている。軍儀の腕前は極めて高く、常に進化し続ける王を寄せ付けないばかりか、対局の中で自分も新手を思いつくなど、天賦の才として描写されている（王との対局で覚醒したことで、無意識に念のオーラをまとうようになる）。普段はやや鈍感で素朴な性格ながら、自らの価値を軍儀にしか見出せず、負けた場合には自らの命を差し出すことも厭わないなど達観した一面も持っている。これらの重層的な人間性は、王に強さと己の存在意義について考えさせる機会を与える事となった。
その存在は討伐隊に伝わっておらず、討伐開始直後のゼノのドラゴンダイヴにより腹部を貫かれてしまうが、ネフェルピトーによる治療を受け回復する。治療後はゴンによってカイトの治療が終わるまでの人質としてナックルたちに預けられる。その後地上の統治の道を棄てた王・メルエムのたっての希望で再会。メルエムが猛毒に侵されており、それが自分に伝染する事を聞かされるが、彼女もまた最期の時をメルエムと共に過ごすことを望んだ。そしてメルエムの死の直前まで軍儀で対局を続け、メルエムの死を看取った後、自身も命を落とした。

## 会長選挙・アルカ編関係者
イックションペ＝カットゥーヂャ
一ツ星ハンター。ハッカーハンター。動物のような被り物をした電脳世界の住人。廃人ゲーマー。複数回の投票でボトバイやミザイストムらと同程度の票を獲得しているが、本人は会長に就任する気が全くない。ジンとはゲーム友達。
サンビカ＝ノートン
声 - 内田真礼
一ツ星ハンター。ウイルスハンター。ハンター協会の女医さん。鼻から下をベールで覆っており、引っ込み思案な性格をしている。
リンネ＝オードブル
二ツ星ハンター。グルメハンター。協会最年長ハンター。肉声は5年前から聞かれていない。若かりし頃、アイザック＝ネテロ、ジグ＝ゾルディックと共に暗黒大陸を目指した。
キューティー＝ビューティー
声 - 斉藤貴美子（第2作）
一ツ星ハンター。かわ美ハンター。パリストンの親衛隊長。小柄な体格と語尾を片仮名にする口調が特徴。

### 脱会長派
テラデイン＝ニュートラル
声 - 松山鷹志（第2作）
二ツ星ハンター。ヘッドハンター。脱会長派の中心人物。
背広を着た紳士風の中年男性。人材教育のプロ。ネテロのハンター試験への見直しを掲げ、危険人物をプロハンターにしないように主張する。
会長選挙では得票数にかなりの開きはあったもののパリストンに次ぐ支持を得ていた。イルミをハントして評判を上げようとするも、逆に部隊を全滅させられ、人材と信用を失うという醜態をさらす。モラウに助力を求めようとするも、呆れられ断られている。アルカもキルアも殺せなかったヒソカによって殺された。
ルーペ＝ハイランド
声 - 二又一成（第2作）
ロストハンター。脱会長派の中心人物。
眼鏡をかけた黒人男性。探索のスペシャリスト。善良ながらも愚直過ぎるテラデインや猪突猛進しがちなブシドラに対して憂慮していた（パリストンからも彼らの行動は「わかりやすい」とたやすく読まれている）。同朋2人は死亡したが、彼のその後は明らかになっていない。
ブシドラ＝アンビシャス
声 - 相沢まさき（第2作）
一ツ星ハンター。賞金首ハンター。脱会長派の中心人物。ハンター十カ条の「プロハンターはプロハンターを狩れない」を批判する。
学生番長風の格好をしたこわもての大男。武闘派にして、ハンター協会の風紀委員を名乗る。選りすぐりのハンターで結成された「清凛隊」を率いてイルミの針人間回収に向かうが、隊もろともヒソカによって殺された。モラウからは、「自称」清凛隊と酷評される。

## 暗黒大陸編関係者

### カキン帝国
ナスビー＝ホイコーロ
カキン帝国の現国王。語尾に「〜ホイ」と付けるのが口癖。
ビヨンドを雇い、外の世界への進出・移民計画を打ちだした。8人の正室との間に14人の王子がいる他、愛人との間に産まれた二線者と呼ばれる婚外子も存在する。
派手で豪華なパフォーマンスという表面の下に、したたかな本心を隠した狸。「自らが人類を新大陸に導く」という表の目的と、「ビヨンドに暗黒大陸のリターンを獲得してもらう」という裏の目的で動いている。「新大陸」と「暗黒大陸」は異なるわけだが、巧妙に使い分けて周囲に「人類で最初に暗黒大陸に行く偉人」と絶賛させるよう仕向けている。
継承戦で勝ち残り王となった。王子達の中で船旅で生き残ったただ1人を次期王とすると宣言している。
守護霊獣
「壺中卵の儀」によって生まれた守護霊獣。
ナスビーの霊獣は昆虫のような10本の手足と12対の乳房を生やし、不気味に垂らした髪と縦に割れた口を有した頭部を持つ、禍々しくグロテスクな風貌をしている。具体的な能力は不明。

#### 14人の王子
ナスビー王と8人の正室の間に生まれた子供たち。カキン帝国では王の子は男女を問わず「王子」の称号で呼ばれ、全員が同等な王位継承権を有する。
ベンジャミン＝ホイコーロ
第1王子。ウンマ王妃の第一子。BW号1001号室に陣営を構える。
筋骨隆々の巨体の男性。カキンの軍事最高副顧問。一人称は「オレ」「オレ様」。
レスリング技でライオンを絞め殺し、また拳銃で撃たれても無傷で済むほど強力なオーラを纏っている。直情型な性格だが、部下の進言を受け入れ、適宜に方針を転換できる柔軟性も併せ持つ。
継承戦は他の全王子を殺害して武力制圧するという方針。即位後の政治目標も軍備増強と世界制覇にある。
同母弟のツェリードニヒとは特に仲が悪く、継承戦決定直後に「直々に殺す」と宣戦布告する。
守護霊獣（亜人型）
頭部に大きな歯茎を剥き出しにした口がサイズ違いで縦に2つ付いた姿をしている。
星を継ぐもの（ベンジャミンバトン）
死んだ他人の念能力を継承する。候補者の条件は、カキン国王軍学校を卒業しており、彼の私設兵団に属し、忠誠を誓っていること。能力を受け継ぐと、手の指に星型のマークが現れる。殉職したビンセントとムッセの分を含めて少なくとも3個の星マークがあることが判明している。
カミーラ＝ホイコーロ
第2王子。ドゥアズル王妃の第一子。BW号1002号室に陣営を構える。
妖艶な雰囲気の美女。自分の思う通りにならなければ我慢ならない高慢な性格で、「他王子達はカミーラに王位を譲って自らは死を選ぶべき」とまで信じ切っている。母親にも命令調で接する。一人称は「私」「カミーラ（カミィ）」。
被差別階級である不可持民を私設兵として取り立てており、彼等からは絶大な支持を受けている。
守護霊獣（異形の樹木状）
上部には枝の代わりに房のようなものが多数ついている。殺気立つと、中からドス黒い顔が出てくる。操作系能力。
百万回生きた猫（ネコノナマエ）
カミーラの死をトリガーに発動する念。完全に死んだ後に、巨大な黒猫型の念獣が出現し、カミーラを殺した相手を握り潰し、その命でカミーラを蘇生させる。「死によってより強まる念」ゆえに、念獣は非常に強い力を持つ。しかし、逆に言えば確実に死なないと発動すらしないため、死なない程度に痛めつけるような攻撃には全くの無力という弱点を突かれベンジャミンに捕縛された。
チョウライ＝ホイコーロ
第3王子。トウチョウレイ王妃の子。BW号1003号室に陣営を構える。
王族然とした小柄な男性。色黒の肌をしている。
王族らしく贅沢な生活をし、態度も尊大かつ冷徹であるが、荒事は好まない常識的な性格。本人も自覚する程の慎重派で、継承戦序盤において、少なくとも建前上は「兄弟での殺し合いは本意ではない」と言い、協調路線をとっている。勢力に念を知る者がおらず、ワブル王子と休戦協定を結び、クラピカから情報を得ようとする。三大マフィアのシュウ＝ウ一家（オニオール）と懇意。モノローグにてオニオールを「父さん」と呼んでおり、出生に秘密がある模様だが、詳細不明。
守護霊獣（中央に顔の付いた車輪状）
具現化系複合型の能力。1日に1つ、数字の付いたコインを吐き出す。霊獣と異なり、コインは完全に具現化され実体化している。コインはチョウライ自身が持っても何も起こらず、他の人物が持つことでのみ効果を発揮し、その人物が何かしらの条件を満たすと様々な能力を発動する。コインの数字は対象者によって変化している模様。チョウライ自身は自分が王となった後に真価を発揮すると推測しており、継承戦では役に立たないと判断している。
ツェリードニヒ＝ホイコーロ
第4王子。ウンマ王妃の第二子。BW号1004号室に陣営を構える。特質系能力者。
表向きは知的で博学な雰囲気の青年。
残虐でサディスティックな本性を持ち、独自の美学に則って若い女性、その中でも聡明な者を虐殺する事を好む殺人鬼。人体蒐集家でもあり、緋の眼を大量に保持する。全王子の中でも一際邪悪な人間性の持ち主で、念にも反映されている。
内心では他の王子達をゴミと見下し、継承戦に意欲的。本性を知る者は私設兵・実兄ベンジャミン・ミザイストムなどごく一部で、ハルケンブルグ王子には認められ、ツベッパ王子には共闘を要請され承諾する。
三大マフィアのエイ＝イ一家と懇意。組長モレナの裏切りに怒り、狩るよう命じる。
並外れた念の才を秘めており、修行を始めてからわずか1週間で四大行をマスターする。水見式ではコップ内の水と葉が悪臭を放ち腐敗する。
守護霊獣（人面の牝馬）
自在に伸縮する首と鋭い歯を持つ口、更にその口の中にも2つに割れた舌と人間の頭部を持つ、禍々しい容貌をしている。能力発動の条件は3段階ある模様で、ツェリードニヒに嘘をつくと、1度目で傷を付け、2度目で傷を病変拡大させて警告を喋る。3度目でどうなるかは不明だが、完全に支配されることが確実視される。
念獣
ツェリードニヒ自身の念獣。クリーチャーを思わせる悍ましい外見をしており、腹部には「666」の刻み数字がある。固有能力を決めて創ったものではなく、四大行の応用の修行を行っている際に無意識に創り出していた。能力の詳細は不明。
予知夢(仮称)
特質系能力。目を閉じて絶を行うと、10秒先までの未来の映像を視ることができる。10秒から先は、予知夢を視続けながら、最初の10秒の予知夢で視た出来事を追体験する。
最初の予知夢10秒は、現実時間では刹那（ほぼ0秒）の時間しか経過しない。10秒を超えると、現実でも時間が進み始める。予知夢11秒だと現実では1秒経過し、予知夢20秒（2度目を見終わる）だと現実では10秒が経過している。そして、ツェリードニヒが目を開けると、ツェリードニヒは自由に行動できるが、周囲の人物は予知夢通りの行動を10秒間とり続ける。そのため現実で10秒が過ぎたとき、周囲の人物は誤認させられていた状況を唐突に打ち切られて現実に戻され、混乱に陥る。
ツベッパ＝ホイコーロ
第5王子。ドゥアズル王妃の第二子。BW号1005号室に陣営を構える。
研究者風の女性。なかなかの長身。
カキンの国王制に対して批判的で、ベンジャミン、カミーラ、チョウライは粛正すべきであるといい、彼等が王位に即くことを阻止するという政治目標のもと継承戦に参加している。
継承戦について事実上は上位5王子の戦いという認識を語り、ツェリードニヒに共闘を持ち掛ける。念の情報と引き換えにワブル王子とは休戦協定を結び、さらにはクラピカを仲間に取り込みたいと考えている。
守護霊獣（カエルの六輪車）
ツベッパの用心深さを反映してか、ベンジャミン私設兵の監視の前では全く姿を現さない。パートナーを得ることで様々な薬品を作り出す共存型。変化系能力。
タイソン＝ホイコーロ
第6王子。カットローノ王妃の子。BW号1006号室に陣営を構える。イズナビと契約している。
小柄な身長に対しやたらと頭の大きい女性。愛を唱えるタイソン教典の著者（中身は有名なラブソングの剽窃）。護衛に好みの男性をそろえ、ホストのような扱いをしている。
楽天的な性格で、継承戦でも愛は勝つと語るが、具体的な行動は示していない。
守護霊獣（二対の翼をもった単眼のハート型）
メダマジャクシなる子供を生み出し、教典を受け取った人間に憑依させる。
放出系能力。信者からオーラを徴収し、教典の熟読度に応じて幸福を授ける。ただし、唯一の禁忌を破ると罰が与えられる。
ルズールス＝ホイコーロ
第7王子。ドゥアズル王妃の第三子。BW号1007号室に陣営を構える。バショウと契約している。
左右横アフロの髪型と無精髭が特徴的な男性。ドラッグを嗜む。護衛をハンター試験に送り込むも全員不合格とされた。
荒っぽい言動で頭もあまり良く無いが、無能の自覚はある。継承戦ではとりあえずとしてツベッパに与して、立ち回りでの長期戦に臨む。三大マフィアのシャア＝ア一家（ブロッコ）と懇意。同母の姉弟が母王妃所属兵を必要としていないため、彼の元に集中している。
守護霊獣（巨大な虫型）
具現化系能力。罠を張る能力であるらしい。
サレサレ＝ホイコーロ
第8王子。スィンコスィンコ王妃の子。BW号1008号室に陣営を構える。
肥満体形の男性。享楽的な性格の遊び人。
ラッパーであるらしく、「晩餐会のライブで世界を変える」と宣言していた。だがその前に、ベンジャミン王子に派遣されたリハンの「異邦人」に守護霊獣を喰われ、続いて交代したウショウヒによって暗殺される。死亡したことは公表されていない。
従者6人は恋人達で、兵士役も兼ねた女性。兵隊長は王妃所属。
守護霊獣（複数の口がついた球体）
操作系の拡散・誘導型の能力で、口から絶えずガスを吐き出し、そのガスを一定量吸ったものを彼の信奉者とする。さらに信奉者の頭上には霊獣の分身が憑りついて、どんどん感染増殖していく。能力をリハンに見破られ、「異邦人」に喰われて消滅する。
ハルケンブルグ＝ホイコーロ
第9王子。ドゥアズル王妃の第四子。BW号1009号室に陣営を構える。
清廉な理想主義者の青年。親族と折り合いが悪いことを公言している。
文武ともに優れた才覚の持ち主で、15歳で世界最高峰とされる大学へ入学し物理学を修め、さらにアーチェリーの世界大会で銀メダルを獲得している。
カキンの王族政治を変えることを志しており、国の内外から支援者を集め、カキンにおける一大勢力となっている。それゆえ政敵が多く、勢力への加入者に対しては慎重で、継承戦に際しても最初から護衛ハンターを募集していない。
B・W出航初日の晩餐会で継承戦への不参加を表明。妹モモゼの死を悲しみ、父王に継承戦中止を要請する。セキュリティの隙を突いて父王に単身接近し、クーデターを試みるも失敗し、自害も念獣に阻止される。改めて継承戦への参戦を決意し、発にも覚醒する。
守護霊獣（羽毛に覆われた一ツ目の牛のような怪物）
強化系・相互協力型の能力。羽を打ち込んで刻印した者をチームにする。彼らが統一された意志のもとに行動することで、オーラ量を大幅に増大させる。王子＆私設兵14人＆念獣での合計念出力は、推定で「直径5メートルの火球の超音速射出」に相当し、この量のオーラで後述の鎧・矢・弩を作る。
羽を打ち込まれると操作系の特性である「記憶操作」が発生し、意識を失い直前の記憶を失う。羽の刻印は彼に忠誠を誓う者でなければすぐに消滅する。
オーラの弩（仮）
ハルケンブルグの念能力。念獣によって強化増幅した、臣下のオーラで鎧と矢を、自分のオーラで弩（いしゆみ）を作る。そして臣下一名の魂を籠めた矢を放ち、撃ち抜いた者を乗っ取る。回避も迎撃も不可能とされる強力な念攻撃である。ハルケンブルグの戦争に対する哲学を反映している。
カチョウ＝ホイコーロ
第10王子。セイコ王妃の第一子。BW号1010号室に陣営を構える。センリツと契約している。
強い意志力を持った少女。フウゲツの双子の姉。護衛をルックスで選ぶことで知られ、不細工な容貌の人物をそろえている。
嫌われ役を演じつつ妹に共闘を持ち掛けたが、実際の目的は妹を守ること。センリツとの交流を経て方針を変え、妹と2人で継承戦離脱を目指すようになる。
第一回日曜晩餐会の際に、センリツとキーニの協力を得て救命ボートに乗り船からの離脱を図るが、無数の手のような念に襲われ妹を庇って死亡し、遺体が発見される。なり替わった霊獣カチョウは決意を固め、フウゲツを勝たせるよう動き始める。
守護霊獣（無形）・2人セゾン（キミガイナイ）
カチョウ、フウゲツのどちらかが死亡した際に発動する。念獣が死亡した側の者に変身し、残されたもう片方の者を死ぬまで護る。
フウゲツ＝ホイコーロ
第11王子。セイコ王妃の第二子。BW号1011号室に陣営を構える。
穏やかな人柄の少女。カチョウの双子の妹。
継承戦に参加する意思はなく、姉から共闘を持ち掛けられたが特に行動は示していない。詳細不明の魔法（念）を会得したことで、姉救助のために能力を調べる。第一回日曜晩餐会の際に船からの脱出に失敗した後、カチョウ（2人セゾン）と共に脱走未遂で司法局に拘留される。解放後はカチョウの死は伝えられていないが心身に変調をきたしており、邪霊が多数まとわりついている。
守護霊獣（ワーム状）・秘密の扉（マジカルワーム）
空間移動能力。往路の扉はフウゲツ、復路の扉はカチョウでないと作り出すことができない。使用できるのは1日1回のみ。他の守護霊獣と異なり、フウゲツの意思によって能力を使用することができる。幼い頃に遊んでいた「魔法の抜け道（マジックワーム）」という遊具を模した形状をしている。
カチョウの死後、制約が大幅に変更されている。
モモゼ＝ホイコーロ
第12王子。セヴァンチ王妃の第一子。BW号1012号室に陣営を構える。ハンゾーと契約している。
淑やかな少女。自分こそ王であるという自負が強く、余裕がある。趣味は編み物。
付き人は警護兵6名、全員が上位王妃からのスパイ。
B・W出航初日の夜にタフディーに絞殺され、継承戦最初の脱落者となる。
守護霊獣（巨大なネズミ）
条件を満たした相手の体内にさらに小型の念獣（補修された熊のぬいぐるみの頭をした蜘蛛型）を寄生させる。小型の念獣は、寄生された者にしか視認できず、四六時中話しかけてつきまとう。念獣に対し「自分が今ヒマである」と自認した者の身体をコントロールする。
マラヤーム＝ホイコーロ
第13王子。セヴァンチ王妃の第二子。BW号1013号室に陣営を構える。ビスケと契約している。
あどけない男児。母親から溺愛されている。常にハムスターを籠に入れて連れている。
付き人はハンターと警護兵合わせた警備18名、従事者6名。モモゼの警護を取り込むことで防衛力を増強されている。
継承戦が行われている状況に対して、表には出していないが強いストレスを感じており、守護霊獣にも反映されている。
守護霊獣（ドラゴン）
マラヤームの心理状態などに合わせて形態を変化させている。詳細不明だが、固有能力を用いて1013号室を実と虚の二重空間にすることでマラヤームを防御している。
ワブル＝ホイコーロ
第14王子。オイト王妃の子。BW号1014号室に陣営を構える。クラピカと契約している。
まだ言葉も話せない赤子だが、クラピカには信頼を示しているようである。
付き人は、初期は一般警護兵7名（7王妃からの監視役）、契約ハンター4名（クラピカを含む）、侍女4名。
守護霊獣（不明）
王子の守護霊獣が勢揃いするシーンでクラゲ形の念獣の姿が見受けられるも、ワブルとの関連性は明らかにされていない。

#### 8人の王妃
国王の正室達。表向きには序列が無いことになっているが、実際には嫁いだ順に厳しい順位が存在する。上位の王妃が下位の王妃の子に警護人としてスパイを配属させ監視するシステムが有り、最下位の王妃にはそのシステムの存在すら知らされない。
ウンマ
第1王妃。ベンジャミン、ツェリードニヒの母。未登場。
ベンジャミンとツェリードニヒ以外の十二王子にスパイを付けていたが、ワブル王子へのスパイは死亡し、さらにベンジャミン私設兵投入に伴い全員交代でベンジャミンの護衛に異動した。
ドゥアズル
第2王妃。カミーラ、ツベッパ、ルズールス、ハルケンブルグの母。
控えめな性格の女性。カミーラのもとに身を置いているが、継承戦に積極的にかかわる様子は見せず、娘の思うままにさせている。ハルケンブルグとは折り合いが悪いという。
トウチョウレイ
第3王妃。チョウライの母。未登場。
カットローノ
第4王妃。タイソンの母。未登場。
スィンコスィンコ
第5王妃。サレサレの母。
唯一の息子の自堕落な姿勢に苦言を呈する。
セイコ
第6王妃。カチョウ、フウゲツの母。
継承戦には否定的な態度をとっている。
セヴァンチ
第7王妃。モモゼ、マラヤームの母。
マラヤームを溺愛しており、モモゼには関心が薄い。警護人の人事権を司り、所属兵・ハンター・従事者を全てマラヤームに集中させている。
オイト
第8王妃。ワブルの母。
理知的で心根の優しい女性。元は貧しい家の出身で、国王に見初められ、一時は権力欲にとりつかれ正室となった。序列が最も低く、それ故に自身と子の命が瀬戸際にさらされている状況のため、やや精神的な安定を欠いている。
継承戦を知り、そこからの離脱を望んでおり、ハルケンブルグとの取引によって身の安全を確保することを考える。ハルケンブルグに近づこうとする人間をおびき寄せる目的で、実際は護衛を募集していないハルケンブルグを装う内容で身辺警護の依頼を出し、クラピカと契約した。念の存在を知り、生き残るために自らも学び始める。

#### 従者・護衛等
B・W号に乗船している王立軍人は2000人ほど。配分は船内1・2層に1400人、うち100人ほどはハンター準協会員の肩書を持っている。下層の3・4・5層には600人だが、この人数で乗員20万人を治安しており数が全く足りず、ほとんどマフィアに任せるという形になっており癒着・腐敗によって警備の質も低い。
各王子には「護衛・世話役を含めた付き人は15人まで」とされている。兵士には「王子個人の私設兵」と「国王軍の兵士」がいて、前者は能力も忠誠心も高い精鋭で、後者は肩書がしっかりしている。王妃の警護人人事ルールにより、王子には上位王妃人数のスパイが強制的につき、下位王妃人数の母王妃所属兵をつけることができる。力のある王子は、15人ルールの穴をついて「付き人ではなくハンター」という名目で、私設兵をハンター準協会員にすることで人数を最大5人ほど水増ししている。
ヌグイ
王室付きの執事で、小柄な初老の男性。王の命で「壺中卵の儀」を執り行った。
クレアパトロ
第1層 最高裁判官。
カイザル
司法局のエージェント。眼鏡にスーツの男性。
ロベリー逮捕をきっかけにカチョウ・フウゲツ陣営の監視につく。センリツの演奏に感銘を受け、彼女に惚れる。
ミズリ伍長
一般客層でミザイストムらと治安維持を担当。ヘルメットにアフロの黒人。
マンダム
ドゥアズル王妃所属兵隊長。帰属王子不明。ウンマ王妃所属兵（およびベンジャミン私設兵）との連携の調停役。

##### 第1王子陣営
ベンジャミン陣営。私設兵15名全員が正式な軍人で念能力者。彼らは黒スーツ姿の一般警護兵と異なり、軍装ベストを着用している。特権として無線通信機と連絡網を持つ。さらに12王子へのスパイとしてついていたウンマ王妃所属兵11名が異動してきている。
バルサミルコ＝マイト曹長
ベンジャミン私設兵隊長。ベンジャミン王子の腹心にして参謀。やや小柄な壮年の黒人。顔の左側面に傷がある。
主の性格をよく理解し、冷静に注言とサポートを行う。一方で、自身は豊富な経験を活かして念使いの精鋭兵を率いる。
ビンセント
顔が長く丸刈りで大柄な男性。「ええ」が口癖。
王室警護兵としてワブル王子の元に出向した。王子の従者達に暗殺容疑の濡れ衣を着せた上で排除するという作戦をとり、侍女サンドラを殺害し護衛ハンターも懐柔しようとしたが、反撃にあい制圧され、機密保持のために自害する。
虚空拳（エアブロウ）
片手から発動する能力であることが判明しているが、クラピカの妨害により不発に終わったため詳細は不明。ビンセント殉職に伴いベンジャミンに継承される。
バビマイナ
ビンセントの後任としてワブル王子の元に出向となる。私設兵の中では若い容貌ながら、クラピカも認める手練れ。能力は未登場ながらバルサミルコ曰く「迎撃型」で、また広範囲の「円」を使用できる。クラピカとサカタを重マークする。
オイト王妃が念を使用した事を見抜き、彼女に自らそれを明かした理由を問い質した後は、配慮するような言動をとっている。
ヒュリコフ
垂れ眉の男。好戦的な自信家。優れた観察力を持ち、僅かな身体反応やオーラの特徴から、念能力の有無や系統など様々な情報を読み取ることができる。
情報収集および常駐しているバビマイナとの連携のためクラピカ念講習会に参加している。自陣地ではベンジャミン王子を殺しに来たカミーラ王子の拘束などで成果を上げる。
ムッセ
左右で目の形が異なる男。カミーラ王子の元に出向。カミーラの護衛達から行動を制限されているが意に介さず、鳥状の念を用いて盗聴を行っている。カミーラがベンジャミン殺害を公言したため射殺したが、カウンター念の返り討ちに遭い殺され、命をカミーラの蘇生に消費される。遺体がないため表向きは行方不明者扱いとなっている。
裏窓の鳥（シークレットウィンドウ）
諜報を目的とした3種類の鳥型の念獣。ミミズクは対象者に触れることで発動し、術者にしか視えず、対象の言動全てをテレパシーで術者に伝える。他の2種は不明、ムッセ殉職に伴いベンジャミンに継承される。
コベントバ
禿頭の大男。チョウライ王子の元に出向。ウンマ所属兵の役割を兼任し、ドゥアズル所属兵との情報交換も行う。
ブッチ
丸目丸鼻で禿頭の男。ツベッパ王子の元に出向。航海2週目にはリハンと交代した模様。
オラーウ
頭部が禿げ上がった男。タイソン王子の元に出向。
カンジドル
えびす顔の男。ルズールス王子の元に出向。シカクの不審死の状況を証言する。
リハン
辮髪細目の男。具現化系能力者。サレサレ王子の元に出向して、コロアプデと同じシフトに配属される。念能力「異邦人」を発動し、サレサレの守護霊獣を無力化する。出向先はフウゲツ王子→ツベッパ王子に異動。戦略的にはハルケンブルグ王子攻略要員の本命。
異邦人（プレデター）
具現化系能力。リハンが標的を定めた人物の能力に対し、天敵となる念獣を体内で育成し、敵の能力を「捕食」する。リハンが標的の能力を「未知の状態」で「正しく理解する」ほど、有効な天敵になる。
当たれば強力な反面、制約が多く非常に使いづらい。育てるのに時間がかかる、事前に説明を受けたらNG、先制攻撃をされてもアウト、シンプルな（推測するまでもなく理解できる）強化系や放出系の能力に対しては意味をなさない。さらに、捕食に成功すると48時間は能力が使えなくなる。
ウショウヒ
坊主頭の男。暗殺向きの能力を持ち、待つのも殺すのも好き。まずはフウゲツ王子の元に出向。続いてサレサレ王子の元に異動し、暗殺を実行した。
殺人を無罪にする方法（スタンドバイミー）
ウショウヒの念能力。対象に小型の羽虫のような球体「虫射球（ニードルボール）」を取り憑かせる能力。
標的の近くに居続けることで対象に虫射球を憑依させる。虫射球自体の能力は不明だが、念能力者にのみ羽音が聞こえるため、簡易の念能力者判別装置としても機能する。存在を察知できない非能力者に対しては虫射球発生までの時間がかかる他、半径20m以上離れてしまうと能力が解除、またなんらかの手段で直接虫射球を取り除かれた場合はその対象に二度と能力を使えなくなる、などの制約を持つ。
シカク
角顔の男。操作系能力者。ハルケンブルグ王子の元に出向。覚醒したハルケンブルグと戦うが彼の念に撃ち抜かれ、以後ハルケンブルグ私設兵スミドリに憑依される。中身がスミドリのまま、ハルケンブルグの念の詳細を調べるために拳銃自殺をして、シカクの肉体は死亡する。
遊戯王（カルドセプト）
操作系念能力。自身の前にカード状のシールドを張る。詳細は不明だが、セリフなどから判断するに、これによって敵の念能力をカード化することができる模様。
ビクト
眉や髭の毛深い男。モモゼ王子の元に出向。モモゼ王子殺害の容疑者として逮捕されたが、後に釈放される。
その後、ハルケンブルグ王子のもとへ派遣され、抗戦するが敵わず敗北。以後の消息は不明。
表裏一体（タックルシールド）
ビクトの念能力。詳細は不明だが、ベンジャミン曰く「攻防相俟った技」。
ウンマ王妃所属兵11名
ヴォルフ（カミーラ王子に射殺されて死亡）、オルズニー（名前のみ判明。元ハルケンブルグ監視）、ほか9名。

##### 第2王子陣営
カミーラ陣営。私設兵12名（うちハンター準協会員5名）、従事者7名、スパイ1名。私設兵をハンターにして人員を水増ししている。私設兵は不可持民といわれる被差別民によって構成されており、ベンジャミン兵や一般護衛と異なる独自の軍服を着用している。
サラヘル
カミーラ私設兵隊長。呪詛担当はワブル王子。
モスワナ
カミーラ私設兵。呪詛担当はベンジャミン王子。右顎にほくろがある。
カミーラ私設兵
先述の2名、第3王子から第13王子までの呪詛担当11名、除念師1名で総勢14人いる（以前にナレーションで説明された12名・準協会員5名とは若干の齟齬がある）。全員が不可持民で、死をも覚悟しており忠誠心が高い。
フカタキ
執事長。非戦闘員の従事者。サラヘル隊長にはババと呼ばれる。呪いの詳細を熟知しており、私設兵の助言役も担う。
つじつま合わせに生まれた僕等（ヨモツヘグイ）
カミーラの私設兵である不可持民が保有し、他の王子への使用を予定している能力。古代の死後伴侶という迷信をもとに作られた呪詛の念。長期間毎日儀式的に念をかけ続け、仕上げに自害することで発動する。標的のオーラを呪念で奪う。

##### 第3王子陣営
チョウライ陣営。私設兵15名（うちハンター準協会員5名）、従事者3名、スパイ2名。私設兵をハンターにして人員を水増ししている。
サカタ
チョウライ私設兵。黒髪を七三分けにした男。協力関係を結んだワブル王子の元に出向。クラピカを重マークする。拳銃には高威力の9mmパラベラム弾を使用する。
ハシトウ
チョウライ私設兵。たらこ唇の男。協力関係を結んだワブル王子の元に出向。
テンフトリ
チョウライ私設兵。眼鏡で顔の濃い男。チョウライの部屋に門番としてクラピカたちを招き入れている。クラピカ念講習会の参加者。
スラッカ
ドゥアズル王妃所属兵（スパイ）。強面の男。ウンマ所属兵（の役割を兼任しているベンジャミン私設兵）との情報交換も行う。チョウライ王子が協力関係を結んだワブル王子の元に、チョウライ私設兵の監視として出向。

##### 第4王子陣営
ツェリードニヒ陣営。私設兵15名（うちハンター準協会員5名）、従事者5名。私設兵をハンターにして人員を水増ししている。またカウント外の私設兵が下層にいる。
ヴァンタイン
私設兵隊長。執事風の老軍人。
テータ
ツェリードニヒ私設兵。小柄なヘアバンドの女性。ツェリードニヒからは「ちゃん」づけで呼ばれている。仲間共々ハンター試験に合格し、準協会員の資格を得る。念能力者。
ツェリードニヒの性情を危険視しており、念を習得することでさらに危険な人物になると考え、自害覚悟で暗殺を決意する。あえて絶を習得させ、守護霊獣を消して射殺するが、王子の特質系の予知夢で回避されてしまう。王子からはお咎めなしであったが、守護霊獣に2回攻撃されて顔の左側面が変質している。
サルコフ
ツェリードニヒ私設兵。ハンター準協会員で念能力者。テータとは念使い同士のため、突っ込んだ会話ができる。
性格上、深い思考を巡らせるのは不得手。陰ではツェリードニヒをアイツ呼ばわりしている。テータの消耗に伴い、交代して王子に念を指南する。
ミュハン
ツェリードニヒ私設兵。クラピカ念講習会の参加者。挑発的な態度をとる。油断したところに念攻撃を受けて殺された。
タンジン
ツェリードニヒ私設兵。ハンター準会員。クラピカ念講習会の参加者。ミュハンの抑え役となっている。
ギッパー
下層の私設兵・伍長。たれ目坊主のこわもて。王子の同級生たちの上官。モレナ狩りの最中、ボークセンとの交代で上層に移動する。
ボークセン
ハンター準会員。王子の軍学校時代の同級生。ミディアムヘアの女性兵士。
下層に移動して同級生たちのリーダー役となる。「ネン」を脅威とみなし、モレナ狩りを装いつつ避けるよう提案する。

##### 第5王子陣営
ツベッパ陣営。私設兵14名（うちハンター準協会員5名）、従事者5名、スパイ1名。私設兵をハンターにして人員を水増ししている。
マオール
少尉。ツベッパ私設兵隊長。壮年の軍人。クラピカ念講習会の参加者。王子の代行として積極的に行動する。
ロンギ
ツベッパ私設兵。頬がこけた女性。クラピカ念講習会の参加者。

##### 第6王子陣営
タイソン陣営。私設兵5名、従事者5名、ハンター2名、スパイ3名。
イズナビ
詳細は「その他のヨークシンシティ編関係者」を参照
ジュリアーノ
プロハンター。軽い性格の青年で、イズナビを「イズさん」と呼ぶ。タイソン教典を受け取り、目玉ジャクシが憑けられている。
当初はタイソンを軽く見ていたが、教典を読み込むうちに教義に心酔するようになる。

##### 第7王子陣営
ルズ―ルス陣営。私設兵4名、王妃所属兵6名、従事者1名、ハンター3名、スパイ1名。
サトビ
ドゥアズル王妃所属兵隊長。生真面目な中年紳士。クラピカ念講習会の参加者。クラピカをかなり警戒している様子。
バショウ
詳細は「ネオン護衛団」を参照
ライス
ドゥアズル王妃所属兵。顎髭の生えた男。ベンジャミン私設兵シカクとインターホンで応対し、彼の自決を目撃する。

##### 第8王子陣営
サレサレ陣営。私設兵5名、王妃所属兵3名、従事者3名、スパイ4名。
ムシャホ
スィンコスィンコ王妃所属兵隊長。無骨な顔の男。クラピカがチョウライ王子の部屋に向かっている途中で見かけた門番。
クラピカ念講習会の参加者。王子の部屋から厄介払いされた形になっているも、他の者には任せられない最重要任務と自認してやって来た。
コロアブデ
トウチョウレイ王妃所属兵（スパイ）。リハンと同じシフトで勤務している。

##### 第9王子陣営
ハルケンブルグ陣営。私設兵14名、念獣の影響で14名全員が念半覚醒状態。スパイ1名（ウンマ王妃所属兵オルズニー→ベンジャミン王子私設兵シカク）。
シェジェール
ハルケンブルグ私設兵。眼鏡とそばかす顔の男。クラピカ念講習会の参加者。
ユヒライ
ハルケンブルグ私設兵。垂れた糸目の男。クラピカ念講習会の参加者。
スミドリ
ハルケンブルグ私設兵。短髪で豚鼻の男。ハルケンブルグの能力により、一時シカクに憑依する。

##### 第10王子陣営
カチョウ陣営。王妃所属兵2名、ハンター3名、従事者5名、スパイ5名。
センリツ
詳細は「ネオン護衛団」を参照
キーニ
プロハンター。小柄な初老の男性。円を用いて警護している。ピアノの名手。
2年前に事故で妻子を亡くしており、死に場所を探していた。ミザイストムの指示でカチョウ、フウゲツ両王子の逃走を援護し、機密保持のために自決する。
ロベリー
非戦闘員の従事者の女性。クラピカ念講習会の参加者。カチョウ王子のわがままさに辟易している。クロボッコの憑依対象に利用され、バリゲン殺害の容疑者として逮捕される。
ユウリ
非戦闘員の従事者の女性。クラピカ念講習会の参加者。カチョウ王子のわがままさに辟易している。

##### 第11王子陣営
フウゲツ陣営。王妃所属兵2名、従事者8名、スパイ5名。
バチャエム
セイコ王妃所属警護兵。おかっぱの男。従事者の内訳がスパイ5名と非戦闘員ばかりであるため、事実上2名での防衛となっている事に苦心している。
リョウジ
セイコ王妃所属警護兵。
イラルディア
非戦闘員の従事者の女性。クラピカ念講習会の参加者。
ラジオラス
非戦闘員の従事者の女性。クラピカ念講習会の参加者。

##### 第12王子陣営
モモゼ陣営。スパイ6名。本来の人員は全員マラヤームのもとに移動しておりいない。
ニペイパー
ドゥアズル王妃所属兵（スパイ）。眼鏡とこぶ顎の男。モモゼ王子殺害の容疑者として逮捕された。
ブラッジ
トウチョウレイ王妃所属兵（スパイ）。そばかす顔の男。モモゼ王子殺害の容疑者として逮捕された。調理師免許を持っている。
ラロック
カットローノ王妃所属兵（スパイ）。額と顎の広い男。モモゼ王子殺害の容疑者として逮捕された。
タフディー
スィンコスィンコ王妃所属兵（スパイ）。モモゼ王子殺害の容疑者として逮捕された。モモゼ王子暗殺の実行犯で、報復としてハンゾーに殺害される。表向きは拘置所で自殺したとされた。ハンゾーと同タイプの分身能力を持つ。
ナゴマム
セイコ王妃所属兵（スパイ）。モモゼ王子殺害の容疑者として逮捕された。

##### 第13王子陣営
マラヤーム陣営。王妃所属兵2名、ハンター10名、従事者6名（モモゼの護衛を取りこんで本来の人数の2倍がいる）。スパイ6名。
ビスケット＝クルーガー（ビスケ）
詳細は「G・I編関係者」を参照
ハンゾー
詳細は「受験者（第287期）」を参照。本来はモモゼとの護衛契約だが、セヴァンチ王妃指示でマラヤームの護衛に異動。
ベレレインテ
プロハンター。女性のような口調で話す男。クラピカ念講習会の参加者だが、ハンターであるため既に念能力者である。
バリゲン
セヴァンチ王妃所属兵（事実上モモゼの護衛から異動）。角刈りの男。クラピカ念講習会の参加者。謎の念攻撃を受けて怪死を遂げる。
ウェルゲー
セヴァンチ王妃所属兵隊長（3人いて生き残った最後の1名）。クラピカの念講習会で相次いで死者が出た事から、講習会を口実にハンター協会員が組織ぐるみでカキンを内側から崩そうとしていると疑っていた。そのため念能力の事を荒唐無稽な超能力と訝っていたが、ビスケの本来の姿を見せつけられて態度を軟化させた。その際のビスケの姿を美しいと評し、外見に対し好意を持っている。
その他
11人いる！（サイレントマジョリティー）
クラピカ念講習会にて、何者かが発動させた念能力。座敷人形（黒ぼっこ）と呪唇白蛇（ツチボッコ）で構成される。
第三者に座敷人形を取り憑かせ、具現化された呪唇白蛇4匹が標的を吸血で攻撃して殺害する。標的への攻撃に失敗した場合、術者にその攻撃が跳ね返ってくるという制約があることが明かされている。クラピカは遠隔から視認操作している念獣攻撃と推測する。術者や条件の詳細など不明点が多い。
ワブル王子の警護たちもこれによって殺害された。第13王子護衛のバリゲン、第4王子私設兵のミュハンを殺害した。ヒュリコフは、容疑者4人から1人まで絞り込んで術者の目星をつけた。

##### 第14王子陣営
ワブル・オイト陣営。ハンター4名、従事者4名、スパイ7名。
クラピカ
詳細は「クラピカ」を参照
ウッディー、変死した4人
王室付きの警護人達。15分の間に全身に穴を空けられ、血を抜かれて死亡する。
スパイの2人
王室付きの警護人。2人とも念能力なし。
表向きは王室から配属された7人の警護人だが、裏の任務はワブル王子とオイト王妃を監視して、自身の真の雇い主である7王妃に情報を流すことである。王位継承戦の話は事前に聞いていたが、自ら王子や王妃を手にかける意志はなく、法的に重罪ということもあって王族同士の殺し合いには半信半疑の様子だった。他の5人が殺害されたことで、クラピカの尋問を受け正体が発覚。拘束された後、念獣に操作されたサイールドに包丁で刺されて死亡する。
ビル
プロハンター。炎型の髪に目の下に皺のある男性。強化系能力者。パリストンを介して護衛についた協専のハンターで、王子との面会は免除されており、継承戦の話は聞いていなかった。
当初はクラピカがオイトに取り入ったという偏見を持ちクラピカを牽制していたものの、徐々にクラピカに信頼するようになる。クラピカ念講習会の裏で、オイト王妃に念を指南する。
球根（ハルジオン）
補助型の能力。対象物に発を行うことで、その成長を促す。
カートン
プロハンター。具現化系能力者。逆立った短髪に太眉の男性。ビル同様にパリストンを介して護衛についた協専のハンターで、継承戦の話は聞いていなかった。念獣に操作されたサイールドに包丁で刺され死亡。最大5人乗りの船か車に変身できる能力の使い手だったが、殺されてしまったためワブル王子を船から逃がす手段が潰えた。
サイールド
プロハンター。放出系能力者。七三分けに髭の男性。ビル同様にパリストンを介して護衛についた協専のハンターで、継承戦の話は聞いていなかった。モモゼの守護霊獣に操作され、仲間のカートンと護衛を2人を殺害してしまい、逮捕された。
裏窓（リトルアイ）
ボール型の念弾を発射して、小動物を捕らえ、遠隔操作する能力。視覚などをリンクして偵察用のドローンとして用いることができる。最大でハムスター程度までのサイズを操ることができるが、念獣を操ることはできない。最初の放出念弾は、標的に避けられて外れることもある。操っている生物が死ぬと能力は解除される。「放出系能力者による操作系寄りの能力」と称される。
シマヌ（シマノ）
オイトの付き人。宮廷内の事情に精通する。家系は代々王族に仕えており、祖父母や父母も王族に仕えていた。そのため、王家の内情や王子の性格等も熟知してるようで、三人の上位王子から同時に電話がかかってきた際は、誰を優先して最初に繋いでも後回しにされた他の王子が侮辱と捉えかねないという状況において、クラピカがとっさに第一王子のベンジャミンに先に繋ぐよう指示したのを独断で第三王子のチョウライに繋ぎ、結果として全員との即時対立を回避する。電話が終わった直後はこの独断行動についてクラピカに疑いを持たれたが、そうした理由を理詰めで説明し、クラピカから一定の信頼を得る。
一人っ子で育ったため、５人兄妹のオイト王妃を羨ましがっている。
サンドラ
オイトの付き人。警護人たちが殺害された後もオイトのもとに残っていたが、ビンセントに暗殺者の濡れ衣を着せられ殺害されてしまった。

#### 3大マフィア
カキン王国の裏社会を取り仕切る三大組織。それぞれの頭目を二線者（偽物、二線級に由来する）と呼ばれる婚外子の王族が担う。二線者は生まれた時に剃刀で二本の傷を顔に入れられ、表社会に出ることを禁じられる代わりに生存を許されている者たちである。王政に服従し、特定の王子と懇意にある。船では第3-5階層の運営を担う。1マフィアの規模は250人ほど。傘下には弱小の組織が従う。

##### シュウ＝ウ一家
『周』の文字をシンボルとするマフィア。ケツモチは第3王子のチョウライ。資金と人数では最大勢力。船では第4層を担当し、第3・5層との人と物流を監督し、利ザヤを得ている。
オニオール＝ロンポウ
シュウ＝ウ一家組長。タマネギ状の頭部をした老人。ナスビー王の異母兄弟であり婚外子。
二線者のひとり。傷の位置は額。BW号第1層にいる。
「均衡（バランス）」を重んじる男で、好き勝手に力を振るう幻影旅団を危険視しているが、「均衡」とは自分たちのような富める者が弱者から搾取するための法則である。ヒソカの確保とモレナの抹殺を指示する。
ヒンリギ＝ビガンダフノ
シュウ＝ウ一家若頭。刮目した眼が目立つ青年。幻影旅団とヒソカのファン。
シャア＝ア（オウ）・旅団と協力してモレナを殺すために動く。またヒソカと旅団の戦いに巻き込まれる事態を回避するために、ヒソカに接触して根回しする。ノブナガと共にエイ＝イの念アジトに潜入し発信器を仕込む。
手のひらを太陽に（バイオハザード）
具現化系能力。触れた機械や武具等を、生き物に変えて自在に操作する。ライフルを蛇に変える、手錠を鳩に変える、など用法は自由自在。
ザクロ＝カスタード
シュウ＝ウ一家構成員。気だるそうな表情をした青年で、常に点滴を携えている。
ボノレノフからはリンチの能力による心の声が聞こえてない事を知られた後に気絶させられるも生かされる。
気だるそうな雰囲気とは裏腹に、旅団など勝ち目が無さそうな相手であってもリンチの敵討ちを行うつもりであるなど仲間に対する想いは強い。
血いさな世界（ブラッディメアリー）
操作系能力。自身の血液を体外で自在に操る。また、能力の効果で普通なら致命傷になるような切り傷を受けても大丈夫なようである。常に携えている点滴は、能力の制約と実用も兼ねている。
リンチ＝フルボッコ
シュウ＝ウ一家構成員。常に喧嘩腰の女性。
ヒソカを探す目的で怪しい人物を殴りながら情報を集めていたが、ヒソカに変身したボノレノフに考え無しに殴りかかりカウンターで気を失う。その際に偽物である事を知るも、ザクロに変身したボノレノフに偽物だった事を話してしまい、首を捻じ曲げられて始末された。
体は全部知っている（ボディアンドソウル）
放出系能力。対象に質問してから殴ることで、その人物の心の声を聞くことが出来る。心の声はリンチと殴られた本人以外には聞こえない。対象が気絶してしまった場合、殴っても心の声を聞くことは出来なくなる。

##### エイ＝イ一家
『A』の文字をシンボルとするマフィア。ケツモチは第4王子のツェリードニヒ。船では第3層を担当し、表向きは往来が閉ざされている第2階層と闇取引をしている。
旧エイ＝イ派は新組長モレナにより粛清されており、申請しているマフィア名簿も嘘である。モレナの真の仲間は一般人扱いの22人で、モレナの念で即席の念使いとなっている。大暴れにより、全方位を敵に回す。
モレナ＝プルード
エイ＝イ一家組長。組長に就任してまだ日が浅い。ナスビー王と愛人の間に生まれた婚外子で、王位継承戦に臨む十四人の王子とは異母姉妹にあたる。
二線者のひとり。茨の冠をかぶり、額から左頬にかけて二本の傷を持つ、穏やな表情を浮かべた女性。世界を「糞溜め」と唾棄し、自分を含むすべてに興味を抱いていない虚無主義者。
現カキンに反逆し、裏表王族皆殺しと船占領を企てる。そのために配下22名を念覚醒させ、レベル上げのための無差別殺人を命じる。
取り決めでは第1層にいなければならないが、無視して第3層302号室におり、さらに念アジトを第2層に構えている。裏切りと悪行が露見し、他マフィアとツェリードニヒ王子から抹殺対象とみなされる。
恋のエチュード（サイキンオセン）
0患者（メンバーゼロ）であるモレナの唾液を介して対象を「発症者」へ変える念能力。人数上限は自分を入れて23人。
発症者は即念能力を習得し、他人を殺害するたびにレベルが上昇する。そのレベルに比例してオーラ量も向上し、レベル20を超えると独自の発を取得、更に100に達すると新たな0患者となって感染を広げることが可能になる。レベルの上昇量は一般人一名につき1、能力者は10、王子は50。モレナは初登場時レベル45。
ルイーニー
サイキンオセンの発症者。左頬に三日月の傷を持つ男。ヨークシンで大暴れした幻影旅団に憧憬を抱く。
突如獲得した念の力に溺れている。民間人20人以上を惨殺し、発に覚醒してからは放出系の空間移動能力者として他マフィアを蹂躙するなど、縦横無尽に暗躍する。ノブナガを仲間に勧誘するも、挑発にしかならず、殺される。
カシュー
サイキンオセンの発症者。眠そうな目つきの女性。殺人事件の難を逃れたことを装い、捜査側と接触した。
バドイユ
サイキンオセンの発症者。本業は解体工。快楽殺人者であり、右手に凶器を具現化する発に覚醒した。仲間とヒンリギを包囲して切り込んだが、歴戦のヒンリギには勝てず殺される。

##### シャア＝ア一家
『射』の文字をシンボルとするマフィア。ケツモチは第7王子のルズールス。船では第5層を担当し、物資全般を取り仕切る。サブマシンガンなどで武装している。幻影旅団と接触した。
ブロッコ＝リー
シャア＝ア一家組長。ブロッコリーアフロヘアの壮年の男。
二線者のひとりでナスビーの異母兄弟。傷の位置は顔の中央を横切る形。BW号第1層にいる。
イットク
副組長。
タハオ
組長補佐。ルズールス王子の私設兵軍事顧問も担当。上層と行き来ができる。
オウ＝ケンイ
シャア＝ア一家若頭。眼鏡をかけた男。念使い。幻影旅団を味方側につけつつ、旅団とエイ＝イの潰し合いを画策する。
バラ組員リーダー
禿頭にヒゲの男。体の一部のバラを差している組員たちの中でもリーダー格。マフィアなので非公式扱いの乗船者。クロロ達と接触した。若頭のオウから直接指示を受ける立場にある。
ソンビン
体の一部にバラを差している組員達の一人で、サブリーダー格。目つきの悪い青年。語尾をカタカナにするという独特の口調で喋る。旅団と接触して「超弩級にやばい」と判断する。
ツドンケ
舎弟頭。旅団のファン。

#### ビヨンド側
ビヨンド＝ネテロ
カキン暗黒大陸調査隊の隊長。ハンター協会元会長のアイザック＝ネテロの息子を名乗る男性。顔に大きな×十字の傷痕があり、古代中国の武将のような身なりをしている。ハンター協会は存在を把握していなかった。
50年前、V5クカンユ王国側で暗黒大陸に挑戦したが、隊はゾバエ病で壊滅し、ビヨンドはなんとか帰還した。父からは存命中の再挑戦を禁じられており、数十年の潜伏準備期間を経て、父の死を契機に動き出す。
父ネテロを髣髴とさせる容姿や話し方、人を惹きつけるカリスマ性を持ち、ネテロに心酔しているハンター十二支んの面々は、彼の演説に心を揺れ動かされている。
父の評によると、武道家である父とは全く異なる人物。強さとして、サバイバルのしたたかさを求めて身につけた、より純粋なハンターだという。
公的機関による報道の直後、近代5大陸（V5）によってハンター協会に彼をハントする依頼が出された。しかし先手を打って自らハンター協会に姿を現し拘束される。自由を奪われるも全く揺るがず、狡猾に国際社会の隙を突き、表向きは「ハンター協会がカキン探検隊を護衛・ビヨンドを監視しながら暗黒大陸に渡航する」、裏では「監視を逃れて自ら暗黒大陸に挑む」という筋書きへと状況を一変させてしまう。
未知を求めるという野心に満ちており、俗な政治や利権には興味がない。ホイコーロ国王とは互いに利が一致しているだけであるが、恩人である。
B・W号に乗船するも、なお拘禁中。
パリストン＝ヒル
ビヨンド派No2。
詳細は「ハンター十二支ん」を参照
ウサメーン
板前風の風貌をした男性。イボクリというオーラを使った手遊びに自信を持つ。殴り込んできたジンとトラブルになるも、紆余曲折を経てジンの必要性を認める。
クルリ
眼鏡と毛先がカールした長髪の男性。バーバード大の教授。博識。
ミュヘル
傭兵達のリーダー。尖った耳の男性。ジンとは顔見知り。
暗黒大陸攻略メンバー選抜試験である第289期ハンター試験において、ミザイストムからも非常に優秀な人材と評価されていたが、クラピカのチェックに引っかかりビヨンド派であることを見抜かれ不合格にされた。生化学者ユンデなど、他のビヨンド派メンバーも全員不合格とされている。
マッシュル
マッシュルームカットの男性。メンバー達のまとめ役。
マリオネ
ロボットのような姿をした少女。戦闘要員。
ペコテロ
キャンディーを持ち、白い玉が沢山ついた黒い帽子を被っている。
ゴレム
具現化系能力者。傭兵。援護射撃専門部隊のキーマン。
名前は自称で、それ以外は一切の質問を受け付けない。ロボットとも見紛うような巨大な装甲スーツをまとっており素顔も不明。複数の銃を具現化する能力を持ち、放出系能力者との相互協力で力を発揮する。
その他
片目を隠した男性、顔ペイントの料理人、四方に髪をまとめた女性、ミュヘル配下の傭兵達がいる。

### V5側
シュタイナー
暗黒大陸への渡航を事実上規制している国際機関・国際渡航許可庁の特務課に配属された眼鏡の青年。課長補佐を務める。記憶力に優れた頭脳明晰な人物。
出勤初日、極秘とされる暗黒大陸からもたらされた厄災・奇病について知る。その後、V5の首脳陣に暗黒大陸や5大厄災についてのプレゼンテーションをした。その後はビヨンドの監視役として、ハンター協会の警護のもと、B・W一号に乗船し、カキン司法局に籍を置く。任務のために『新世界紀行』を丸暗記している。
特務課の課長
暗黒大陸への非公式渡航経験がある。ハンター協会に任務を依頼し、「ビヨンドに出し抜かれたら許さない」と釘を刺す。

### その他
ドン＝フリークス
暗黒大陸について記された書物、『新世界紀行（東）』の著者。名前のみの登場。ジンによると300年ほど前の人物だが、今も生存し、『新世界紀行』の西を執筆中であるという推測をされている。ゴンやジンと同じ姓だが、関連は不明。

## クラピカ追憶編・流星街

### クルタ族
本編開始時点でクラピカ以外は全て故人。人目を忍んで隠れて暮らしていた。幻影旅団に里を襲われ滅亡した。
クラピカ
クルタ族の子供。
パイロ
声 - 川島海荷（劇場版第1作）
クラピカの親友。協調性があり冷静沈着な性格。崖に落ちたクラピカを助けたときに負傷し、目と足が不自由になりつつある。クラピカはパイロを治す医者を見つけるために外の世界に行きたがっている。
クラピカの母
クラピカの母親。明朗闊達な美人だがやや猪突猛進。
クラピカの父
クラピカの父親。知的で穏やかな男性。
長老
声 - 二又一成（劇場版第1作）
クルタ族の長老。外の世界へ行きたがるクラピカに試練を与える。携帯等の現代機械や、緋の眼を抑える秘薬などを持つ。
長老の補佐
博学で知性が高く、長老を補佐する。クラピカに試験問題を課すが、クラピカに全問正解された上、試験問題の間違いを指摘された。

### その他
シーラ
初登場はクラピカ追憶編。クルタの森に倒れていた冒険家の女性。ネズミのような頭飾りを付けている。クラピカとパイロに外の世界の事を教える。
流星街出身。幻影旅団創成メンバーたちとは幼馴染で、特にサラサとは親友。ある事件を切っ掛けとしてクロロたちと袂を分かつこととなる。
子供の頃からよく転倒する癖があり、大人になっても直っていない模様。幼少時からハンター志望で世界を観て回ることを夢見ていた。

### 流星街
サラサ
クロロ達の幼馴染で、最年少の女児。反目していたクロロとウボォーの仲を取り持つ。外から来た悪党から獲物に狙われ、殺され冒涜される。遺体はレンコによってきれいに修復され、クロロ達に弔われる。
流星街の長老
長老達の1人。顔を隠した人物。クロロがヒソカ戦で言及している。
流星街の掟を徹底的に順守し、報復の貫徹を旨とする。爆弾テロ事件の主犯であり、人間に念をかけて爆弾にする能力を持っていた。また人間と人形は同じようなものという思想を持っていた。
報復思想について、フィンクスらは理念的すぎて現実からズレていると非難する。クロロのセリフによると、既に死亡しており、能力が「死者の消えない念」としてクロロのコレクションに残留している。
リゾル神父
全宗教会の神父。クロロの才知に着眼し、長老会への謁見を推す。
レンコ
黒衣の女性。エンバーマーであり、サラサの遺体を修復した。マチとパクノダに念を教える。